# Vleermuizen
Vleermuizen of handvleugeligen (Chiroptera), zijn een orde van meestal kleine zoogdieren. Er zijn ongeveer 1430 verschillende soorten vleermuizen beschreven waardoor ze, na de knaagdieren, de soortenrijkste groep van zoogdieren is. Vleermuizen worden verdeeld in twee onderordes en achttien families.
Het lichaam van vleermuizen is bedekt met een dichte beharing. Alle soorten beschikken over een enkel paar vleugels die ontstaan zijn uit de voorpoten. Hiermee kunnen de dieren zich actief door de lucht voortbewegen. Het zijn de enige zoogdieren die daadwerkelijk kunnen vliegen en het zijn daarnaast de behendigste vliegers uit het dierenrijk. De vleugels bestaan uit een vlieghuid die is opgespannen tussen de vingers van hun voor- en achterpoten en hun staart. Vleermuizen hebben een vrij uniforme lichaamsbouw en -kleur maar verschillen wel sterk in grootte en spanwijdte. De kleinere soorten worden enkele centimeters lang terwijl de grootste vertegenwoordigers tot veertig cm lang kunnen worden en een spanwijdte bereiken van meer dan anderhalve meter. 
Vleermuizen zogen hun jongen en deze blijven enige tijd bij het moederdier tot ze zelfstandig zijn.  De meeste groepen van zoogdieren zijn vleesetend óf vegetarisch maar bij de vleermuizen komen beide vormen voor. De meeste vleermuizen zijn strikt insectivoor of juist frugivoor (vruchtenetend). Enkele soorten hebben een ander dieet, zoals de vampiervleermuizen die van het bloed leven van zoogdieren en vogels. Alle vleermuizen hebben een nachtelijke levenswijze. Overdag verschuilen ze zich in bomen, grotten of andere goed verborgen plaatsen. Vleermuizen komen wereldwijd voor, met uitzondering van erg koude gebieden. 
Door hun verborgen bestaan zijn vleermuizen een onbegrepen diergroep die angstgevoelens oproepen bij de mens. In veel culturen worden ze geassocieerd met duisternis, kwaadwilligheid en de dood. Vleermuizen zijn echter van groot ecologisch belang voor de bos- en tuinbouw, voornamelijk door het bestuiven van bloemen en het verspreiden van plantenzaden. Veel tropische planten zijn voor hun voortplanting volledig afhankelijk van vleermuizen. 
Daarnaast houden ze insectenpopulaties die gewassen aantasten onder controle, zoals vlinders, waardoor er minder insecticiden nodig zijn. Ook plaaginsecten zoals muggen, die mensen kunnen infecteren met verschillende ziektes, worden op grote schaal gegeten. De mest van vleermuizen (guano) wordt gewonnen uit grotten en tropische bossen. Deze delfstof wordt gebruikt als natuurlijke mest voor plantengewassen die geteeld worden in de sier- en fruitteelt. 
Vleermuizen hebben te lijden van de mens door de uitbreiding van stedelijke gebieden waardoor het natuurlijke leefgebied kleiner wordt. Ook de bosbouw, mijnbouw en het vangen van de dieren voor consumptie spelen een negatieve rol op het wereldwijde vleermuizenbestand. In grote delen van Azië en Afrika worden vleermuizen verwerkt in gerechten. Veel soorten hebben een aanmerkelijk kleiner verspreidingsgebied dan tientallen jaren geleden en enkele soorten worden beschouwd als recentelijk uitgestorven.

## Naamgeving en indeling

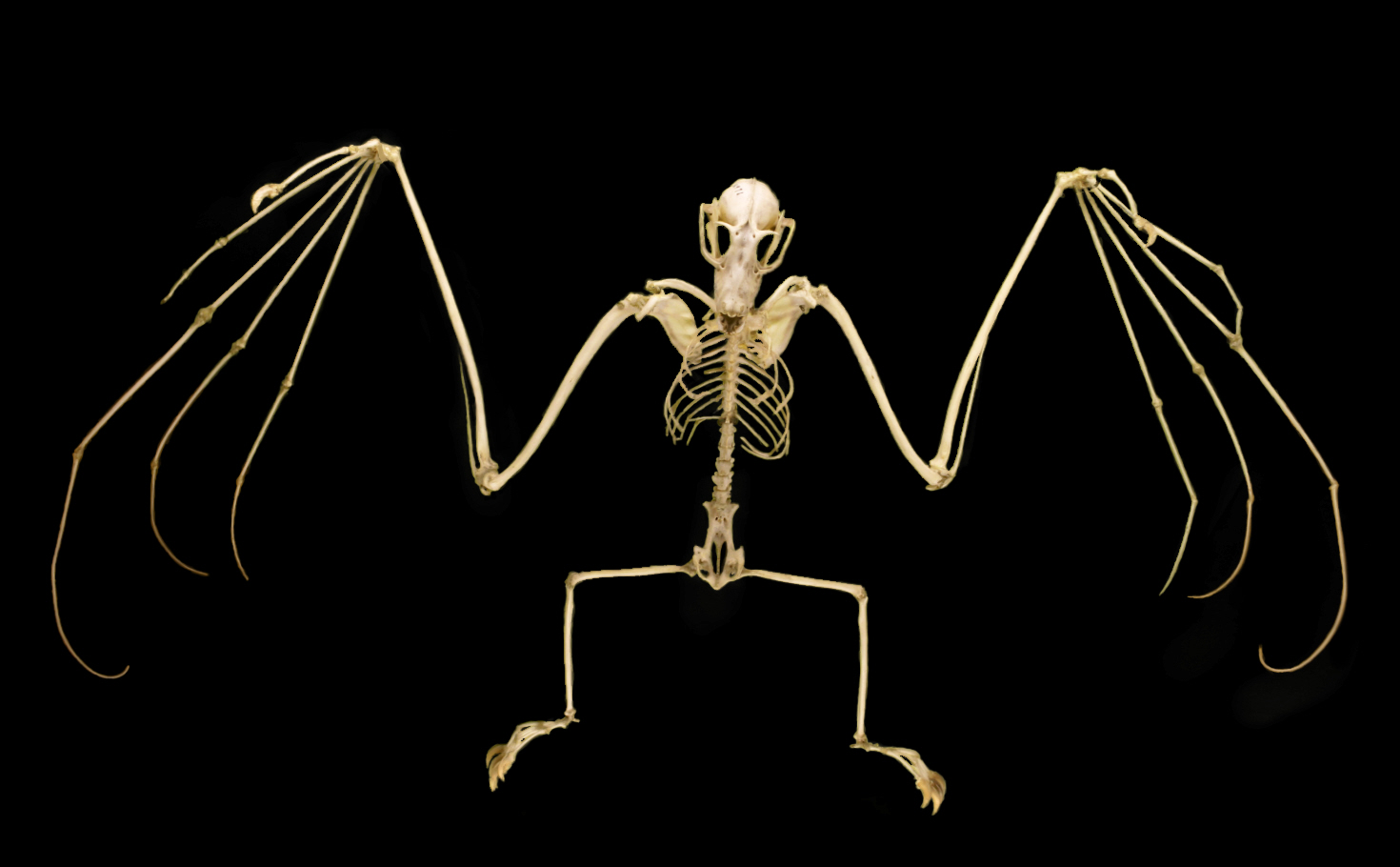
Vleermuizen danken hun wetenschappelijke naam hun voorpoten, die zijn omgevormd tot vleugels. Afgebeeld is een skelet van de soort Pteropus samoensis uit de collectie van het National Museum of Natural History.

De wetenschappelijke naam van de groep werd voor het eerst voorgesteld door Johann Friedrich Blumenbach in 1779. Hij gebruikte de wetenschappelijke naam Chiroptera (uitspraak gíerop-téra). Deze naam betekent vrij vertaald 'met gevleugelde handen' en is afgeleid van de Oud-Griekse woorden χείρ (cheir), dat 'hand' betekent en πτερόν (pteron), dat vertaald kan worden als 'vleugel'. In 1821 werd de groep als klasse voorgesteld door de Brits zoöloog John Edward Gray (1800-1875) onder de naam Cheiroptera. Deze naam was echter ongeldig omdat de naam van de eerste auteur voorrang heeft. Dit werd later gecorrigeerd door de Duitse geoloog en paleontoloog Otto Max Johannes Jaekel (1863 - 1929), die de naam Chiropteri gebruikte.
In de Nederlandse taal werden vleermuizen in het verleden met vele verschillende namen en spellingvarianten aangeduid. Voorbeelden zijn vledermuus, vleermuus, vliermuus, vledermûs, vleddermûs, vlêrmûs, fleddermus, flidermus, flirrmus en flermus. De naam vle(d)ermuis is afkomstig van het Middelnederlandse woord 'vlederen', dat fladderen betekent. De naam 'muis' slaat op het muis-achtige, behaarde lichaam.
In andere talen is de naam vaak afgeleid van de vliegende levenswijze, zoals het Duitse fledertiere (vliegdieren), het Zweedse fladdermöss (fladdermuizen) en het IJslandse leðurblökur, dat vrij vertaald 'leerfladderaars' betekent. Het Franse chauves-souris betekent 'kale muizen' en de oorsprong en etymologie van deze naam is niet helemaal duidelijk. Het Engelse woord 'bat' is afgeleid van het Middelengelse 'bakke ' en werd later waarschijnlijk verbasterd doordat de naam bakke werd verward met het Latijnse blatta, dat 'nachtactief insect' betekent.
Het Spaanse murciélagos betekent blinde (ciego) muizen (mur) en slaat op de lang aangenomen theorie dat vleermuizen blind zouden zijn. 
Sommige dieren en planten zijn vernoemd naar vleermuizen omdat ze er uiterlijk aan doen denken, zoals de vleermuisbloem (Tacca chantrieri) of de vampierinktvis (Vampyroteuthis infernalis). De vissenfamilie Ogcocephalidae wordt vanwege het lateraal afgeplatte lichaam wel aangeduid met vleermuisvissen. Ook de niet direct verwante schopvissen die tot het geslacht Platax behoren worden wel 'vleermuisvissen' genoemd, hoewel zij juist een dorsaal afgeplat lichaam hebben.
Andere dieren dragen de naam 'vleermuis' of 'vampier' omdat ze op vleermuizen jagen of omdat ze een afschrikwekkend uiterlijk hebben. Een typische predator van vleermuizen is bijvoorbeeld de vleermuisvalk (Falco rufigularis). De vampierkrabben uit het geslacht Geosesarma danken hun naam aan de gele ogen waardoor ze er 'vampier-achtig' uit zien.

## Ontstaan en evolutie

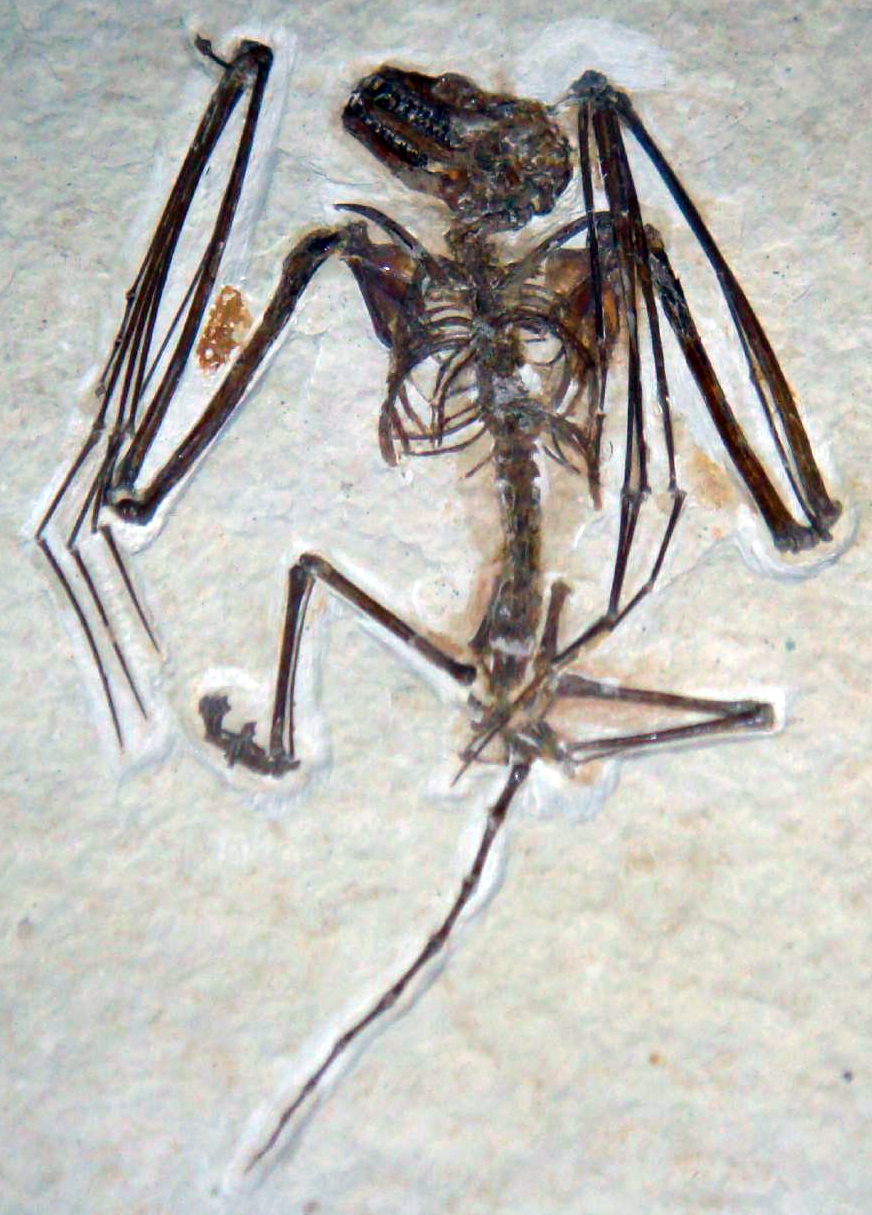
Icaronycteris is een van de oudste vleermuizen en leefde ongeveer 52 miljoen jaar geleden.

Vleermuizen zijn ongeveer 55 miljoen jaar geleden ontstaan in het Vroeg-Tertiair, meer bepaald het Eoceen. Als leden van de clade Laurasiatheria zijn ze het sterkst verwant aan de roofdieren (carnivora), de onevenhoevigen (Perissodactyla) en de walvissen en evenhoevigen (Cetartiodactyla). De vroegste voorouders van vleermuizen zijn waarschijnlijk ontstaan in het noordelijke deel van de Aarde; Europa, Noord-Amerika of Azië. Nadat de dieren vleugels hadden ontwikkeld hebben ze zich over de gehele wereld verspreid.
Hoe de vleermuizen ertoe zijn gekomen om zich van kleine, vleugelloze zoogdiertjes te ontwikkelen in de huidige hoog gespecialiseerde groep van vliegende predatoren is echter niet geheel duidelijk. Dit komt door het ontbreken van fossielen die de tussenvormen laten zien. Dit raadsel gold ook lange tijd voor de vogels, die zich uit kleine dinosauriërs bleken te hebben ontwikkeld. Ook van schildpadden en walvissen was lange tijd onbekend hoe de dieren zich hadden ontwikkeld uit hun oervormen, maar deze vragen zijn door fossielen van tussenvormen grotendeels beantwoord. Nog steeds is niet goed bekend hoe vleermuizen er uit zagen en hoe ze leefden vóórdat ze konden vliegen. 
Vleermuizen stammen af van nachtelijk levende, insectenetende zoogdieren. Dit waren kleine, muis-achtige diertjes die zich gingen specialiseren op het eten van insecten die alleen 's nachts vliegen. Niet alleen werden kleine zoogdieren zoals de voorouders van de vleermuizen gepredeerd door vogels, ook jaagden ze op dezelfde prooigroep van kleine ongewervelden. Door de nachtelijke levenswijze, de  ontwikkeling van de vleugels en later het vermogen om prooien op te sporen middels echolocatie voorkwamen de vleermuizen een concurrentie met de succesvolle, maar overwegend overdag actieve vogels. De vorming van vleugels uit de voorpoten wordt wel gezien als een vorm van convergente evolutie met de vogels. Ook de insecten echter hebben zich aangepast aan de vogels. Veel vlinders en kevers vliegen alleen 's nachts om aan de vogels te ontkomen. Hierdoor konden de eerste vleermuizen een belangrijke niche vervullen binnen vele ecosystemen wat hun succes verklaart. 
Van de oudste soorten vleermuizen zijn fragmentarische resten teruggevonden. Archaeonycteris praecursor werd aangetroffen in Portugal en leefde ongeveer 56 miljoen jaar geleden. Altaynycteris aurora is bekend uit China en leefde in dezelfde periode.  Beide soorten zijn beschreven op basis van een enkele kies. Vroege soorten beschikten nog niet over echolocatie en hadden nog vijf klauwen aan iedere voorpoot, zoals bekend is van de soort Onychonycteris finneryi die 52 miljoen jaar geleden leefde. Icaronycteris is een van de vroegst bekende vleermuizen waarvan een groot deel van het lichaam is beschreven. Van deze soort zijn fossielen gevonden die dateren van meer dan 52 miljoen jaar geleden. 
Vleermuizen hebben een kwetsbaar skelet dat bestaat uit dunne botjes en een kleine schedel waardoor de overblijfselen van afgestorven dieren moeilijk fossiliseren. Daarnaast zijn de eerste soorten ontstaan in tropische gebieden waar dode dieren weer snel worden opgenomen in het ecosysteem. Dit in tegenstelling tot dieren die in bijvoorbeeld woestijnen of poolgebieden leven. Naar schatting is slechts twaalf procent van alle uitgestorven genera teruggevonden in het fossielenbestand. Uit moleculaire analyses is gebleken dat vleermuizen van andere zoogdieren zijn afgesplitst in het vroeg-Eoceen.
Vleermuizen kregen waarschijnlijk eerst een vlieghuid om hun prooien beter te bespringen, zoals wel van vliegende katten bekend is. Deze lichaamsmodificatie is ook bekend van andere dieren zoals sommige hagedissen als de vliegende gekko's. De vogels zijn ook ontstaan uit dieren die eerst een glijvlucht konden maken en hebben pas later hun vleugels doorontwikkeld. Het is niet precies bekend wanneer en hoe vleermuizen hun vermogen tot echolocatie hebben ontwikkeld. Van fossiele vleermuizen uit de Green River-formatie in Wyoming, VS is beschreven dat de dieren al wel uitstekend konden vliegen, maar nog geen goed gehoor hadden. Ze bezaten waarschijnlijk nog niet het vermogen om prooien met ultrageluid op te sporen.

### Cladogram
In het onderstaande uitklapbare cladogram is de positie van de vleermuizen binnen de zoogdieren weergegeven op basis van een onderzoek door Tsagkogeorga et al. uit 2013.
|  | Schubdieren                                     |
|  |                                                 |
|  | Roofdieren (Oa. katten, honden, marterachtigen) |
|  |                                                 |

|  | Onevenhoevigen (Oa. paarden, neushoorns)                   |
|  |                                                            |
|  | Walvissen en evenhoevigen (Oa. herkauwers, walvisachtigen) |
|  |                                                            |

|  | Schubdieren                                     |
|  |                                                 |
|  | Roofdieren (Oa. katten, honden, marterachtigen) |
|  |                                                 |

|  | Onevenhoevigen (Oa. paarden, neushoorns)                   |
|  |                                                            |
|  | Walvissen en evenhoevigen (Oa. herkauwers, walvisachtigen) |
|  |                                                            |

|  | Schubdieren                                     |
|  |                                                 |
|  | Roofdieren (Oa. katten, honden, marterachtigen) |
|  |                                                 |

|  | Onevenhoevigen (Oa. paarden, neushoorns)                   |
|  |                                                            |
|  | Walvissen en evenhoevigen (Oa. herkauwers, walvisachtigen) |
|  |                                                            |

|  | Schubdieren                                     |
|  |                                                 |
|  | Roofdieren (Oa. katten, honden, marterachtigen) |
|  |                                                 |

|  | Onevenhoevigen (Oa. paarden, neushoorns)                   |
|  |                                                            |
|  | Walvissen en evenhoevigen (Oa. herkauwers, walvisachtigen) |
|  |                                                            |

|  | Schubdieren                                     |
|  |                                                 |
|  | Roofdieren (Oa. katten, honden, marterachtigen) |
|  |                                                 |

|  | Onevenhoevigen (Oa. paarden, neushoorns)                   |
|  |                                                            |
|  | Walvissen en evenhoevigen (Oa. herkauwers, walvisachtigen) |
|  |                                                            |

|  | Schubdieren                                     |
|  |                                                 |
|  | Roofdieren (Oa. katten, honden, marterachtigen) |
|  |                                                 |

|  | Onevenhoevigen (Oa. paarden, neushoorns)                   |
|  |                                                            |
|  | Walvissen en evenhoevigen (Oa. herkauwers, walvisachtigen) |
|  |                                                            |

|  | Schubdieren                                     |
|  |                                                 |
|  | Roofdieren (Oa. katten, honden, marterachtigen) |
|  |                                                 |

|  | Onevenhoevigen (Oa. paarden, neushoorns)                   |
|  |                                                            |
|  | Walvissen en evenhoevigen (Oa. herkauwers, walvisachtigen) |
|  |                                                            |

|  | Schubdieren                                     |
|  |                                                 |
|  | Roofdieren (Oa. katten, honden, marterachtigen) |
|  |                                                 |

|  | Onevenhoevigen (Oa. paarden, neushoorns)                   |
|  |                                                            |
|  | Walvissen en evenhoevigen (Oa. herkauwers, walvisachtigen) |
|  |                                                            |

|  | Schubdieren                                     |
|  |                                                 |
|  | Roofdieren (Oa. katten, honden, marterachtigen) |
|  |                                                 |

|  | Onevenhoevigen (Oa. paarden, neushoorns)                   |
|  |                                                            |
|  | Walvissen en evenhoevigen (Oa. herkauwers, walvisachtigen) |
|  |                                                            |

|  | Schubdieren                                     |
|  |                                                 |
|  | Roofdieren (Oa. katten, honden, marterachtigen) |
|  |                                                 |

|  | Onevenhoevigen (Oa. paarden, neushoorns)                   |
|  |                                                            |
|  | Walvissen en evenhoevigen (Oa. herkauwers, walvisachtigen) |
|  |                                                            |

|  | Schubdieren                                     |
|  |                                                 |
|  | Roofdieren (Oa. katten, honden, marterachtigen) |
|  |                                                 |

|  | Onevenhoevigen (Oa. paarden, neushoorns)                   |
|  |                                                            |
|  | Walvissen en evenhoevigen (Oa. herkauwers, walvisachtigen) |
|  |                                                            |

|  | Schubdieren                                     |
|  |                                                 |
|  | Roofdieren (Oa. katten, honden, marterachtigen) |
|  |                                                 |

|  | Onevenhoevigen (Oa. paarden, neushoorns)                   |
|  |                                                            |
|  | Walvissen en evenhoevigen (Oa. herkauwers, walvisachtigen) |
|  |                                                            |

|  | Schubdieren                                     |
|  |                                                 |
|  | Roofdieren (Oa. katten, honden, marterachtigen) |
|  |                                                 |

|  | Onevenhoevigen (Oa. paarden, neushoorns)                   |
|  |                                                            |
|  | Walvissen en evenhoevigen (Oa. herkauwers, walvisachtigen) |
|  |                                                            |

|  | Schubdieren                                     |
|  |                                                 |
|  | Roofdieren (Oa. katten, honden, marterachtigen) |
|  |                                                 |

|  | Onevenhoevigen (Oa. paarden, neushoorns)                   |
|  |                                                            |
|  | Walvissen en evenhoevigen (Oa. herkauwers, walvisachtigen) |
|  |                                                            |

|  | Schubdieren                                     |
|  |                                                 |
|  | Roofdieren (Oa. katten, honden, marterachtigen) |
|  |                                                 |

|  | Onevenhoevigen (Oa. paarden, neushoorns)                   |
|  |                                                            |
|  | Walvissen en evenhoevigen (Oa. herkauwers, walvisachtigen) |
|  |                                                            |

|  | Schubdieren                                     |
|  |                                                 |
|  | Roofdieren (Oa. katten, honden, marterachtigen) |
|  |                                                 |

|  | Onevenhoevigen (Oa. paarden, neushoorns)                   |
|  |                                                            |
|  | Walvissen en evenhoevigen (Oa. herkauwers, walvisachtigen) |
|  |                                                            |

## Indeling in groepen
Oorspronkelijk werden de vleermuizen in 1758 door Carl Linnaeus samen met mensen en de apen ingedeeld bij de orde primaten (Primates) vanwege de handachtige bouw van de 'voorpoten' in plaats van klauwen en de vrijhangende penis van de mannelijke dieren. Twintig jaar later werd de groep door Blumenbach toewezen aan een eigen orde; de Chiroptera.
In het verleden werden de vleermuizen in twee groepen ingedeeld op basis van hun uiterlijke kenmerken. De grotere soorten werden tot de Megachiroptera of grote vleermuizen gerekend en de kleinere tot de Microchiroptera of kleine vleermuizen. De Megachiroptera stonden ook wel bekend als de vleerhonden vanwege hun uit-stekende snuit en kleine oren terwijl de kleine vleermuizen vaak een platte snuit en grote oren bezitten en meestal geen hond-achtige kop hebben. Daarnaast stonden de grote vleermuizen bekend als de 'vruchtenetende vleermuizen' en de kleinere als de 'insectenetende vleermuizen'. Ook deze benamingen waren niet erg zorgvuldig gekozen aangezien vele vertegenwoordigers van beide groepen heel ander voedsel eten, zoals nectar, bloemen, vissen en gewervelde landdieren zoals hagedissen, kleine vogels en zelfs andere vleermuizen.

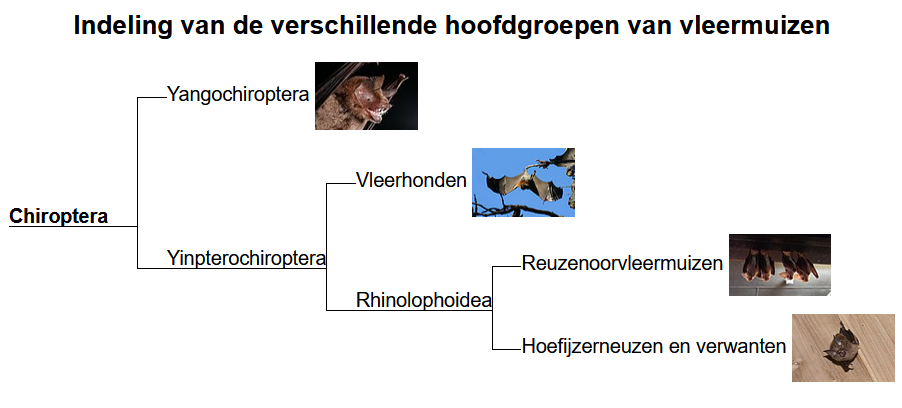
Op de afbeelding zijn de verwantschappen binnen de groep van vleermuizen weergegeven op basis van een onderzoek door Tsagkogeorga, Parker, Stupka, Cotton en Rossiter uit 2013.

Later bleek echter dat niet alle vleermuizen die klein blijven aan elkaar verwant zijn, maar dat sommige kleine soorten geëvolueerd moeten zijn uit de grote vleermuizen. Tevens werd dankzij DNA-onderzoek bekend dat sommige grote vleermuizen moeten zijn ontstaan uit groepen die tot de kleine vleermuizen werden gerekend. Hierdoor werd de oude indeling beschouwd als parafyletisch. Dit betekent dat de verschillende families van vleermuizen soms weliswaar op elkaar lijken maar een heel ander evolutionair pad hebben gevolgd. Genetisch onderzoek heeft aangetoond dat de families hoefijzerneuzen (Rhinolophidae), bladneusvleermuizen van de Oude Wereld (Hipposideridae), reuzenoorvleermuizen (Megadermatidae), Craseonycteridae (hommelvleermuis) en klapneusvleermuizen (Rhinopomatidae) in feite nauwer verwant zijn aan de Megachiroptera  dan aan de andere kleine vleermuizen. 
Vleermuizen worden volgens moderne inzichten verdeeld in twee onderordes; de Vespertilioniformes of Yangochiroptera en de Pteropodiformes of Yinpterochiroptera. Vertegenwoordigers van de Vespertilioniformes (de vroegere 'kleine vleermuizen' of Microchiroptera) eten meestal insecten, maken gebruik van echolocatie en blijven in de regel klein. Soorten uit de onderorde Pteropodiformes (de vroegere 'grote vleermuizen' of Macrochiroptera) worden meestal groot en leven vaak van vruchten of andere plantaardige delen en kennen geen of een primitieve vorm van echolocatie. Er zijn binnen beide groepen echter uitzonderingen die zich wat betreft uiterlijk en levenswijze afwijkend hebben ontwikkeld.
Er zijn wereldwijd ongeveer 1430 verschillende soorten vleermuizen beschreven, die verdeeld worden in twee onderordes en 18 families. Ongeveer een kwart van alle zoogdieren behoort tot de vleermuizen en alleen de knaagdieren vormen een nog grotere groep. Er worden regelmatig nieuwe soorten ontdekt, zoals vier soorten in 2024 en vijf soorten in 2023. Veel geslachten van vleermuizen zijn monotypisch en kennen maar een enkele vertegenwoordiger. Andere geslachten zijn juist zeer soortenrijk, zoals Hipposideros, dat 74 soorten telt. Het grootste geslacht wordt gevormd door de muisoren (Myotis), deze groep telt 139 soorten.
Zie voor een lijst van alle families van vleermuizen de Lijst van families van vleermuizen onderaan dit artikel.

## Verspreiding en habitat

Wereldwijde verspreiding van de vleermuizen
----

Vleermuizen komen als groep wereldwijd voor, ze ontbreken alleen in uitgesproken poolgebieden. Een aantal vleermuisfamilies komt overal ter wereld voor terwijl andere families een beperkt verspreidingsgebied hebben. De vleerhonden uit de familie Pteropodidae hebben zich rond de evenaar ook mondiaal verspreid, maar alleen in tropische streken. In grote delen van noordelijk Azië, noordelijk Afrika en geheel Europa ontbreken de vleerhonden. Vleermuizen zijn met name te vinden in de tropen en hoe noordelijker dan wel zuidelijker men gaat komen steeds minder soorten voor.
Sommige soorten of geslachten van vleermuizen zijn endemisch in een enkel land of binnen een groep van eilanden. Vleermuizen zijn goede vliegers en zijn in tegenstelling tot andere zoogdieren in staat om afgelegen eilanden te bereiken. Een aantal soorten heeft zich hier verder gespecialiseerd. Op veel geïsoleerde eilanden zijn vleermuizen zelfs de enige zoogdieren. Andere groepen, zoals de breedvleugelvleermuizen uit het geslacht Eptesicus komen op alle continenten voor. De vertegenwoordigers van het geslacht muisoren (Myotis) komen wereldwijd voor en hebben de grootste verspreiding van alle zoogdieren. In Australië leven meer dan 90 soorten vleermuizen. Een aantal vleermuizen heeft een zeer beperkt verspreidingsgebied door de geïsoleerde ligging van het areaal of door het terugdringen van het leefgebied door toedoen van de mens. 

### Europa
In Europa komen 45 soorten vleermuizen voor. Hiervan komen in het zuidelijker gelegen Italië 29 soorten voor, in het wat noordelijker gelegen Duitsland 24 soorten. In Nederland komen ongeveer twintig soorten voor en in het Verenigd Koninkrijk leven achttien soorten. In het noordelijk gelegen Schotland komen nog slechts negen soorten voor omdat het hier aanmerkelijk kouder is.

### Nederland en België

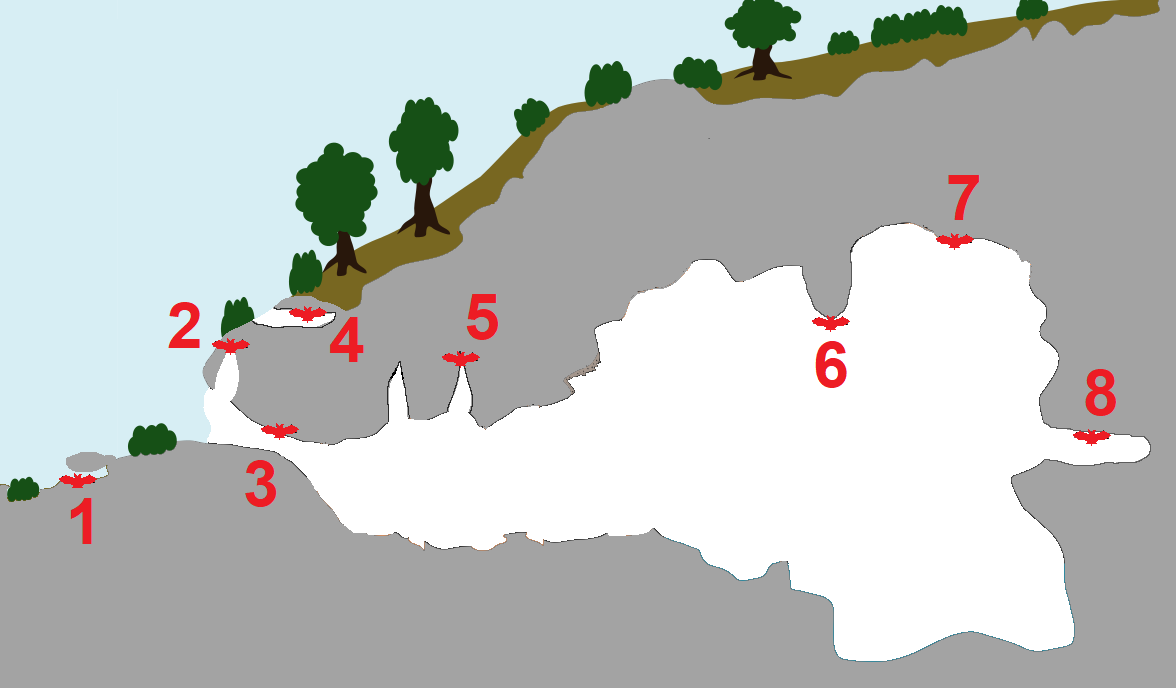
Vleermuizen in grotten leven op verschillende plaatsen:
----

In Nederland en België zijn twintig soorten gladneuzen en twee soorten hoefijzerneuzen waargenomen, waarvan een groot deel schaars, zeldzaam of zeer zeldzaam is. Hoefijzerneuzen zijn in Nederland en België uitgestorven of zeer zeldzaam, ze worden hooguit gezien als dwaalgast. Ongeveer acht soorten gladneuzen komen in Nederland en Vlaanderen (plaatselijk) vrij algemeen voor: de watervleermuis, de ruige en de gewone dwergvleermuis, de gewone grootoorvleermuis, de rosse vleermuis, de laatvlieger, de baardvleermuis en de meervleermuis.
In België en Nederland komen relatief veel vleermuizen voor, dit komt door het relatief zeer waterrijke landschap; veel vleermuizen zijn afhankelijk van insecten die in en om het water leven. Ter vergelijking; in het acht keer grotere Duitsland leven 27 soorten en in heel de Verenigde Staten, dat meer dan 230 keer zo veel landoppervlak heeft, komen 46 soorten voor. Soms wordt er in Nederland een exotische soort aangetroffen die hier niet op eigen kracht gekomen kan zijn. In 2001 werd in een loods in Groningen een grote vleermuis aangetroffen, het bleek om een van de roezetvleerhonden (Rousettus leschenaultii) te gaan. In 1994 werd een nijlroezet (Rousettus aegyptiacus) aangetroffen is Assen en dezelfde soort werd in 1997 in Rotterdam gevonden. Waarschijnlijk zijn dergelijke soorten meegekomen met ingevoerd hout of zijn mogelijk ontsnapt bij een particulier die tropische vleermuizen hield.
In de onderstaande uitklapbare tabel zijn alle soorten vleermuizen opgenomen die in België en Nederland voorkomen of recentelijk regionaal zijn uitgestorven. Soorten die hier zijn uitgestorven kunnen in omringende landen overigens nog zeer algemeen voorkomen. De beschermingsstatus in België is gebaseerd op de De IUCN Rode Lijst van de zoogdieren in Vlaanderen, criterium B (het verspreidingsgebied waarin een soort voorkomt). De beschermingsstatus in Nederland is gebaseerd op het Basisrapport Rode Lijst Zoogdieren 2020 (criterium IUCN Nederland 2020).
Sommige soorten planten zich hier niet voort, maar bezoeken het land soms, dergelijke soorten worden dwaalgasten genoemd. Van enkele soorten is bekend dat ze wel eens zijn waargenomen, maar geen deel uitmaken of uitmaakten van de fauna, dergelijke soorten zijn niet opgenomen. Een voorbeeld is Kuhls dwergvleermuis (Pipistrellus kuhlii), die in België slechts eenmaal is waargenomen en nog nooit in Nederland is gezien. De nimfvleermuis (Myotis alcathoe) is pas in 2001 wetenschappelijk beschreven. De soort is in België waargenomen, maar het areaal is nog geheel onbekend. In Nederland is deze vleermuis nog niet gezien. 
| Soorten vleermuizen in België en Nederland | Soorten vleermuizen in België en Nederland | Soorten vleermuizen in België en Nederland | Soorten vleermuizen in België en Nederland | Soorten vleermuizen in België en Nederland | Soorten vleermuizen in België en Nederland                                                               | Soorten vleermuizen in België en Nederland | Soorten vleermuizen in België en Nederland |
| Afbeelding                                 | Naam                                       | Naam                                       | Lichaams lengte (cm)                       | Spanwijdte (cm)                            | Lichaamskleur                                                                                            | Status                                     | Status                                     |
| Afbeelding                                 | Nederlands                                 | Wetenschappelijk                           | Lichaams lengte (cm)                       | Spanwijdte (cm)                            | Lichaamskleur                                                                                            | België                                     | Nederland                                  |
| ------------------------------------------ | ------------------------------------------ | ------------------------------------------ | ------------------------------------------ | ------------------------------------------ | --- | ------------------------------------------ | ------------------------------------------ |
|                                            | Grote hoefijzerneus                        | Rhinolophus ferrumequinum                  | 5,7 - 7,1                                  | 29,0 - 40,0                                | boven grijsbruin of rookgrijs, onder lichtgrijs tot gelig wit                                            | Uitgestorven                               | Dwaalgast                                  |
|                                            | Kleine hoefijzerneus                       | Rhinolophus hipposideros                   | 3,5 - 4,5                                  | 19,2 - 25,4                                | boven zwart tot rookbruin, onder grijswit                                                                | Uitgestorven                               | Uitgestorven                               |
|                                            | Baardvleermuis                             | Myotis mystacinus                          | 3,5 - 5                                    | 19 - 25                                    | donkerbruin tot bruingrijs                                                                               | Geen data                                  | Niet bedreigd                              |
|                                            | Brandts vleermuis                          | Myotis brandtii                            | 3,7 - 5,1                                  | 21 - 25,5                                  | boven lichtbruin, onder lichtgrijs met gelige glans                                                      | Geen data                                  | Geen data                                  |
|                                            | Watervleermuis                             | Myotis daubentonii                         | 4,5 - 5,5                                  | 23 - 27,5                                  | boven grijsachtig rood tot bruingrijs, onder grauwwit tot zilvergrijs                                    | Niet geëvalueerd                           | Niet bedreigd                              |
|                                            | Franjestaart                               | Myotis nattereri                           | 4,2 - 5                                    | 24,5 - 30                                  | boven licht grijsachtig bruin, onder wit                                                                 | Niet geëvalueerd                           | Niet bedreigd                              |
|                                            | Ingekorven vleermuis                       | Myotis emarginatus                         | 4,1 - 5,3                                  | 22 - 24,5                                  | boven roodbruin, onder gelig grijs                                                                       | Bedreigd                                   | Gevoelig                                   |
|                                            | Meervleermuis                              | Myotis dasycneme                           | 5,5 - 6,7                                  | 20 - 32                                    | boven bruin tot grijsbruin, onder wittig tot gelig grijs                                                 | Kwetsbaar                                  | Niet bedreigd                              |
|                                            | Vale vleermuis                             | Myotis myotis                              | 6,5 - 8,9                                  | 35 - 45                                    | boven roestig grijsbruin, onder witgrijs                                                                 | Bedreigd                                   | Uitgestorven                               |
|                                            | Bechsteins vleermuis                       | Myotis bechsteinii                         | 4,3 - 5,5                                  | 25 - 30                                    | boven lichtbruin tot roodbruin, onder grijswit                                                           | Bedreigd                                   | Gevoelig                                   |
|                                            | Gewone grootoorvleermuis                   | Plecotus auritus                           | 4 - 5                                      | 24 - 28,5                                  | boven grijzig bruin tot lichtbruin, onder lichtbruin, gelige glans                                       | Gevoelig                                   | Niet bedreigd                              |
|                                            | Grijze grootoorvleermuis                   | Plecotus austriacus                        | 4,0 - 5,8                                  | 25,5 - 30                                  | boven donkergrijs met bruine glans, onder wit                                                            | Bedreigd                                   | Niet bedreigd                              |
|                                            | Gewone dwergvleermuis                      | Pipistrellus pipistrellus                  | 3,6 - 5,1                                  | 18 - 24                                    | boven oranjebruin - roestbruin tot kastanjebruin -donkerbruin, onder gelig tot grijzig bruin             | Niet bedreigd                              | Niet bedreigd                              |
|                                            | Kleine dwergvleermuis                      | Pipistrellus pygmaeus                      | tot 4,8                                    | tot 24                                     | boven rossig bruin tot lichtbruin, onder lichter bruin                                                   | Geen data                                  | Geen data                                  |
|                                            | Ruige dwergvleermuis                       | Pipistrellus nathusii                      | 4,6 - 5,8                                  | 22 - 25                                    | boven rood tot kastanjebruin, donkerbruin met witte vlekjes in de winter, onder lichtbruin tot geelbruin | Niet bedreigd                              | Niet bedreigd                              |
|                                            | Laatvlieger                                | Eptesicus serotinus                        | 5,8 - 8                                    | 32 - 38                                    | boven donker rookbruin, onderzijde geelbruin                                                             | Niet bedreigd                              | Kwetsbaar                                  |
|                                            | Noordse vleermuis                          | Eptesicus nilssonii                        | 4,8 - 7                                    | 24 - 28                                    | boven donkerbruin, onder gelig bruin                                                                     | Niet geëvalueerd                           | Dwaalgast                                  |
|                                            | Tweekleurige vleermuis                     | Vespertilio murinus                        | 5 - 6,5                                    | 26 - 33                                    | boven rood- tot zwartbruin, onder witgrijs                                                               | Dwaalgast                                  | Gevoelig                                   |
|                                            | Rosse vleermuis                            | Nyctalus noctula                           | 6 - 8                                      | 32 - 45                                    | boven helder rossig bruin, onder lichter                                                                 | Niet bedreigd                              | Geen data                                  |
|                                            | Bosvleermuis                               | Nyctalus leisleri                          | 4,8 - 6,8                                  | 26 - 34                                    | boven roodbruin, onder gelig bruin                                                                       | Bedreigd                                   | Gevoelig                                   |
|                                            | Grote rosse vleermuis                      | Nyctalus lasiopterus                       | 8,4 - 10,4                                 | 32 - 45                                    | donker roodbruin                                                                                         | Dwaalgast                                  | Dwaalgast                                  |
|                                            | Mopsvleermuis                              | Barbastella barbastellus                   | 4,5 - 5,8                                  | 24,5 - 29,2                                | boven zwartbruin tot zwart, onder donkergrijs                                                            | Uitgestorven                               | Uitgestorven                               |

### Habitat

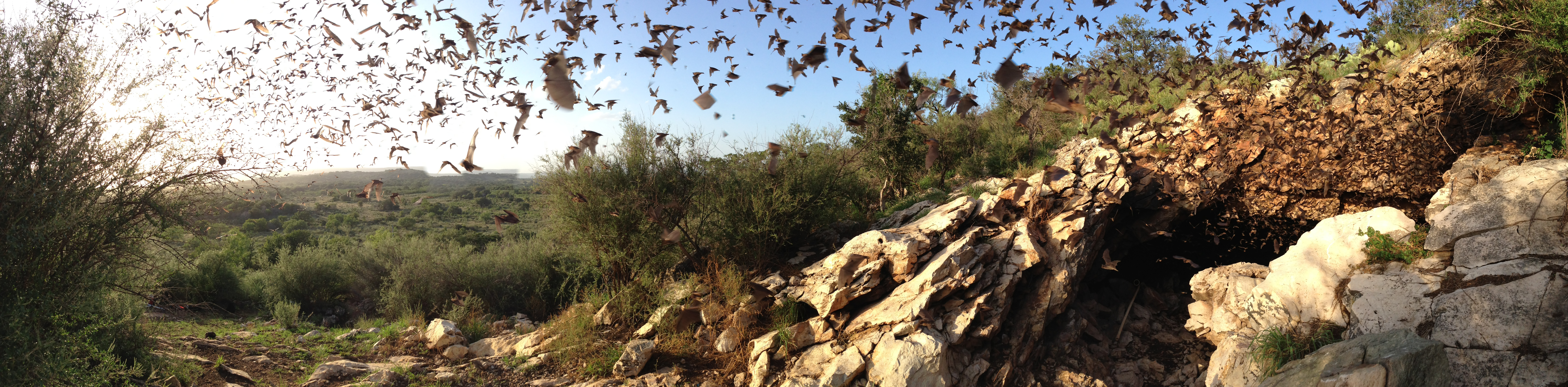
Panoramafoto van vleermuizen die hun grot uitvliegen. Klik voor een vergroting.

Vleermuizen leven in de meest uiteenlopende habitats. Vaak wordt gedacht dat het uitgesproken grotbewoners zijn, ook wel trogloxenen genoemd, maar de meeste vleermuizen in tropische gebieden houden zich overdag op in bomen. Veel soorten verstoppen zich daarbij tussen de bladeren, de grotere vleerhonden hangen meestal aan kale takken omdat ze in dicht gebladerte moeilijk kunnen opvliegen. Dergelijke bomen worden vaak door de gehele kolonie bewoond en een boom kan geheel volhangen met vleermuizen. Er zijn kolonies bekend die al honderden jaren dezelfde boom gebruiken als slaapplaats. Sommige vleermuizen leven in jonge, nog opgerolde palmbladeren, in holle bamboestengels of in holle bomen.
De habitat kan niet alleen per soort verschillen maar zelfs per ondersoort. De vliegende vos (Pteropus medius) bijvoorbeeld leeft meestal in laaggelegen gebieden, maar de ondersoort (Pteropus medius leucocephalus) heeft een wat langere lichaamsbeharing en leeft in wat hoger gelegen streken in het Himalayagebergte. 

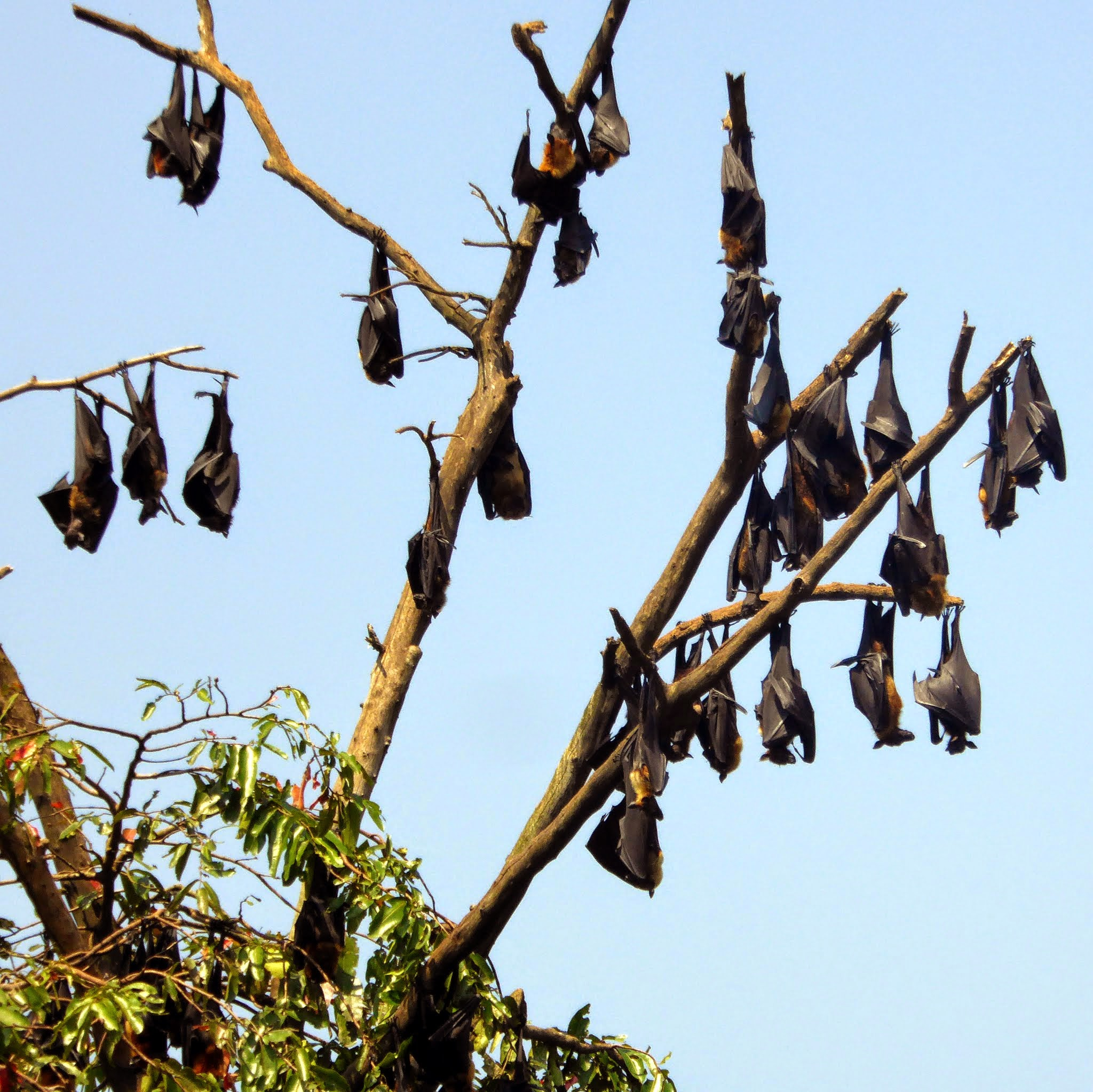
Vleerhonden rusten vaak in kale bomen, afgebeeld zijn exemplaren van de vliegende vos (Pteropus medius) in Sri Lanka.

De klimatologische voorkeuren verschillen per vleermuizengroep. Klapneusvleermuizen bijvoorbeeld zijn aangepast aan gebieden met een lage luchtvochtigheid en een hoge temperatuur. Bij veel soorten die in België en Nederland leven is dit net andersom. Vliegende vossen rusten vaak in de hogere delen van bomen en worden vaak in steden en dorpen gezien. Ook veel andere tropische vleermuizen leven in planten en bomen, vaak onder bladeren, omgevallen boomstammen en in boomholten. Soorten die onder bladeren schuilen creëren vaak een soort 'tent' door delen van de bladnerven aan te vreten, zodat het blad knikt en een beschermende woonomgeving ontstaat. Ook rotsspleten en zelfs de holen van andere dieren kunnen worden bewoond door vleermuizen.
Van de soorten die in grotten leven is bekend dat ze geen vaste plaats in een grot bewonen. Binnen een enkele grot kunnen zelfs verschillende soorten voorkomen. De ene soort verkiest een hogere temperatuur nabij de ingang terwijl de andere soort liever bij een lagere temperatuur rust, dieper in de grot. Ook de luchtvochtigheid kan een rol spelen bij de voorkeur voor een rustplaats in grotten. Een groot aantal soorten die oorspronkelijk in grotten leefden komen ook voor in door de mens aangepaste gebieden. Het betreft dan voornamelijk menselijke bebouwing zoals tempels, oude graven, ijskelders, bunkers, forten, mijnschachten, tunnels en ruïnes. Verder leven veel soorten in open stedelijke gebieden, parken, tuinen en plantages, onder bruggen en duikers, in zolders en kelderruimtes en in boomgaarden. In Nederland zijn de Limburgse mergelgroeven een bekende attractie omdat veel vleermuizen hier hun onderkomen hebben.
Een aantal soorten vleermuizen echter leeft graag in woningen die bewoond zijn door mensen. Zij nemen de geluiden van de bewoners en de trillingen die veroorzaakt worden door het verkeer voor lief. Dergelijke soorten leven op de meest uiteenlopende plaatsen in een woning, zoals in rolluikkasten, onder daklijsten, in kieren achter betimmering, achter vensterluiken, onder het dakbeschot, onder leistenen daken, tussen het dakgebinte, onder loodslabben, achter en onder vensterbanken, tussen de dakpannen, in spleten in de muur en onder de dakgoten. Met name spouwmuren vormen een ideale locatie voor vleermuizen omdat deze groot genoeg en om een groot aantal soorten te huisvesten en veel woningen een ongeïsoleerde (open) spouwmuur hebben. De voorkeur van vleermuizen voor bewoonde gebouwen wel oikofiel genoemd. Deze benaming is afgeleid van het Griekse οἶκος en betekent vrij vertaald 'huis-minnend'. De aanwezigheid van vleermuizen in een bewoonde woning wordt vaak niet eens opgemerkt door de bewoners. De dieren zijn echter vlak voor en na het uitvliegen behoorlijk actief en soms zijn krabbende en ritselende geluiden waarneembaar. Aan de buitenzijde van een gebouw zijn vaak uitwerpselen te zien die een donkerbruine tot zwarte kleur hebben en afhankelijk van de soort rond tot staafvormig van vorm zijn. Veel vleermuizen hebben langwerpige uitwerpselen die een doorsnede van ongeveer één millimeter hebben en doen denken aan hagelslag. Vleermuizen ontdoen zich van hun urine en uitwerpselen als ze zich in de schuilplaats bevinden. Dit aan gebouwen soms te zien aan een duidelijke bruine streep die vanaf de dakrand naar beneden loopt. 
Vleermuizen die in de zomermaanden in een bewoonde woning doorbrengen verhuizen in de herfst naar koelere plaatsen omdat het in een in gebruik zijnde woning te warm blijft. In de winter worden onbewoonde gebouwen opgezocht die koeler zijn. Dit om te voorkomen dat ze regelmatig wakker worden gedurende de winter wat de dieren geen goed doet. De habitat van de soorten die een winterslaap houden verschilt sterk per seizoen. De watervleermuis bijvoorbeeld houdt zich in de zomer op in bomen waar het dier vrijwel onzichtbaar is tussen de bladeren. In de winter worden vaak bunkers en andere verlaten gebouwen opgezocht.

## Uiterlijke kenmerken

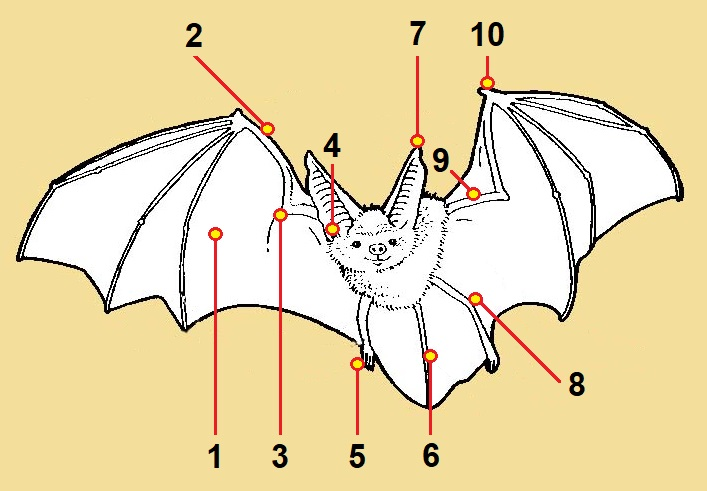
Algemene lichaamskenmerken van een vleermuis:
----

Vleermuizen hebben allemaal ongeveer dezelfde lichaamsbouw, maar verschillen wel sterk in grootte. De kleinste soort is de Thaise varkensneusvleermuis (Craseonycteris thonglongyai), die ongeveer drie centimeter lang wordt en een spanwijdte heeft van 13 tot 15 cm. De grootste soorten zijn die uit het geslacht echte vleerhonden (Pteropus), deze kunnen een lichaamslengte bereiken van 40 centimeter en een spanwijdte van meer dan 1,5 meter.
Vleermuizen hebben in vergelijking met de enige andere vliegende warmbloedige dieren -de vogels- een geheel andere evolutionaire ontwikkeling doorlopen om het lichaam geschikt te maken voor het vliegen. De achterpoten zijn in tegenstelling tot de vogels niet geschikt om het lichaam te dragen en de voorpoten hebben zich ontwikkeld tot relatief reusachtige proporties terwijl de meeste botten in het lichaam klein en dun zijn om gewicht te besparen. Bij de vogels zijn de botten grotendeels gevuld met luchtholtes om het gewicht te reduceren. 
Vleermuizen hebben meestal een dichte lichaamsbeharing die bestaat uit haren die smaller zijn aan de haarwortel, maar steeds dikker worden naar de buitenzijde. De haren zijn voorzien van ruwe schubben of andere uitsteeksels. De microstructuur van het haar is een belangrijk determinatiekenmerk en kan per soort verschillen. De vrouwtjes hebben in de regel twee tepels, maar er zijn uitzonderingen zoals vrouwtjes uit het geslacht Lasiurus die vier tepels bezitten. 

### Kop

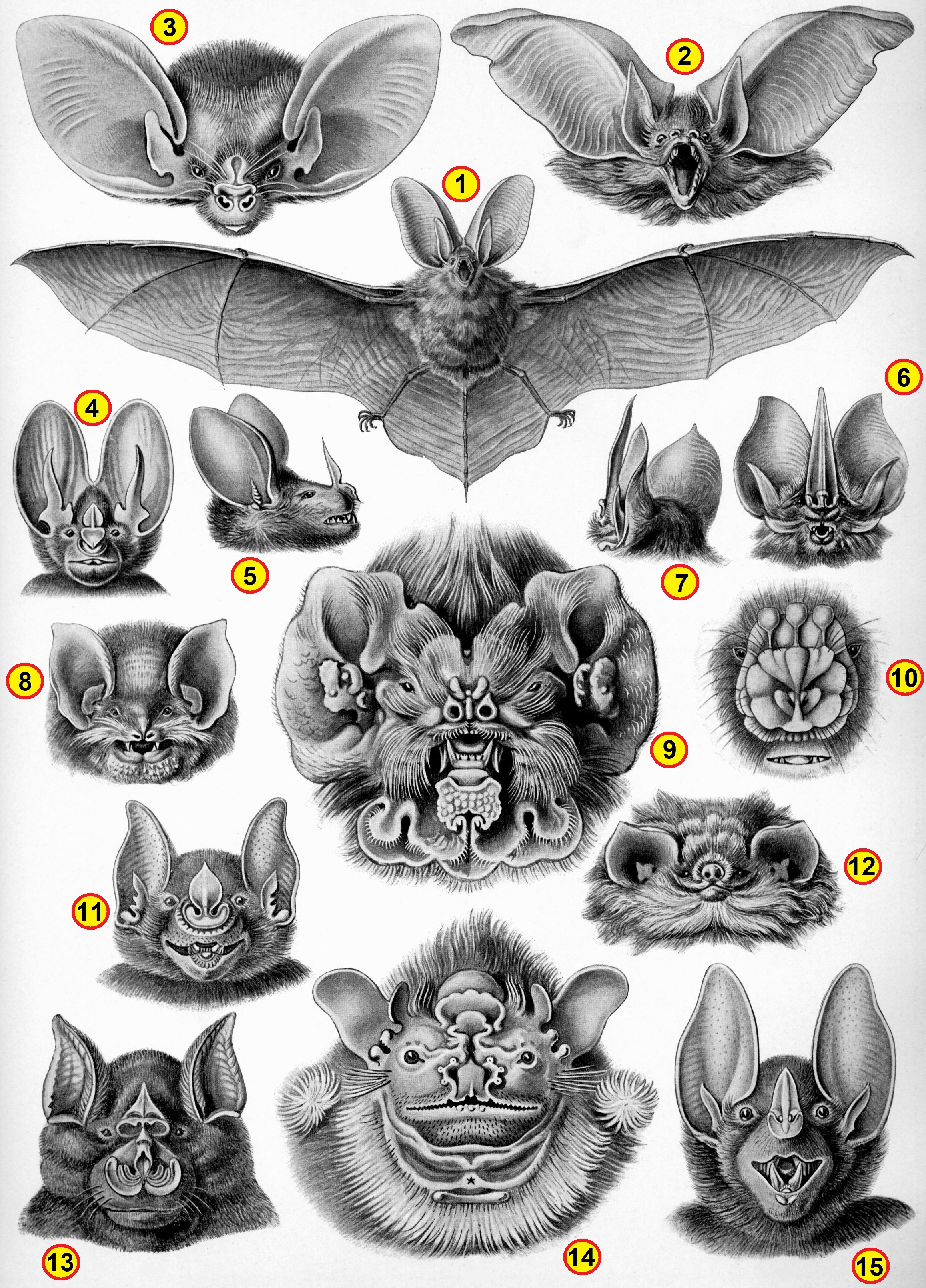
Verschillende soorten vleermuizen
(1904), Ernst Haeckel uit Kunstformen der Natur
----

De vorm van de kop is bij de meeste grote vleermuizen zoals de vleerhonden vrij uniform van vorm, slechts enkele soorten hebben een duidelijk afwijkende schedel. Een voorbeeld is de hamerkopvleerhond (Hypsignathus monstrosus). Deze soort heeft een bijna vierkante kop die waarschijnlijk dient als een klankkast voor de harde, kwakende geluiden die de dieren maken. De meeste vleermuisfamilies zijn vernoemd naar de afwijkende structuren aan de kop, zoals de neus (hoefijzerneuzen, klapneusvleermuizen), de oren (reuzenoorvleermuizen, trechteroorvleermuizen) of de lip (plooilipvleermuizen, hazenlipvleermuizen). 

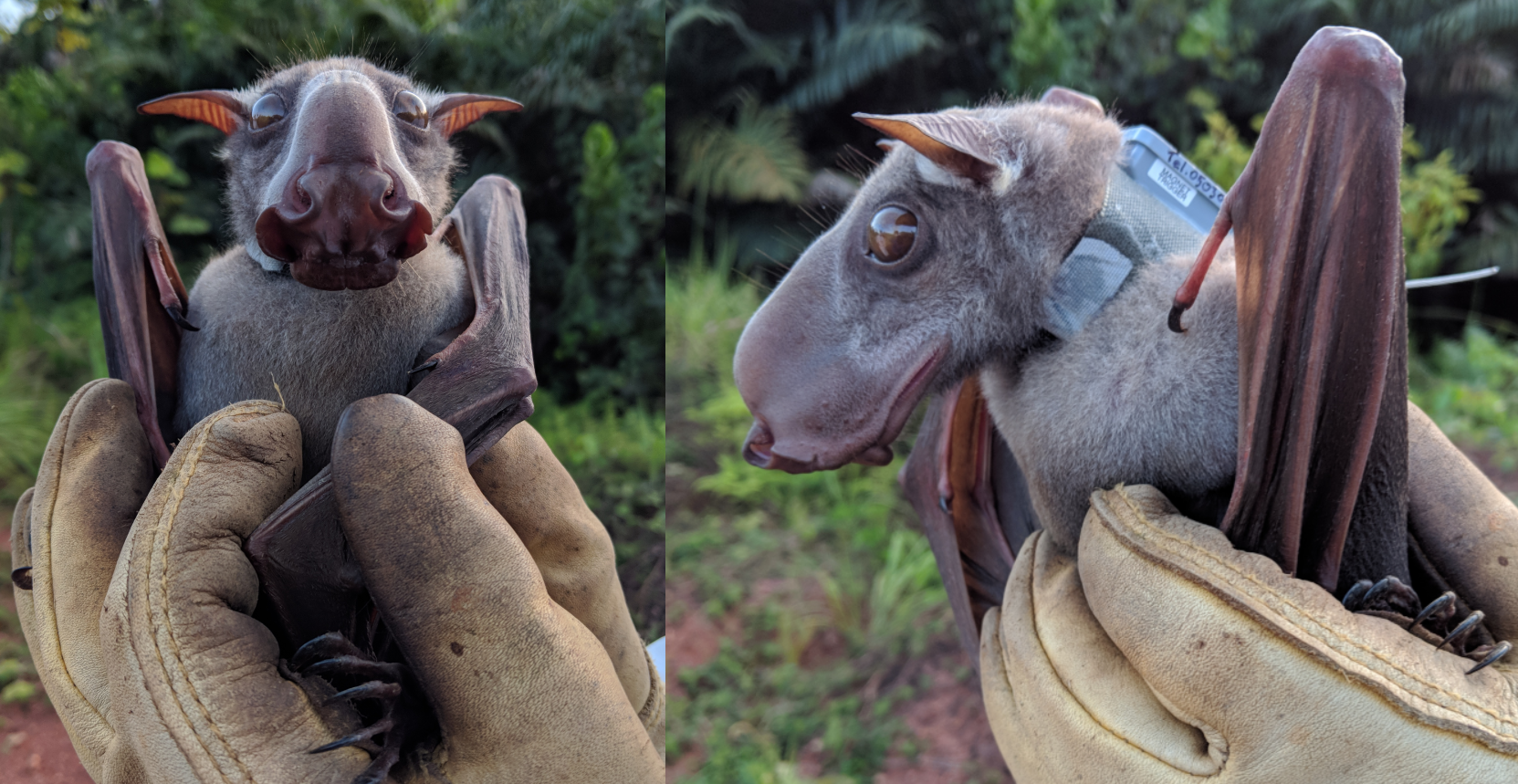
Een hamerkopvleerhond, afgebeeld is een exemplaar dat zojuist voorzien is van een GPS-zender.

Vleermuizen hebben ongeveer 20 tot 38 tanden in de schedel die volgens een bepaalde tandformule zijn gerangschikt in de boven- en onderkaak. Het aantal tanden varieert per familie en soms zelfs per soort. De hoektanden zijn bij alle soorten aanwezig en zijn in de regel vergroot terwijl de snijtanden relatief klein zijn. De spitstandvleerhond (Harpyionycteris whiteheadi) verschilt van andere vleermuizen doordat de kiezen vijf of zes uitsteeksels hebben en de snijtanden naar voren zijn gericht. Ook de afstand waarop de tanden in de kaak zijn geplaatst verschilt. Fruit-etende soorten hebben vaak tanden die op enige afstand van elkaar staan en die breed, plat en stomp zijn om het vruchtvlees beter te kunnen vermalen. Vleermuizen die van levende prooien eten hebben scherpe tanden die een gesloten rij vormen om de prooi beter te kunnen vasthouden en te kunnen verkleinen. Een ander verschil is dat de vruchteneters vaak wangen hebben waardoor de mondopening minder groot is. Hierdoor wordt voorkomen dat het half vloeibare fruit uit de mond loopt tijdens het kauwen. Insecteneters hebben geen wangen waardoor de mondopening veel breder is en het gebit beter kan worden gebruikt als vangorgaan. Het oppervlak van de lip van de vleermuis kan zowel glad als gerimpeld zijn, of voorzien zijn van wratten, papillen of tand-achtige uitsteeksels. 

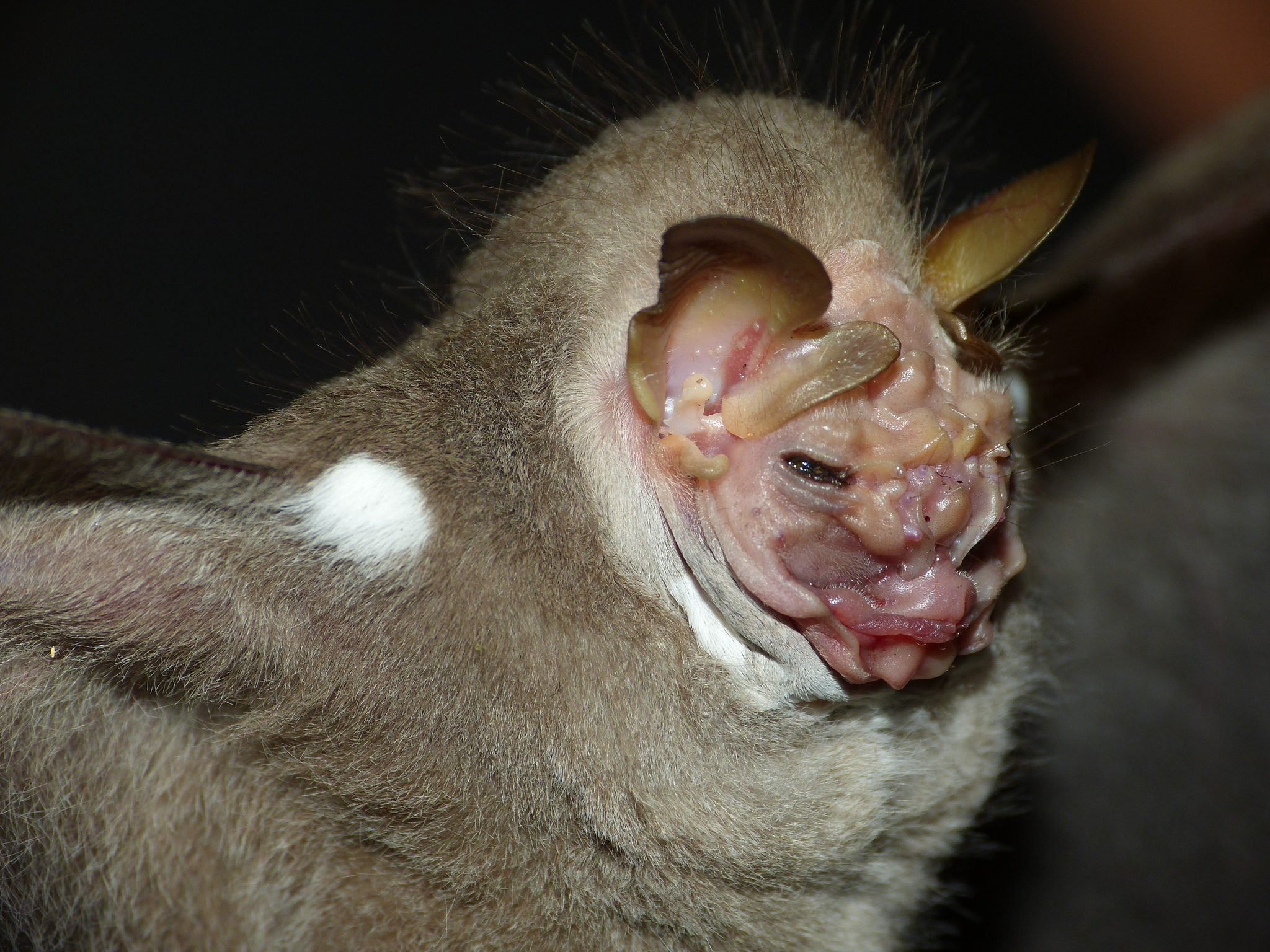
De grijsaardvleermuis (Centurio senex) heeft een sterk gerimpelde kop.

Bij de kleine vleermuizen is de schedelvorm weliswaar vergelijkbaar, maar de oren, de snuitpunt en met name de vorm van de neus kennen een ongekende verscheidenheid. De oren van vleermuizen kunnen zowel klein als groot zijn en zowel in de lengte als in de breedte sterk zijn vergroot. De snuitpunt kan variëren van duidelijk verlengd tot verkort of zelfs mops-achtig. De neusgaten zijn bij de meeste grote vleermuizen klein en verborgen maar bij de buisneusvleerhonden uit het geslacht Nyctimene zijn de neusgaten voorzien van buisvormige uitsteeksels. Deze dienen om beter 'in stereo' te kunnen ruiken en zo efficiënter te bepalen uit welke richting een bepaalde geur afkomstig is. 
Veel kleine vleermuizen hebben een aangepaste neusvorm die wordt gebruikt om het geluid te manipuleren, de neus is hiertoe voorzien van uitsteeksels die de neusbladen worden genoemd. Degelijke soorten zenden het geluid niet uit via hun mond, maar door de neus en de vliezige uitsteeksels kunnen het geluid manipuleren. Veel soorten hebben eenvoudige neusbladen en sommigen hebben een buitengewoon complex gebouwde neus, zoals de bloemneusvleermuis (Anthops ornatus), de zwaardneusvleermuis (Lonchorhina aurita) en de driebladvleermuis (Triaenops persicus). 
Vleermuizen kunnen ook nog andere opmerkelijke kenmerken hebben aan de kop, zoals de mannetjes van de grafvleermuizen die een keelzak bezitten. De fluweelvleermuizen (geslacht Molossus ) hebben net als hamsters wangzakken om gevangen prooien te verzamelen en deze op hun rustplaats op te eten. Bulvleermuizen hebben een sterk geplooide kop waardoor ze chagrijnig lijken te kijken. In de Duitse taal worden ze daarom wel met 'bulldogvleermuizen' aangeduid en in het Engels met 'mastiffvleermuizen'. De grijsaardvleermuis (Centurio senex) dankt zijn naam aan de sterk geplooide huid van de kop die doet denken aan het gelaat van een oude man.

### Lichaam

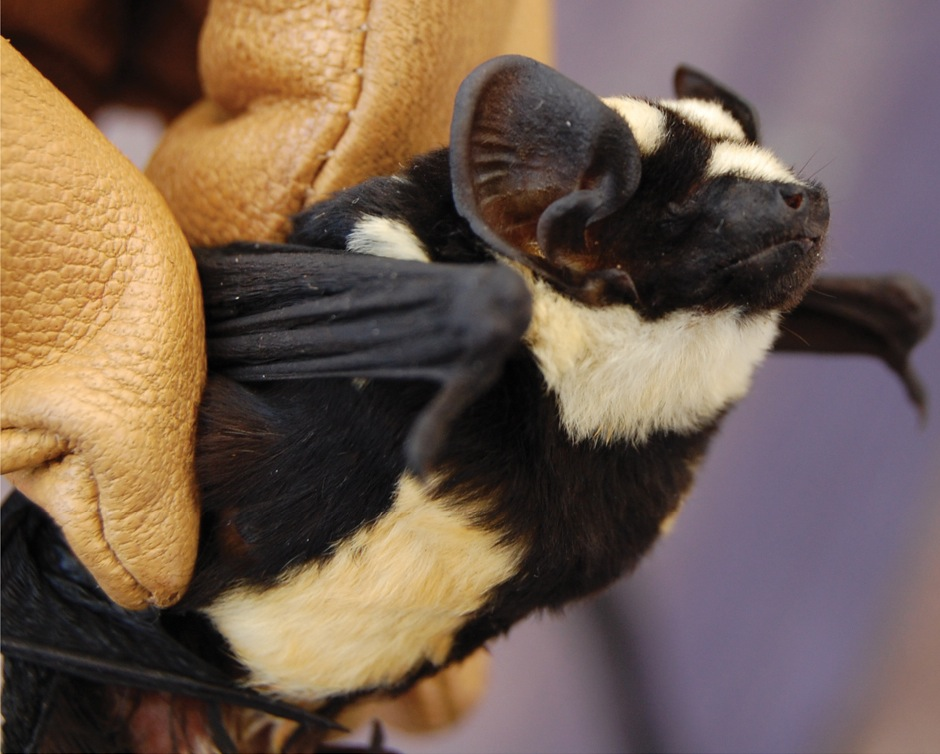
Niumbaha superba is een van de weinige vleermuizen met afstekende kleuren en doet wat betreft kleurpatroon denken aan een pandabeer. Afgebeeld is een gehanteerd exemplaar.

Vleermuizen blijven relatief klein in vergelijking met andere zoogdieren en bereiken in de regel een kopromplengte van ongeveer vijf tot tien centimeter. Als lengtemaat worden bij de vleermuizen vaak ook de spanwijdte van de vleugels en de lengte van de onderarm gebruikt. Mannetjes worden meestal groter dan de vouwtjes maar er zijn vaak ook verschillen in de vachtkleur. Mannetjes van de rode vleermuis (Lasiurus borealis) bijvoorbeeld hebben een oranje kleur terwijl de vrouwtjes donkerbruin gekleurd zijn. 
Vleermuizen hebben vrijwel altijd een bruine tot zwarte lichaamsbeharing, er zijn maar weinig soorten die afwijkende vachtkleuren hebben zoals geel, rood of wit. De welwitschvleermuis (Myotis welwitschii) heeft een gele lichaamsbeharing maar de vleugels hebben een diepzwarte kleur. De soort Perimyotis subflavus heeft een geelbruine lichaamsvacht, een zwarte vlieghuid en een roze kleur vingers. Sommige soorten hebben een geheel witte vacht en lichte vleugels, zoals de witte vleermuis (Ectophylla alba) en de spookvleermuizen uit het geslacht Diclidurus. Ook strepen en andere kleurpatronen komen zelden voor al zijn ook hier weer uitzonderingen zoals de tweestrepige zakvleermuis (Saccopteryx bilineata). Deze soort heeft twee grillige lichtere banden in de lengte aan de rugzijde op een verder donkerbruine vacht. De prieelvleermuis (Uroderma bilobatum) heeft vier lichtere strepen op de kop en een lichte streep op de rug.
De darmen van vleermuizen zijn vrij kort in vergelijking met die van andere zoogdieren, met name bij de insectenetende soorten. De darmen zijn bij deze soorten ingericht op een snelle spijsvertering omdat ze grote hoeveelheden prooien eten. Fruiteters hebben langere darmen omdat plantenvezels lastiger te verteren zijn. De langste darmen worden gevonden bij de vampiervleermuizen (geslacht Desmodus). Deze dienen om meer bloed op te kunnen nemen in het lichaam tijdens de bloedmaaltijd.
Het gehele lichaam is aangepast om te kunnen vliegen en de belangrijkste aanpassingen zijn terug te vinden in het skelet. De voor- en achterpoten en de verlengde vingers vormen het frame voor de vlieghuid. Om de krachtige vliegspieren te faciliteren is de gehele voorzijde van het lichaam relatief grof gebouwd. De vergrote borstspier is gehecht aan een vergroot sleutelbeen en een massieve schoudergordel zodat tijdens het vliegen het lichaamsgewicht kan worden gedragen. De nek- en ruggenwervels van een vleermuis zijn met elkaar vergroeid zodat een massieve staaf van bot is ontstaan die voor stabiliteit zorgt. Het schoudergewricht is geen scharniergewricht maar een ingewikkeld kogelgewricht dat de vleermuis in staat stelt om de typische roeiende vleugelbewegingen te maken. Het borstbeen is vergroot en heeft een kiel op het midden in de lengte waaraan een deel van de vliegspieren zijn gehecht, zoals ook bij vogels voorkomt. De elleboog, hand en vingers zijn wel voorzien van scharniergewrichten zodat een stabiele botconstructie ontstaat tijdens het vliegen. De ribben zijn duidelijk afgeplat om het hechtoppervlak te vergroten. 
De achterzijde van het lichaam, zoals het bekkengordel, zijn klein en zwak ontwikkeld. Het zwaartepunt van het lichaam van een vleermuis is hierdoor op het midden gelegen wat een voordeel is bij het vliegen omdat het meer stabiliteit geeft.

### Voorpoten (vleugels)

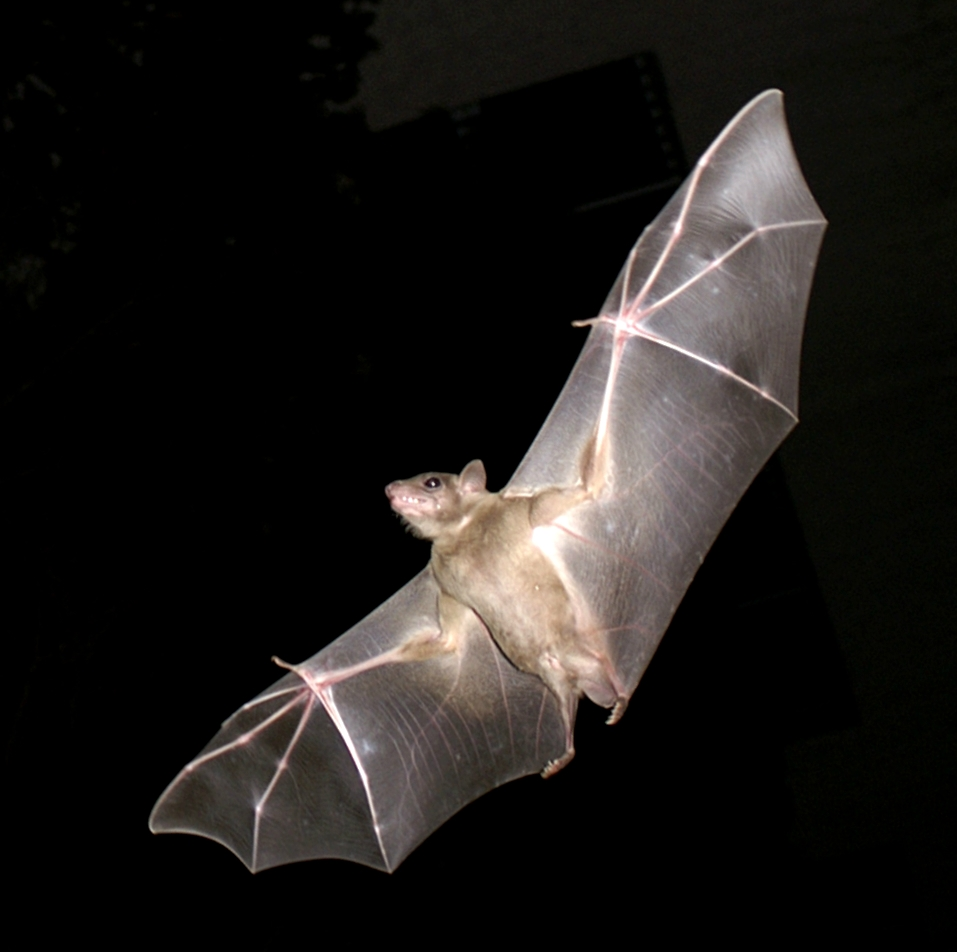
De vleugels van de nijlroezet (Rousettus aegyptiacus), hier een exemplaar uit Israël.

De voorpoten van vleermuizen hebben zich ontwikkeld tot vleugels doordat deze een vlieghuid dragen die wordt ondersteund door de korte en stevige onderarm die bestaat uit een verdikt spaakbeen, de ellepijp is veel kleiner. De vleugels worden ondersteund door de verlengde bovenarm en met name de sterk verlengde middenhandsbeentjes. De middenhandsbeentjes van de vleermuis fungeren als de 'spanten' die de vlieghuid dragen; ze zijn sterk verlengd om het oppervlak van de vlieghuid te vergroten. Ze bestaan uit vijf vingers die kunnen worden verdeeld in drie verschillende structuren. Vleermuizen danken hun behendige vliegvermogen aan de lange vingers en het feit dat de lange botten van de hand zeer beweeglijk zijn door een stelsel van pezen en armspieren. De vleugels van vleermuizen worden aangedreven door vier spieren, waar de vogels slechts twee vleugelspieren bezitten. Deze spieren zijn bij vogels beide aan het borstbeen gehechts, bij de vleermuizen is slechts een spier aan het borstbeen bevestigd en zijn de overige drie dichter bij de schouder gelegen.
De eerste vinger, de duim, is geen onderdeel van de vleugeldragende middenhandsbeenderen en deze is niet vergroot. De duim  is kort en heeft wel een nagel. De duim steekt uit de vlieghuid en is de enige vinger die onafhankelijk kan bewegen. De duim speelt een cruciale rol bij het vermogen om te klimmen. Sommige vleermuizen, zoals die uit de familie furievleermuizen (Furipteridae), hebben geen functionele duimen meer. Bij dergelijke soorten hebben de voorpoten hun grip verloren en ze moeten een salto maken om zich met de achterpoten vast te hechten aan het substraat. Bij sommige vleermuizen heeft de duim een eeltknobbel aan de onderzijde die dient als een soort voetzool en een belangrijke rol speelt bij het lopen over de bodem.
De vingerkootjes van de tweede vinger (de 'wijsvinger') zijn meestal vergroeid tot één geheel en deze vinger vormt de voorste rand van de vlieghuid. Alleen sommige kleine vleermuizen hebben twee kootjes aan de tweede vinger. Bij een aantal vleerhonden is er aan het uiteinde van de tweede ('ring') vinger nog wel een klauw-achtig structuurtje aanwezig. Deze heeft echter geen functie meer en wordt beschouwd als rudimentair. De derde vinger (de 'middelvinger') heeft drie kootjes en is dicht bij de tweede vinger gelegen. De vierde en vijfde vingers ten slotte hebben elk twee kootjes. Zij zijn duidelijk van elkaar af gelegen en in een waaierachtige vorm naar achteren geplaatst waardoor ze het vleugeloppervlak aanzienlijk vergroten. De uiteinden van de vingers zijn aan de randen van de vlieghuid gelegen. De vingertoppen bestaan uit kraakbeen en hebben een T- vorm. De vingers hebben, op de duim na, geen nagels of klauwen.
Soorten met smalle vleugels zijn  vaak snelle vliegers die zich in de open delen van het luchtruim bewegen, zoals boven de kruinen van bomen. Breedvleugelige soorten jagen vaak wat dichter bij de bodem of boven oppervlaktewater om hier insecten te vangen. 

#### Vlieghuid

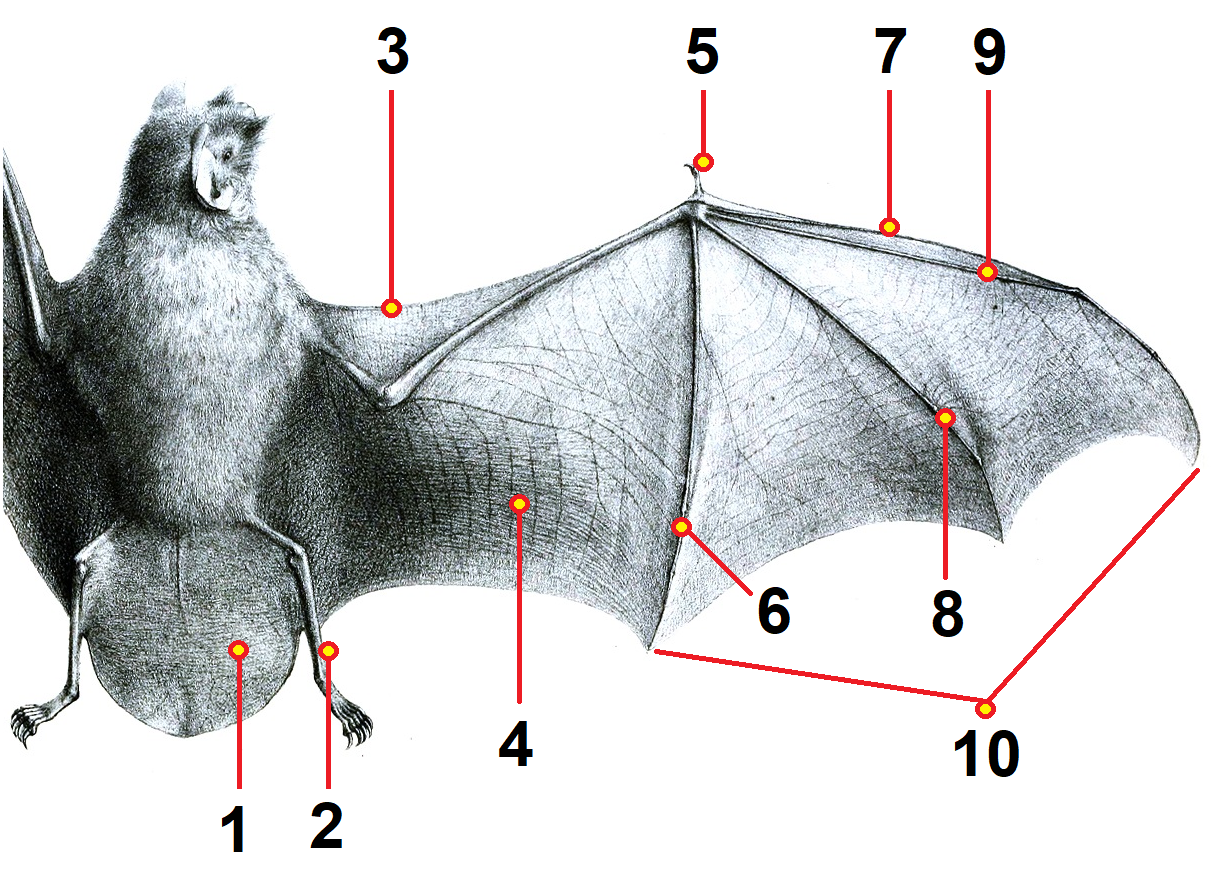
Vleugeldelen en vingers van de soort Pteronotus parnellii, op basis van een tekening van George Henry Ford uit 1861.
----

De vlieghuid is ontstaan uit de opperhuid en de lederhuid met de bijbehorende pigmentlaag van de flanken. De huid bestaat uit een zeer elastische, vliesachtige laag welke voorzien is van fijne spiertjes zodat de huid kan worden meebewogen. De huid wordt aangestuurd door een spieren- en pezenstelsel dat is verbonden met de middenhandsbeentjes en is daarnaast uitgerust met een fijne adering. De aderen in de vleugels worden van bloed voorzien door een autonoom deel van het vaatstelsel. Dit voert bloed in het netwerk van spierweefsels. De vlieghuid is vaak aan de bovenzijde van de flank gelegen, maar bij sommige soorten is de huid lager aangezet, dichterbij de buikzijde. De vleugels worden regelmatig ingevet met een olie-achtige stof die wordt afgescheiden door klieren aan de kop.
Het oppervlak van de vlieghuid is vrijwel kaal en is niet voorzien van een dichte beharing of veren, alleen de staartvlieghuid is soms voorzien van een duidelijke beharing. De kaalrugvleermuizen uit het geslacht Pteronotus danken hun naam aan de kale 'rug' maar in feite zijn de vleugels op het midden van de rug gehecht waardoor men tegen de vlieghuid aankijkt en niet tegen de rug. 
De huid kan sterk worden uitgerekt tijdens het vliegen en wordt samengetrokken als de vleermuis in rust is en zijn vleugels tegen het lichaam vouwt. Hierbij wordt de vlieghuid daadwerkelijk kleiner, in tegenstelling tot de vleugels van bijvoorbeeld insecten en vogels die altijd een vaste vorm hebben en worden ingeklapt of worden opgevouwen. Insectenvleugels bestaan bovendien uit dood materiaal, maar de vleugels van vleermuizen kunnen net zoals die van vogels van beschadigingen herstellen als de wond niet te invasief is. 
De vorm van de vlieghuid, zowel de lengte als de breedte, zijn altijd aangepast op de levenswijze. De vlieghuid wordt ook wel het patagium genoemd en de basis bevindt zich aan de flanken. Het grootste deel van de daadwerkelijke vleugel is gelegen van de zijkant van het lichaam -tussen de poten - en de eerste vinger. Dit deel heet het plagiopatagium en de vlieghuid tussen de vingers wordt het dactylopatagium genoemd. Het voorste deel van de vlieghuid loopt van de hals tot de duim en wordt het protopatagium genoemd, het achterste deel is gelegen tussen de eventuele staart en de achterpoten en wordt aangeduid met de staartvlieghuid  of uropatagium. De staartvlieghuid wordt ook wel het interfemoraal membraan genoemd en dient naast het vliegen ook voor het vasthouden van prooien en het werpen van de jongen door de vrouwtjes. Het uropatagium wordt aan de achterzijde ondersteund door een uitsteeksel aan de achterpoten dat het spoorbeen of calcar wordt genoemd. Dit vinger-achtig botje is ontstaan uit het hielbeen en wordt alleen gevonden bij vleermuizen. De calcar dient om de vlieghuid aan de staartzijde beter te spreiden. Aan de buitenzijde van het spoorbeen is soms ook een huidflapje aanwezig dat meestal erg klein is en de spoorlob wordt genoemd. De vlieghuid speelt ook een rol in de thermoregulatie, zie ook onder het kopje thermoregulatie.

### Achterpoten

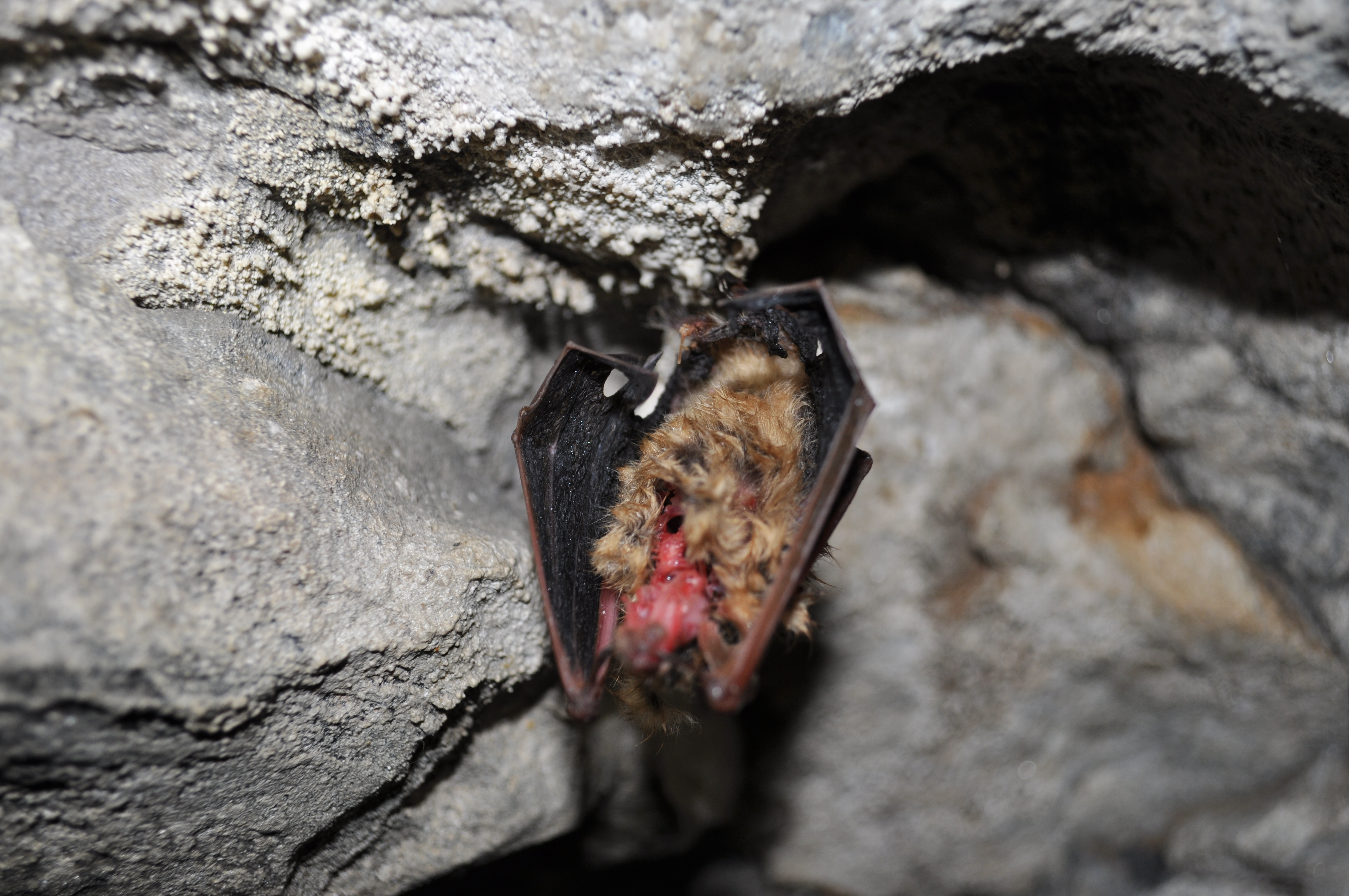
De achterpoten worden middels een pal-mechanisme automatisch vastgeklemd aan de bovengrond. Dit exemplaar van Pipistrellus subflavus is al een tijdje dood en is zelfs al aangevreten maar blijft desondanks gewoon hangen.

De achterpoten zijn in verhouding veel kleiner en zwakker dan de voorpoten. Het dijbeen en scheenbeen zijn ongeveer van gelijke lengte. Ze dienen om tijdens het klimmen het lichaam te ankeren terwijl met de duimen aan de voorpoten het lijf omhoog wordt gehesen. De tenen aan de achterpoten hebben wel allemaal sterke klauwen waarmee de vleermuis zich goed vast kan klemmen aan de ondergrond of aan -als het dier in rust is- aan de bovengrond zoals een tak of het plafond van een grot. 
De tenen van de vleermuis hebben een pal-achtig beveiligingsmechanisme tegen het onbedoeld loskomen van de tenen als deze zijn vastgeklemd. Dit voorkomt dat het dier tijdens de slaap onbedoeld naar beneden valt en zorgt er tevens voor dat de spieren zich niet permanent hoeven aan te spannen. Als een vleermuis sterft tijdens de slaap kan het dier hierdoor nog enige tijd blijven hangen. 
Vleermuizen hebben een unieke bouw van de achterpoten waarbij het heupgewricht 90 tot 180 graden is gedraaid waardoor de knieën ten opzichte van het lichaam niet naar achteren buigen, zoals bij de meeste zoogdieren, maar naar voren. Hierdoor is een vleermuis in staat om de voeten naar voren te bewegen en zo een prooi te vangen en vast te kunnen houden. De onderbenen kunnen ook naar voren worden geslagen om de vleugelslag te ondersteunen. 
De voeten zijn klein en hebben een afgerond uiteinde, ze bezitten kleine eeltkussens die de vleermuis gebruikt tijdens het lopen over de bodem. Ook de botten in de voet zijn gereduceerd; zo is de voetwortel van vleermuizen veel kleiner in vergelijking met andere zoogdieren. Vleermuizen hebben altijd vijf tenen die duidelijke klauwen dragen. Bij veel soorten worden de achterpoten gebruikt om de vacht schoon te wrijven. De bulvleermuizen uit de familie Molossidae hebben hiertoe borstelharen aan de buitenste tenen zodat de vacht dan gelijk gekamd wordt.

### Hechtorganen

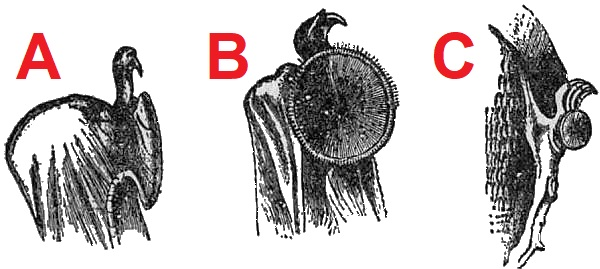
Hechtschijven van de driekleurhechtschijfvleermuis (Thyroptera tricolor).
----

Een aantal groepen vleermuizen is in het bezit van ronde hechtorganen aan zowel de voor- als de achterpoten. Deze op zuignappen gelijkende organen zijn aan de voetzolen van de achterpoten en op het handgewricht aan de voorpoten gelegen. De 'zuignappen' zijn te vergelijken met de hechtschijven van boomkikkers en berusten op een capillaire werking in combinatie met adhesie en cohesie van de watermoleculen en ook oppervlaktespanning speelt een rol.
De vijf vertegenwoordigers van de familie hechtschijfvleermuizen (Thyroptera) komen voor in Noord- en Midden-Amerika en hebben hechtorganen die op een soort sokkel zijn geplaatst. Zo kunnen zich op gladde oppervlakken toch goed vasthouden en zelfs klimmen. De twee soorten uit de familie zuigschijfvleermuizen (Myzopoda) hebben hechtorganen die geen sokkelachtige aanhechting hebben. Zij komen voor op het Afrikaanse eiland Madagaskar. Gezien de enorme afstand tussen de twee verspreidingsgebieden hebben de hechtschijven zich waarschijnlijk onafhankelijk van elkaar ontwikkeld. Een voordeel van deze aanpassingen is dat de vleermuizen niet aan hun achterpoten hoeven te hangen maar met de kop naar boven slapen. Bij sommige vleermuizen zijn structuren op de handen en voeten aanwezig die weliswaar niet lijken op hechtschijven maar waarschijnlijk voorlopers zijn van dergelijke organen. Een voorbeeld is de kleinkopbamboevleermuis (Tylonycterys pachypus) die tot de familie gladneuzen (Vespertilionidae) behoort en in een geheel ander werelddeel voorkomt; zuidelijk Azië. Deze soort heeft gladde, vlezige kussentjes aan de poten die dienen om zich beter aan gladde oppervlakken vast te houden. Deze zijn gepositioneerd op dezelfde locaties als de hechtorganen van de zuig- en hechtschijfvleermuizen.

### Staart

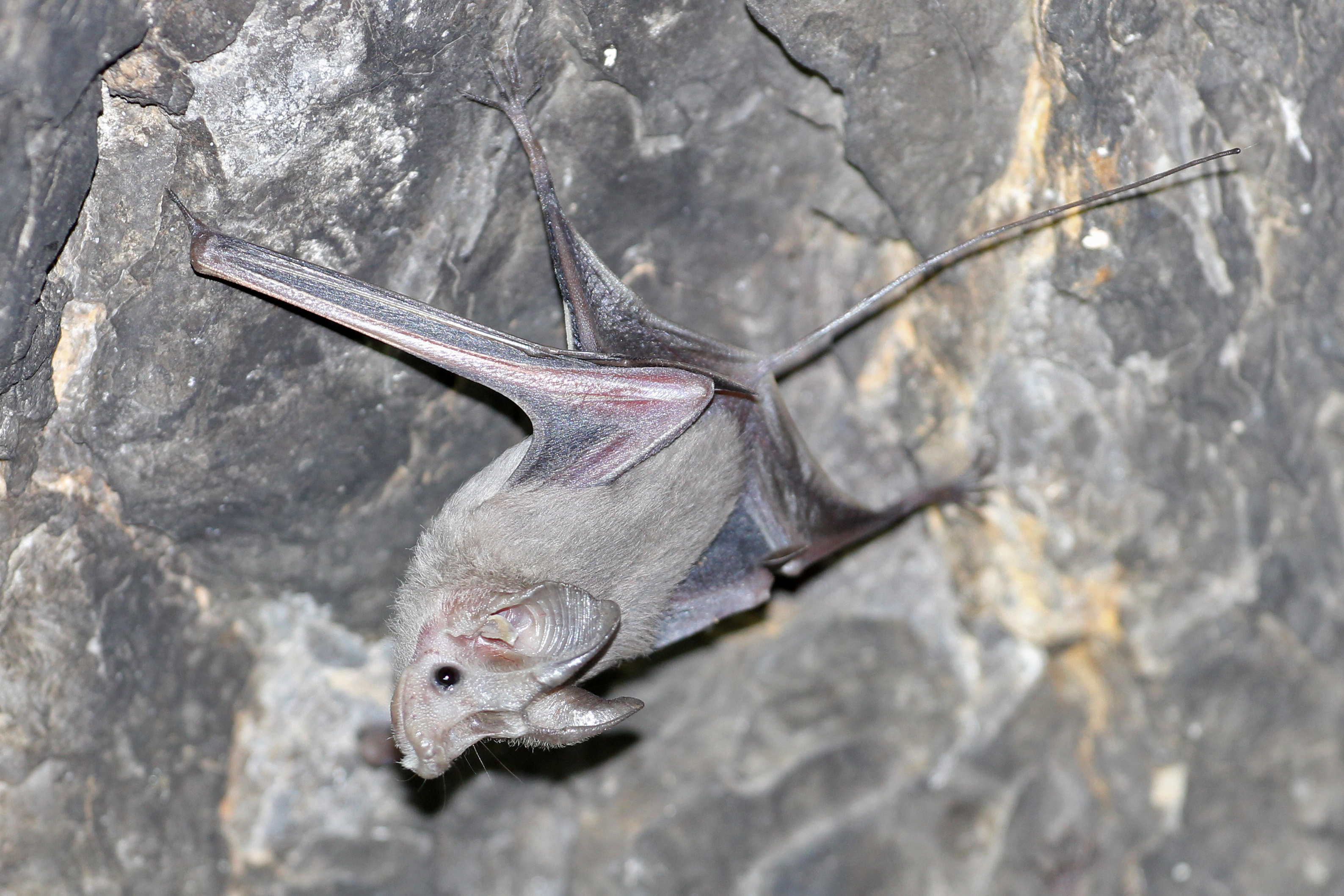
Klapneusvleermuizen zoals Rhinopoma muscatellum hebben een lange staart die ze een muis-achtige verschijning geeft.

De staart kan bij vleermuizen heel lang zijn of juist kort en bij een aantal soorten ontbreekt de staart volledig. Sommige groepen van vleermuizen zijn op basis van de staart alleen al te onderscheiden van andere groepen. Ook de aanwezigheid van een huidzoom tot een volledig ontwikkelde vlieghuid tussen de poten en de staart verschilt vaak per familie. De grotere, fruit-etende soorten uit de onderorde Pteropodiformes hebben vaak geen (zichtbare) staart, de soorten uit de onderorde Vespertilioniformes hebben vaak wel een korte staart die soms geheel omgeven is door het staartvlies maar de staart kan ook duidelijk uitsteken of zelfs geheel ontbreken. 
Binnen een vleermuisfamilie kunnen ook zowel staartloze soorten voorkomen als dieren met een volledig ontwikkelde staart, zoals bij de bladneusvleermuizen van de Nieuwe Wereld (Phyllostomidae)
voorkomt. De vampiervleermuizen uit het geslacht Desmodus bijvoorbeeld zijn staartloos, de soorten uit het geslacht lansneusvleermuizen (Phyllostomus) hebben een korte staart. Bij andere families komen alleen langstaartige vormen voor, zoals de klapneusvleermuizen uit de familie Rhinopomatidae. Deze hebben een zeer lange, muis-achtige staart. Een lange staart komt tevens voor bij de bulvleermuizen (Molossidae), die deze als tastzintuig gebruiken als ze zich achterwaarts in een smalle ruimte manoeuvreren.

## Onderscheid met andere dieren
Vleermuizen zijn slechts met enkele vliegende zoogdieren te verwarren, zoals vliegende katten en vliegende eekhoorns. Dergelijke zoogdieren kunnen echter niet werkelijk vliegen maar slechts een sprong- of glijvlucht maken van boom tot boom waarbij ze de vlieghuid gebruiken om omlaag te zweven. Van een actieve vlucht is echter geen sprake. 
De kleine familie van de klapneusvleermuizen zijn wel sterk te verwarren met kleine knaagdieren zoals muizen. Deze kleine vleermuizen zijn slechte vliegers die snel uitgeput raken en zich meestal op de bodem bevinden. Hier zijn ze bijzonder snel en omdat ze een lange, kale staart hebben doen ze al rennend meer denken aan een muis dan aan een vleermuis. 

## Zintuigen

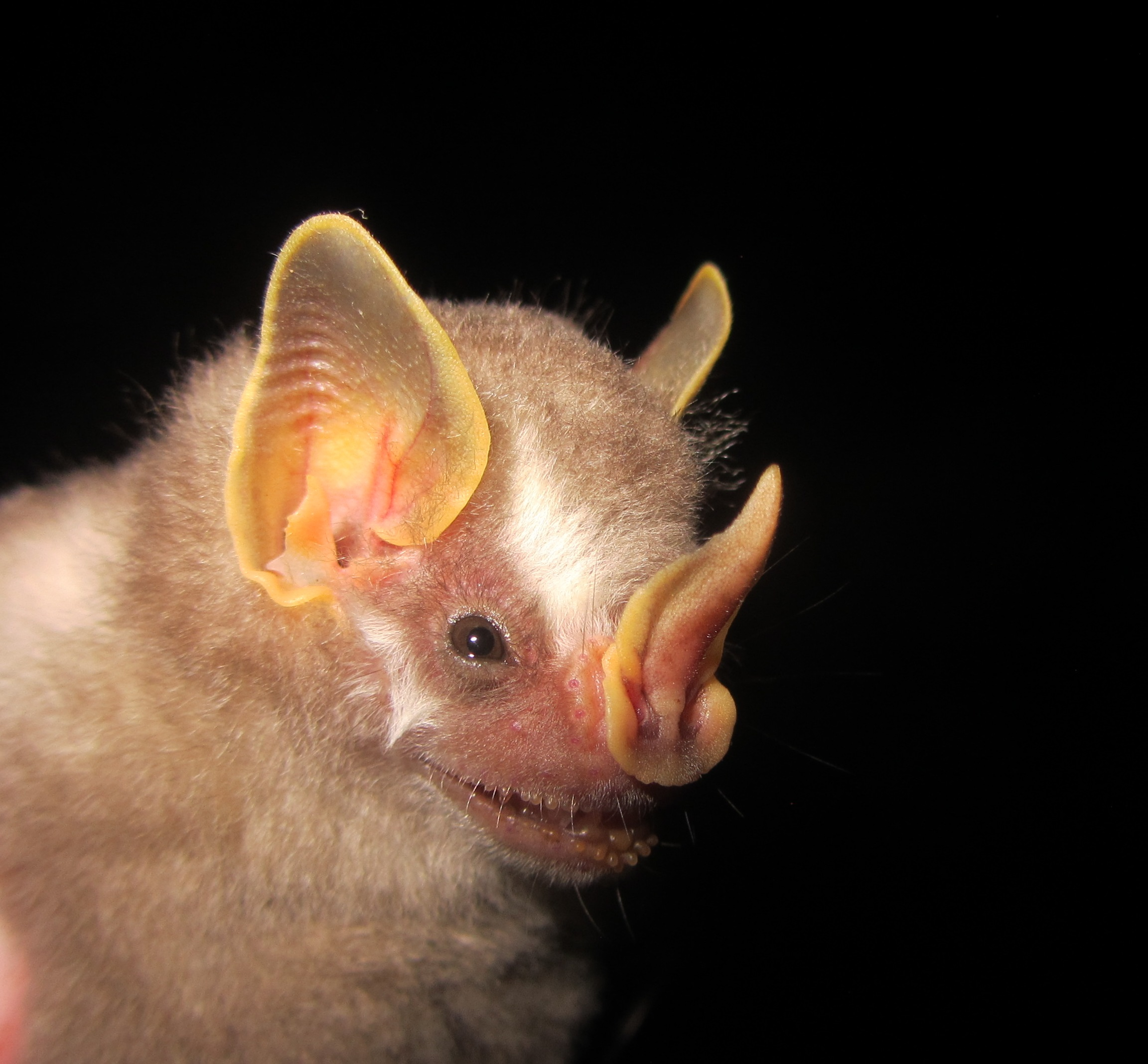
De voornaamste zintuiglijke organen van de vleermuis zijn de ogen, de neus en de oren. Afgebeeld is een soort uit het geslacht Dermanura.

Vleermuizen beschikken over verschillende zintuigen, zoals een gezichtsvermogen dat meestal niet sterk is ontwikkeld. Daarnaast hebben de dieren een goede reukzin en een uitstekend gehoor. Met name het gehoor is bij de meeste soorten exceptioneel goed ontwikkeld, wat een gevolg is van het vermogen tot echolocatie. 

### Gezichtsvermogen
De meeste nachtactieve zoogdieren kunnen zich oriënteren in het donker door hun sterk vergrote ogen, zoals lori's of vingerdieren. Dit is ook het geval bij de vleerhonden die grotere ogen hebben dan andere families van vleermuizen. Vleerhonden kunnen echter niet vliegen in volstrekte duisternis waar kleinere vleermuizen zich juist goed tussen objecten kunnen manoeuvreren terwijl zij juist kleine ogen hebben. Een uitzondering de nijlroezet (Rousettus aegyptiacus), die fruit eet maar in grotten schuilt en wel beschikt over echolocatie. De meeste vleermuizen kunnen met hun ogen alleen lichtverschuivingen waarnemen, ze kunnen geen scherp beeld vormen van voorwerpen. 
Vleermuizen hebben een redelijk tot goed ontwikkeld gezichtsvermogen. Vooral de dagactieve vleerhonden die fruit eten hebben grote ogen en sporen hun voedsel voornamelijk visueel op. Vleerhonden hebben kleinere oren en grotere ogen waarmee ze goed kunnen zien in de schemering. Ze hebben weliswaar een beter zicht dan de insectenjagers maar beschikken meestal niet over echolocatie. 
De ogen van vleermuizen bevatten alleen staafvormige zintuigcellen waarmee ze alleen licht en donker kunnen zien en geen kleuren kunnen waarnemen. De pupil is altijd rond en bij te veel licht wordt deze verkleind tot een cirkelvormige opening. De ogen van vleermuizen verschillen verhoudingsgewijs in grootte, geen enkele soort is echter blind. 

### Reuk- en smaakzin
Vleermuizen hebben een goed reukvermogen, vooral vleerhonden en bloembezoekende vleermuizen zijn in staat om op grote afstanden geuren van hun voedsel waar te nemen en te lokaliseren. De dieren hebben ook verschillende geurklieren aan het lichaam die dienen om soortgenoten te lokken en te herkennen wat het goed ontwikkelde geurvermogen waarschijnlijk grotendeels verklaart. 
De mannetjes van sommige solitaire soorten bakenen met een geurvlag hun territorium af om soortgenoten op afstand te houden. Mannetjes kunnen ook geurstoffen afscheiden om vrouwtjes te lokken. Vrouwelijke dieren die in kraamkolonies leven vinden hun jong terug op basis van het geurprofiel. 
Een voorbeeld van dergelijke klieren zijn de haar-achtige geurorganen op de schouders van een aantal soorten die hierdoor wel epauletten worden genoemd. De epaulettenvleermuizen zijn hiervan de bekendste vertegenwoordigers maar ook bij andere soorten zijn dergelijke structuren bekend, zoals de brilbladneusvleermuis (Carollia perspicillata).

### Gehoor

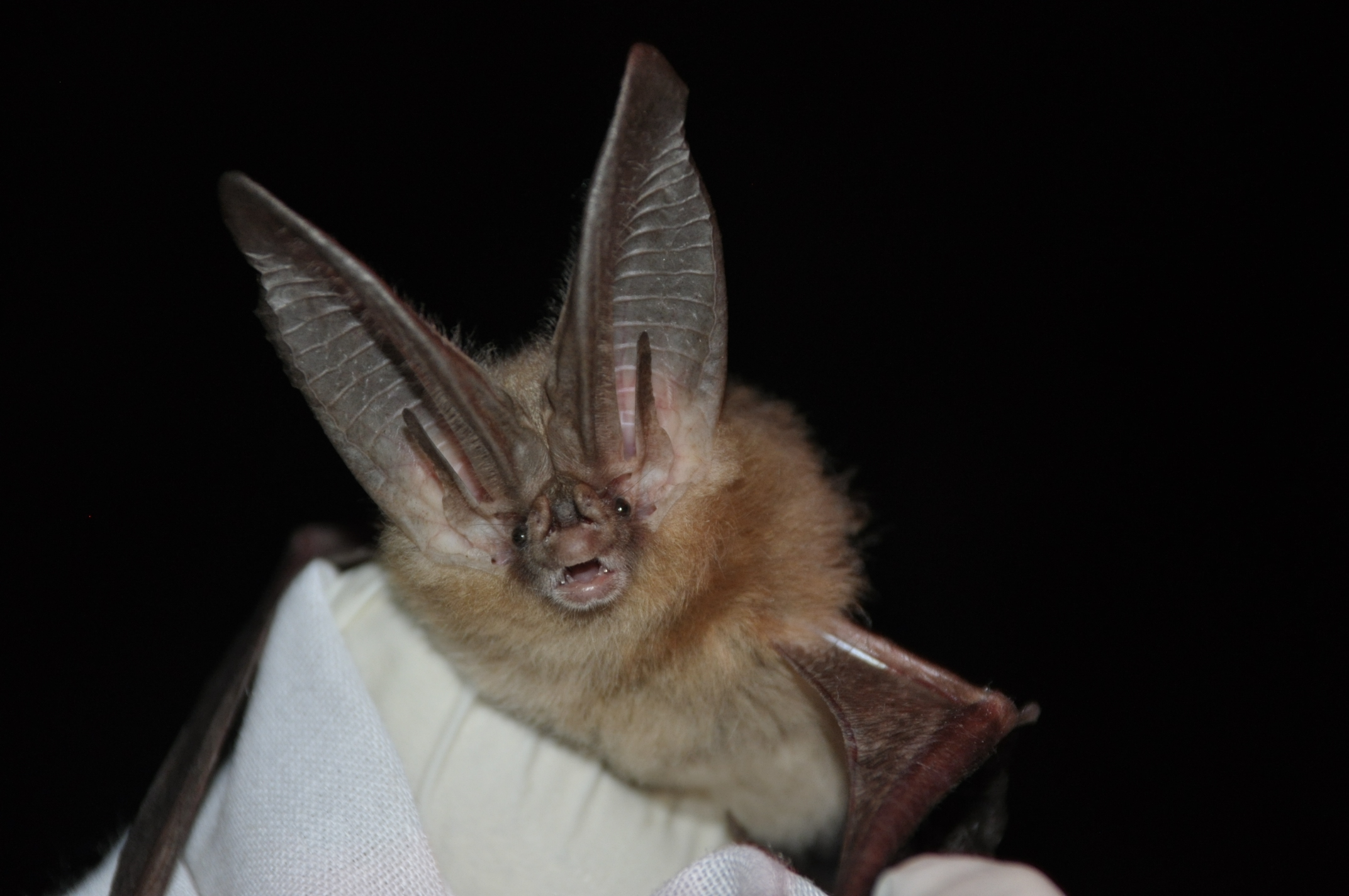
Sommige soorten, zoals deze gehanteerde Corynorhinus townsendii, hebben disproportioneel grote oren.

Het hersendeel dat betrokken is bij het gehoor krijgt de signalen van de geluidspulsen door die de vleermuizen uitstoten en weer opvangen. Dit hersendeel is bij vleermuizen relatief groot. Het middenoor en het slakkenhuis zijn aangepast om de hoge tonen op te kunnen vangen. Ook de oren spelen een belangrijke rol bij het opvangen van geluid, als een oorschelp iets wordt vervormd raakt het dier volledig gedesoriënteerd. 
De oren van een aantal soorten werken onafhankelijk van elkaar en vormen ieder hun eigen gehoorsbeeld. De oren van hoog ontwikkelde soorten kunnen niet alleen onafhankelijk van richting veranderen maar ook van vorm. Dit komt doordat dergelijke soorten 20 spieren hebben die de oren aansturen. Mensen hebben ter vergelijking maar vier oorspieren. Vleermuizen beschikken vaak over een oordeksel of tragus die bestaat uit een verhard deel van het oor nabij de gehooringang. De tragus kan bij sommige soorten behoorlijk groot worden en dient als een soort stemvork.
Vleermuizen zijn in staat om hun 'gehoorsbeeld' te onthouden op eenzelfde manier als andere zoogdieren zich beelden van de omgeving kunnen herinneren. Zo kunnen vleermuizen reeds gescande locaties herkennen en belangrijke voedselbronnen steeds terugvinden vanuit hun roestplaats door alleen gebruik te maken van echolocatie. Als een vleermuis in een kamer met verschillende hindernissen wordt geplaatst zal het dier de eerste keer nog onregelmatig door de ruimte bewegen maar prent als het ware een driedimensionale kaart in het geheugen. De tweede keer dat de kamer wordt betreden weet het dier feilloos om alle obstakels heen te vliegen omdat de ruimte als zodanig wordt herkend. 
Van vleermuizen is ook bekend dat ze zich letterlijk blind staren op bekende situaties en nalaten een nieuwe geluidsmeting te doen. Als een dier regelmatig gevoerd wordt op een hoogte van twee meter en het voer wordt dan aangeboden op een afwijkende hoogte gaat het dier af op de bekende voederhoogte en zoekt hier naar voedsel. Als bijvoorbeeld de opening van het vertrouwde nest wordt dichtgemaakt varen de dieren feilloos op hun geheugen en botsen tegen het nieuwe obstakel aan waarbij ze zich soms te pletter vliegen.
De vleerhonden (familie Pteropodidae) zijn de enige familie van vleermuizen die in de regel geen echolocatie kennen en hebben geen sterk ontwikkeld gehoor. Deze soorten jagen ook niet op nachtelijk bewegende dieren maar leven van nectar of fruit. De embryo's van dergelijke soorten bezitten wel een vergroot binnenoor, maar deze komt niet volledig tot ontwikkeling bij het pasgeboren jong. Hierdoor wordt vermoed dat de voorouders van vleerhonden wel echolocatie kenden maar dat dit zintuig door hun vegetarische levenswijze weer verloren is gegaan.

### Echolocatie

Schema van de werking van echolocatie:
----

Hoe de vleermuizen in staat zijn om toch in volstrekte duisternis te vliegen en te jagen op andere vliegende dieren is lange tijd een raadsel geweest. De Italiaanse bioloog Lazzaro Spallanzani (1729 – 1799) deed eind zeventiende eeuw proeven met vleermuizen door ze blind te maken en ze weer uit te zetten in grotten, samen met vleermuizen die niet verblind waren. Toen hij later de populatie onderzocht bleek dat de blinde exemplaren even doorvoed waren als de andere dieren. Hieruit concludeerde hij dat vleermuizen niet op zicht jaagden maar moesten beschikken over een 'zesde zintuig'.
In 1798 voerde Louis Jurine (1751 – 1819) een soortgelijk onderzoek uit, waarbij hij echter de oren van vleermuizen dicht stopte met was. Nu bleken de dieren zich helemaal niet te kunnen oriënteren in het donker. Spallanzani herhaalde deze proef door buisjes in de oren te stoppen die in een deel van de dieren werden dichtgestopt en in een deel van de exemplaren niet. De vleermuizen met gesloten buisjes konden geen objecten meer waarnemen terwijl de exemplaren met open buisjes zich wel konden handhaven. Hieruit werd  de conclusie getrokken dat deze afhankelijk zijn van hun gehoor om te kunnen navigeren. Hoe vleermuizen hiertoe in staat waren bleef echter onbekend en pas ruim honderd jaar later werd een verklaring gevonden.
De gerenommeerde natuuronderzoeker Georges Cuvier stelde later dat vleermuizen in het donker konden vliegen omdat ze zouden beschikken over een sterk ontwikkeld soort van tastzin. Hij zat er echter naast maar dat werd pas bewezen in 1938 toen de Amerikanen Donald Griffin en George Washington Pierce voor het eerst aantoonden dat vleermuizen ultrasoon geluid produceren dat wordt teruggekaatst door de voorwerpen waar ze het geluid op richten. Omstreeks dezelfde periode werd hetzelfde principe beschreven door de Nederlander Sven Dijkgraaf. 
Pas later werd ontdekt dat ook veel walvisachtigen en sommige spitsmuizen echolocatie kennen. Het vermogen om ultrasoon geluid te produceren is bij vleermuizen echter het sterkst ontwikkeld. Een van de aanwijzingen hiervoor is dat een aantal nachtactieve vlinders zich op verschillende manieren kunnen verdedigen tegen echolocatie. Sommige soorten kunnen de ultrasone geluiden waarnemen om op tijd te vluchten. Andere soorten hebben lange vleugelslippen zodat vleermuizen in de war raken en de vleugels aanvallen in plaats van het kwetsbare lichaam. Weer andere vlinders hebben schubben op hun vleugels die ultrasone geluiden dempen waardoor ze letterlijk van de radar verdwijnen. Er zijn zelfs soorten die zelf ultrasone geluiden produceren om de vleermuis te verwarren.

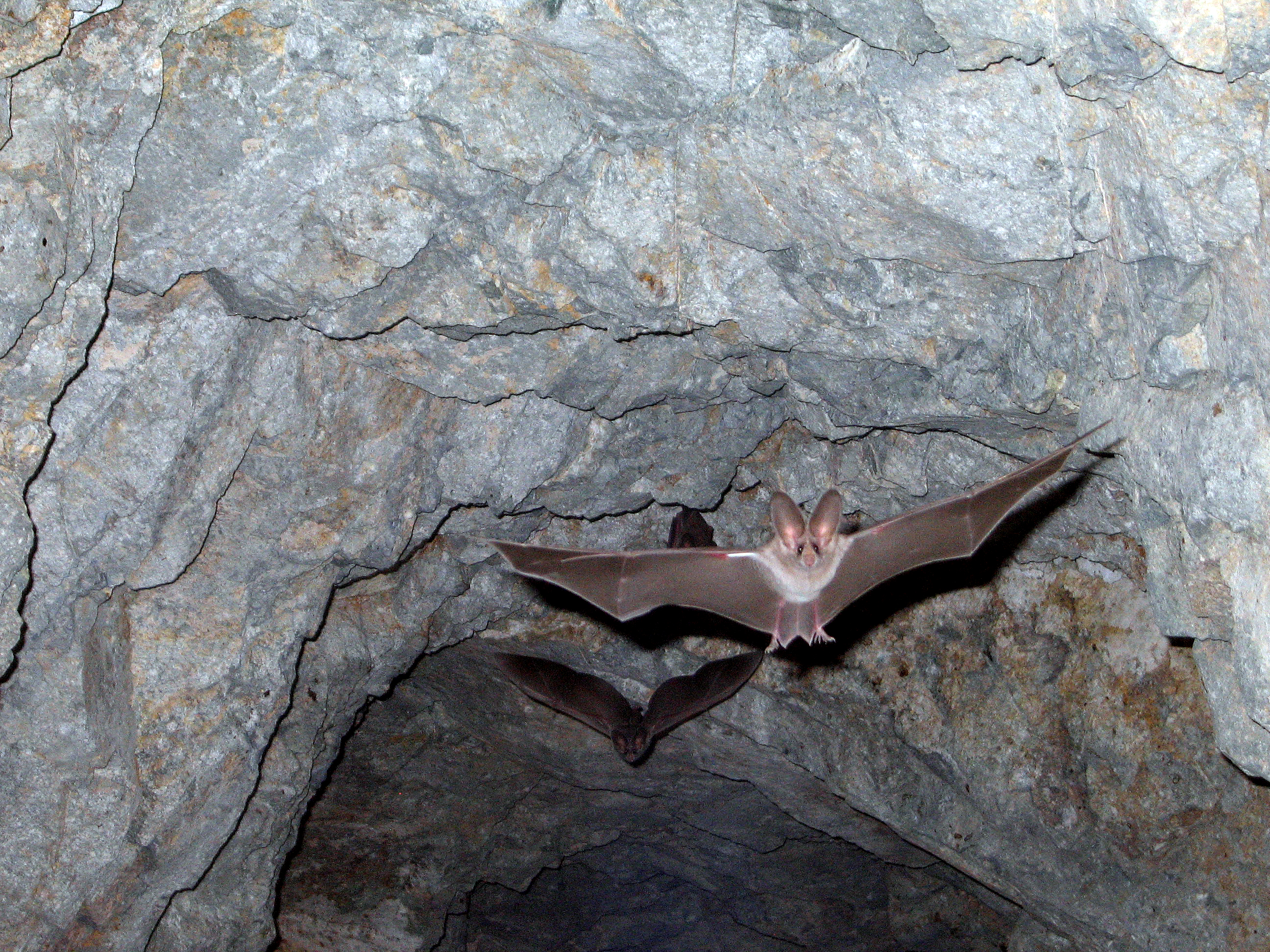
Vleermuizen kunnen zich in volledige duisternis gemakkelijk oriënteren, zoals in grotten. Afgebeeld zijn exemplaren van de soort Macrotus californicus in Joshua Tree National Park.

Het systeem is bij veel soorten zo efficiënt dat de dieren zich door een ruimte kunnen manoeuvreren waarin draden van een millimeter dikte zijn gespannen, zo is gebleken uit laboratoriumproeven. Het principe van echolocatie begint met het produceren van zeer korte geluidspulsen. Ze stoten hierbij snelle pulsen uit die ongeveer 1 tot 2 milliseconden duren en continu worden geproduceerd. Het aantal geluidspulsen kan oplopen tot meer dan 160 per seconde. De vleermuis vormt zo een beeld van de omgeving voor zich doordat de teruggekaatste geluidsgolven beide oren bereiken. Door het tijdsverschil in het inkomende geluid van de beide oren kan de vleermuis de richting van een voorwerp - zoals een vliegende prooi - bepalen. De precieze methode verschilt echter per groep van vleermuizen. 
Bij de gladneuzen (familie Vespertilionidae)  wordt het geluid geproduceerd door de spiertjes in het strottenhoofd extreem snel samen te trekken en weer te ontspannen. Via de geopende bek worden de golven voorwaarts gericht en de op een voorwerp afketsende golven worden weer opgevangen door de trechterachtige oren van de vleermuis. De geluidsfrequentie verschilt van ongeveer 30 tot 100 Kilohertz. De oren moeten wel samenwerken voor de locatiebepaling. De nijlroezet gebruikt zijn tong om geluidspulsen op te wekken door deze heen en weer te slaan in de bek en door de lippen en de tanden te bewegen.
Van een aantal vleermuizen is onlangs ontdekt dat de kunnen navigeren met behulp van echolocatie door de geluiden die door hun klapperende vleugels worden geproduceerd.
Veel kleine vleermuizen echter hebben een zogenaamd neusblad en stoten de geluiden uit door hun neus die in verbinding staat met het strottenhoofd. Doordat de neusbladen beweeglijk zijn kunnen de pulsen beter worden gericht op de omgeving. Vleermuizen met een neusblad gebruiken een beperkte frequentie bij het uitstoten van ultrasoon geluid. Daarnaast kunnen ze prooien met de bek grijpen en opeten, terwijl ze de omgeving kunnen blijven scannen. Gladneuzen moeten altijd hun bek enigszins openen om gebruik te kunnen maken van echolocatie.
De frequentie van de geluidspulsen die vleermuizen maken bij het zoeken van voedsel wordt verhoogd als ze een prooi detecteren. Als een prooidier wordt achtervolgd wordt de frequentie nogmaals opgevoerd om zo nauwkeuriger de bewegingen van het voedseldier in kaart te brengen. Vleermuizen passen hun geluid aan als ze een prooi tegenkomen, ze stoten dan zachtere geluiden uit om te voorkomen dat ze worden opgemerkt. 
Vleermuizen kunnen ook geluiden maken die voor mensen hoorbaar zijn. Ze doen dit soms in de paartijd als ze een partner lokken maar dergelijke geluiden worden vooral gemaakt als een vleermuis wordt verstoord, bedreigd of gehanteerd. Het dier kan dan piepende, tjilpende, grommende, gillende of blaffende klanken uitstoten om de belager af te schrikken.

## Sociale interactie

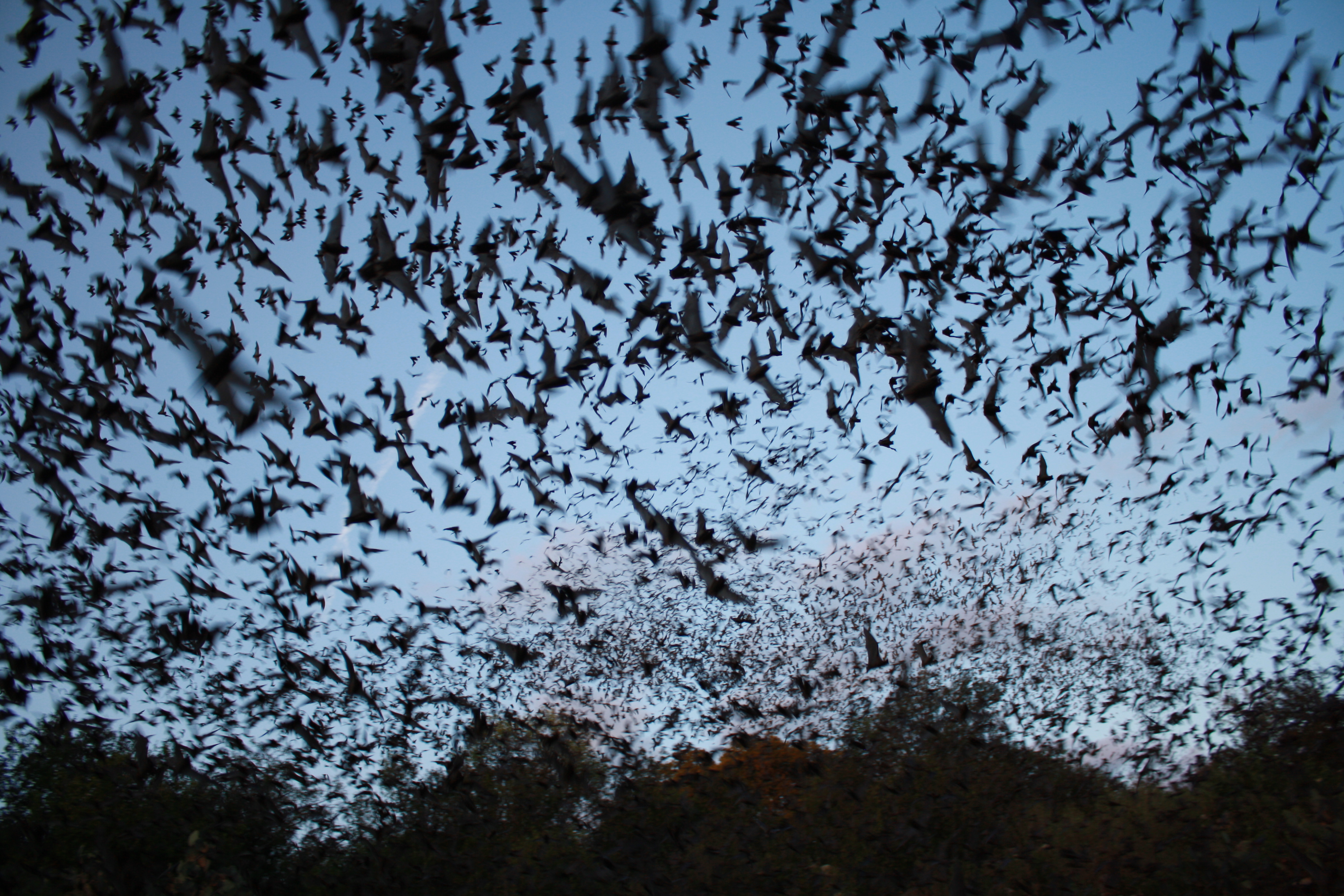
De guanovleermuis (Tadarida brasiliensis) kan in zulke enorme aantallen uitvliegen dat het collectief soms wordt aangezien voor een rookwolk.

Ondanks het voorkomen in soms grote groepen en het feit dat sommige vleermuizen in groepen jagen zijn er binnen een kolonie geen sociale structuren bekend. De meeste vleermuissoorten zijn promiscue en paren met meerdere partners hoewel er zijn ook monogame soorten bekend zijn. Na de paring laat het mannetje de ontwikkeling en de verzorging van het jong volledig aan het vrouwtje over. 
De meeste vleermuizen zijn in de schemering of 's nachts actief. Sommige vleermuizen wachten tot het geel donker is voor ze uitvliegen. Een voorbeeld is de laatvlieger, die hieraan ook zijn naam te danken heeft. In gebieden waar een korte nacht voorkomt, zoals gematigde gebieden dichter bij de polen, kunnen nachtactieve soorten soms ook overdag worden gezien om te jagen of om te migreren naar warmere gebieden. 
Vleermuizen worden vaak gezien als sociale dieren omdat ze in groepen rusten maar er is weinig sociale interactie. Daarnaast zijn er ook vele solitair levende soorten. De groepen kunnen een grootte hebben van enkele dieren tot tientallen of honderden. Van een aantal soorten is bekend dat een groep kan bestaan uit honderdduizenden tot miljoenen exemplaren. De guanovleermuis (Tadarida brasiliensis) is een van de soorten die in enorme aantallen kan voorkomen. Een van de grootste kolonies is gelegen nabij de Amerikaanse stad San Antonio in de staat Texas. Hier leven meer dan 15 miljoen exemplaren in een enkele grot. Die dieren kunnen een populatiedichtheid bereiken van 3000 exemplaren per vierkante meter. Bij het uitvliegen doen dergelijke aantallen denken aan een grote rookwolk die uit de grot opstijgt. Van dergelijke kolonies is bekend dat de vleermuizen de temperatuur van de grot behoorlijk kunnen verhogen. De populatie vleermuizen in de Carlsbadgrotten - bestaande uit honderdduizenden exemplaren - kunnen de temperatuur verhogen van 13 graden Celsius naar meer dan 30 °C.
Vleermuizen die in groepen rusten, jagen vaak solitair. Slechts van een aantal soorten is bekend dat de dieren ook in groepen jagen. Tijdens de jacht op insecten communiceren de dieren met elkaar via echolocatie zodat de groep gezamenlijk de vliegrichting kan aanpassen op de locatie van een geschikte groep prooien. Dit verhoogt de efficiëntie van de jacht en kost de individuen minder energie.

## Voedsel

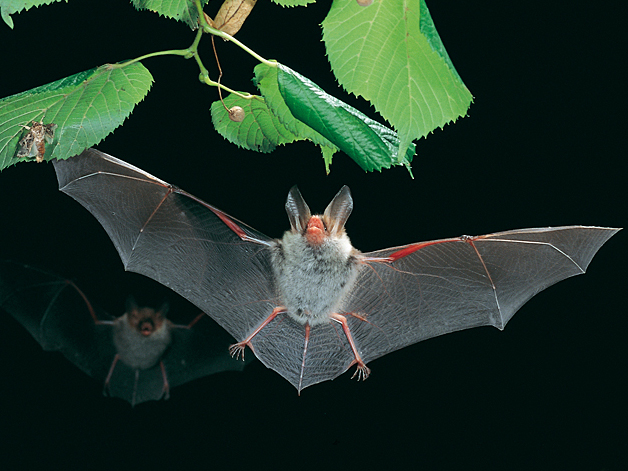
Bechsteins vleermuis (Myotis bechsteinii) op jacht naar een vlinder die zich links achter een blad heeft verstopt.

Vleermuizen leven voornamelijk van insecten maar in tropische gebieden zijn veel soorten omgeschakeld naar een vegetarische levenswijze en eten vruchten, bloemen, nectar en stuifmeel. Vleermuizen zijn echte voedselspecialisten die een breed scala aan dierlijk en plantaardig voedsel tot zich nemen, afhankelijk van de groep. De meeste soorten leven van dierlijk materiaal en dan voornamelijk insecten. Alle soorten in Nederland en België zijn insectivoor en jagen op nachtvlinders en andere nachtactieve insecten die ze met behulp van echolocatie opsporen. Vleermuizen in tropische gebied hebben zich vaak gespecialiseerd in plantaardige kost. Een aantal soorten heeft zelfs een symbiotische relatie met een bepaalde plant, de vleermuis is daarbij de enige bestuiver van de bloem of speelt een unieke rol als verspreider van de zaden van de plant. 
Vleermuizen moeten af en toe ook drinken en vliegen dan laag over het water waarbij ze kleine slokjes nemen. Lang werd gedacht dat dergelijke dieren kleine visjes buitmaakten maar er zijn slechts weinig soorten waarvan is vastgesteld dat ze vissen eten. 

### Insecteneters
De meeste vleermuizen, zo'n zeventig procent, jagen uitsluitend op vliegende insecten die 's nachts actief zijn. Vaak wordt gedacht dat vleermuizen voornamelijk muggen eten maar het grootste deel van het menu bestaat uit (nacht)vlinders. Daarnaast vallen veel kevers, tweevleugeligen (zoals muggen) en andere insecten ten prooi zoals rechtvleugeligen, oorwormen en wantsen. 
De zeer algemene gewone dwergvleermuis komt in België en Nederland in nagenoeg iedere woonwijk voor. Deze kleine vleermuis eet ongeveer duizend insecten per nacht en is ongeveer zeven maanden per jaar actief. Jaarlijks kan een enkele vleermuis 210.000 insecten opruimen en een gemiddelde kolonie van zeventig exemplaren dus 14,7 miljoen. Van de Amerikaanse grote bruine vleermuis (Eptesicus fuscus), die veel groter wordt, weet men dat een kolonie van 150 dieren jaarlijks bijna 1,3 miljard insecten eet die schadelijk zijn voor de landbouw.
Van veel soorten is bekend dat ze insecten van een tak of van de bodem afplukken. Dit bleek uit onderzoek van de uitwerpselen van vleermuizen. Hierin zijn resten van rupsen, en niet-vliegende kevers, vleugelloze krekels en spinnen gevonden. Onder andere de in Nederland voorkomende grootoorvleermuis (Plecotus auritus) landt soms op de bodem om prooien buit te maken. Van de Thebaanse spleetneusvleermuis (Nycteris thebaica) is bekend dat spinnen en -indien beschikbaar-  ook veel schorpioenen worden gegeten. Deze dieren zijn uitgesproken bodembewoners die niet kunnen vliegen. 

### Fruiteters

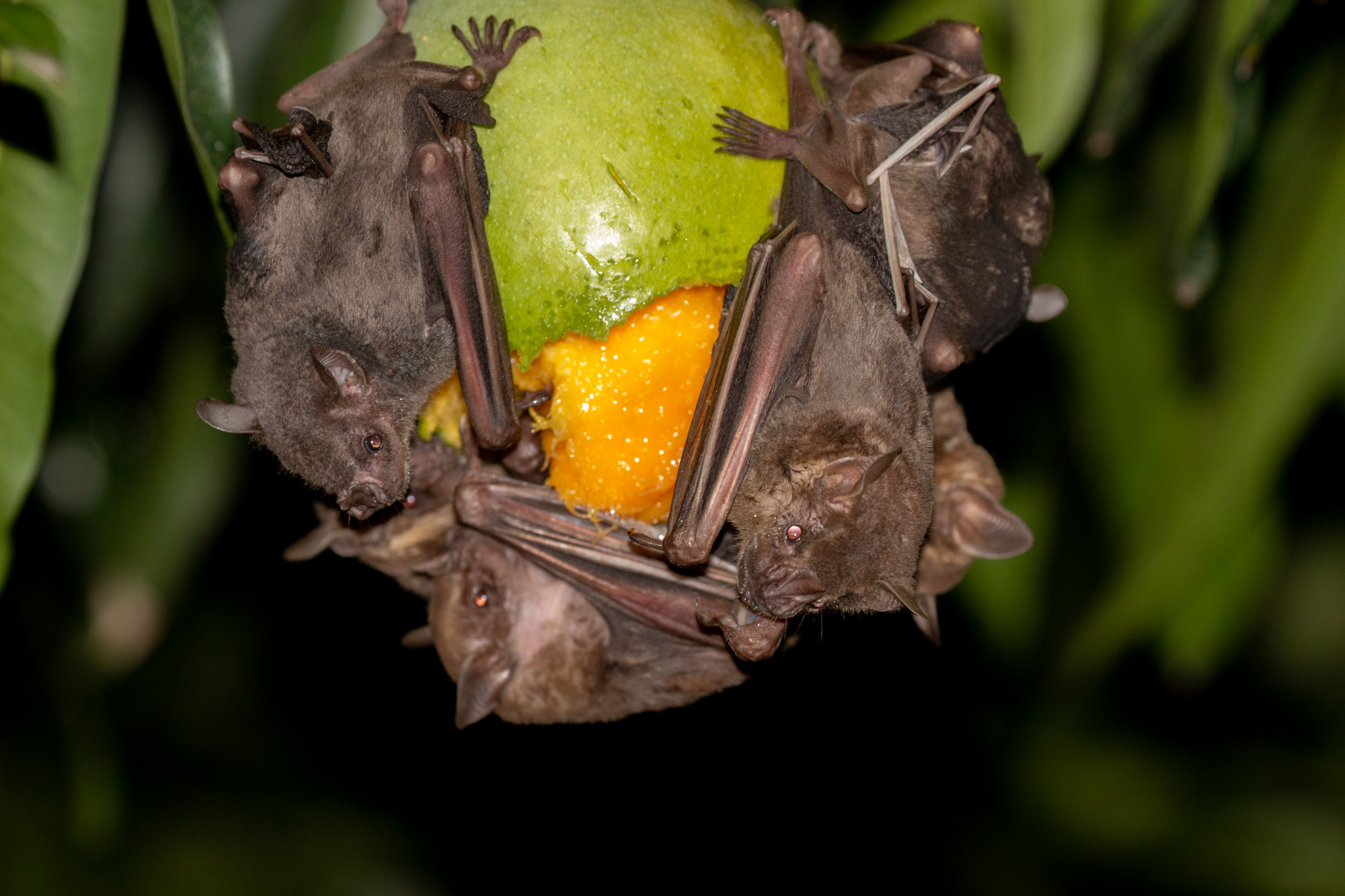
Exemplaren van de soort Artibeus planirostris eten gezamenlijk van een vrucht.

Ongeveer vijentwintig procent van alle vleermuizen leeft van fruit. De bekendste fruit etende vleermuizen zijn de vleerhonden die vaak een stuk groter worden dan de insecteneters. Vaak wordt niet de gehele vrucht gegeten maar wordt alleen het vloeibare sap opgenomen., Taaie vezels worden wel gegeten maar deze worden weer uitgespuwd nadat de sappen eruit zijn gekauwd. Ook zaden en pitten worden meestal weer uitgespuugd. 
Op het menu van de vruchtenetende vleermuizen staan onder andere vijgen, mango's, papajas, avocado's, rozebottels, dadels, bananen en mombinpruimen. Ook de vruchten van de Sapodillaboom, delebpalm, catappenboom, de zuurzak en de pandanuspalm worden gegeten. Vaak wordt het fruit van een dichte begroeiing naar een kale tak gebracht om deze hier op te eten. Hierdoor worden de zaden van de vruchten verspreid. Een vrucht wordt gegeten door deze met een poot tegen de borst te drukken en zich met de andere poot vast te houden aan een tak. Zo kan het dier stukken van het voedsel afbijten. 
In fruitplantages echter kunnen vleermuizen schade veroorzaken als ze in grote hoeveelheden voorkomen. Hierdoor zijn ze bij plaatselijke telers niet erg populair. Een voorbeeld is de palmvleerhond (Eidolon helvum) uit Afrika die onder andere dadels en mango's eet. Vleermuizen die vruchten of andere planten eten leven alleen in tropische gebieden omdat ze het gehele jaar door voedsel nodig hebben.

### Bloemeneters
Een aantal soorten bezoekt bloemen om aan voedsel te komen. Lang werd gedacht dat de vleermuizen de insecten aten die op bloemen leefden maar later bleek dat de bloemen zelf gegeten worden. De bloemen  van tropische planten zijn soms erg vlezig en ook het stuifmeel en de nectar worden vaak gegeten. Soms wordt op deze manier stuifmeel verspreid van bloem naar bloem maar van veel grotere vleermuizen is bekend dat zijn alle bloemen geheel opeten en hierdoor alleen maar schadelijk zijn voor de plant.
Plantensoorten waarvan de bloemen vaak worden gegeten zijn de kapokboom en de leverworstboom. De kortneusvleerhond bijvoorbeeld eet veel bloemen van bananenpalmen en daarnaast de vruchten van de palm. Het is tevens is het ook een belangrijke bestuiver van veel tropische planten die 's nachts open gaan en alleen dan kunnen worden bestoven. 

### Nectar- en stuifmeeleters

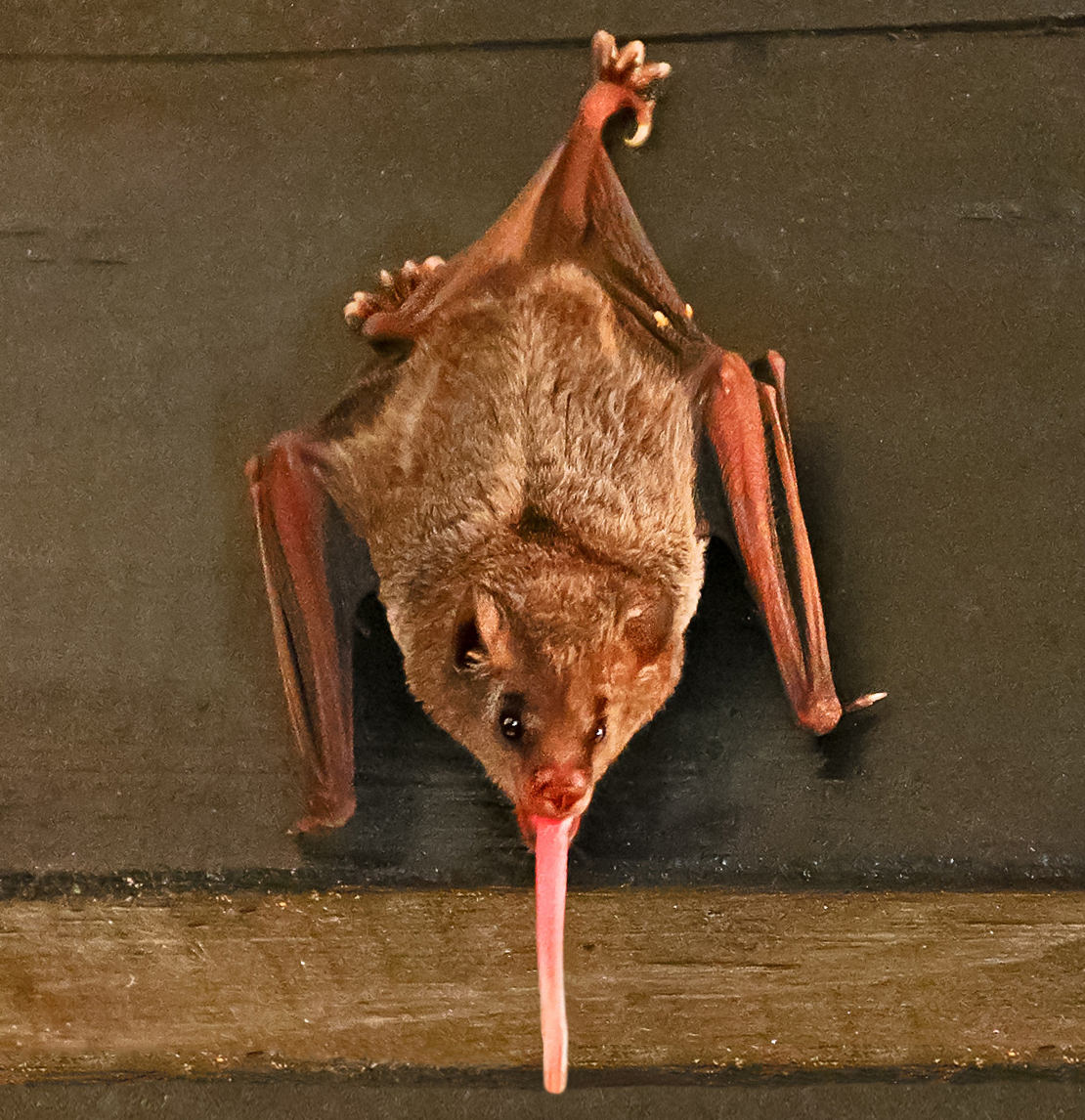
Vleermuizen die van nectar leven hebben een buitenprotioneel lange tong.

Vleermuizen die leven van nectar (nectivoor) zijn vaak sterk gespecialiseerd wat betreft gedrag en lichaamsbouw. Ongeveer vijf procent van de soorten leeft geheel of gedeeltelijk van deze zoete plantenafscheiding. Dergelijke soorten zijn vaak klein en hebben een zeer snelle vleugelslag zodat ze net als een kolibrie boven een bloem kunnen 'zweven'. Voorbeelden zijn de vleermuizen uit de geslachten Macroglossus en Eonycteris. Vaak wordt er naast nectar ook stuifmeel gegeten (pollinivoor). De kop is smal en de tong is sterk verlengd om dieper in de bloem te kunnen. Omdat er niet op het voedsel gekauwd wordt is het gebit vaak gereduceerd of nagenoeg verdwenen. De bloem wordt bestoven doordat de kop van het dier in aanraking komt met de stuifmeeldraden en zo wordt bedekt. Er zijn echter ook grotere soorten vleermuizen die nectar en stuifmeel eten maar zij zijn voornamelijk vruchteneters die uit de bloemen snoepen.
Van een aantal planten is bekend dat ze zich hebben aangepast om het de vleermuis makkelijk te maken om bij het stuifmeel te komen. Dergelijke planten worden wel chiropterofiel of vleermuisminnend genoemd, een voorbeeld is de leverworstboom, die zijn naam dankt aan de op leverworsten lijkende vruchten. Ook de bloemen van soorten uit het geslacht kalebasboom zijn afhankelijk van bestuiving door vleermuizen. Van sommige planten is nog nooit waargenomen dat ze door vleermuizen worden bestoven maar uit de bouw van de bloem wordt dit wel afgeleid. De bloemen zijn stevig gebouwd, geven veel honing af en gaan alleen 's nachts open.
Sommige planten hebben bladeren die de vleermuizen lokken. Een voorbeeld is Marcgravia evenia die endemisch is in Cuba. Deze plant heeft lepelvormige bladeren die hol zijn en naar boven zijn gericht. Hierdoor manipuleren ze de ultrasone geluiden van de vleermuis op een zodanige manier terug dat deze worden herkend. De bladeren dienen als een soort geluidsbaken die de vleermuizen aantrekt. De plant, die grote hoeveelheden nectar produceert om vleermuizen te lokken, wordt zo sneller bestoven en het zoeken van voedsel wordt voor de vleermuis vergemakkelijkt zodat het het dier minder energie kost. 

### Predatoren

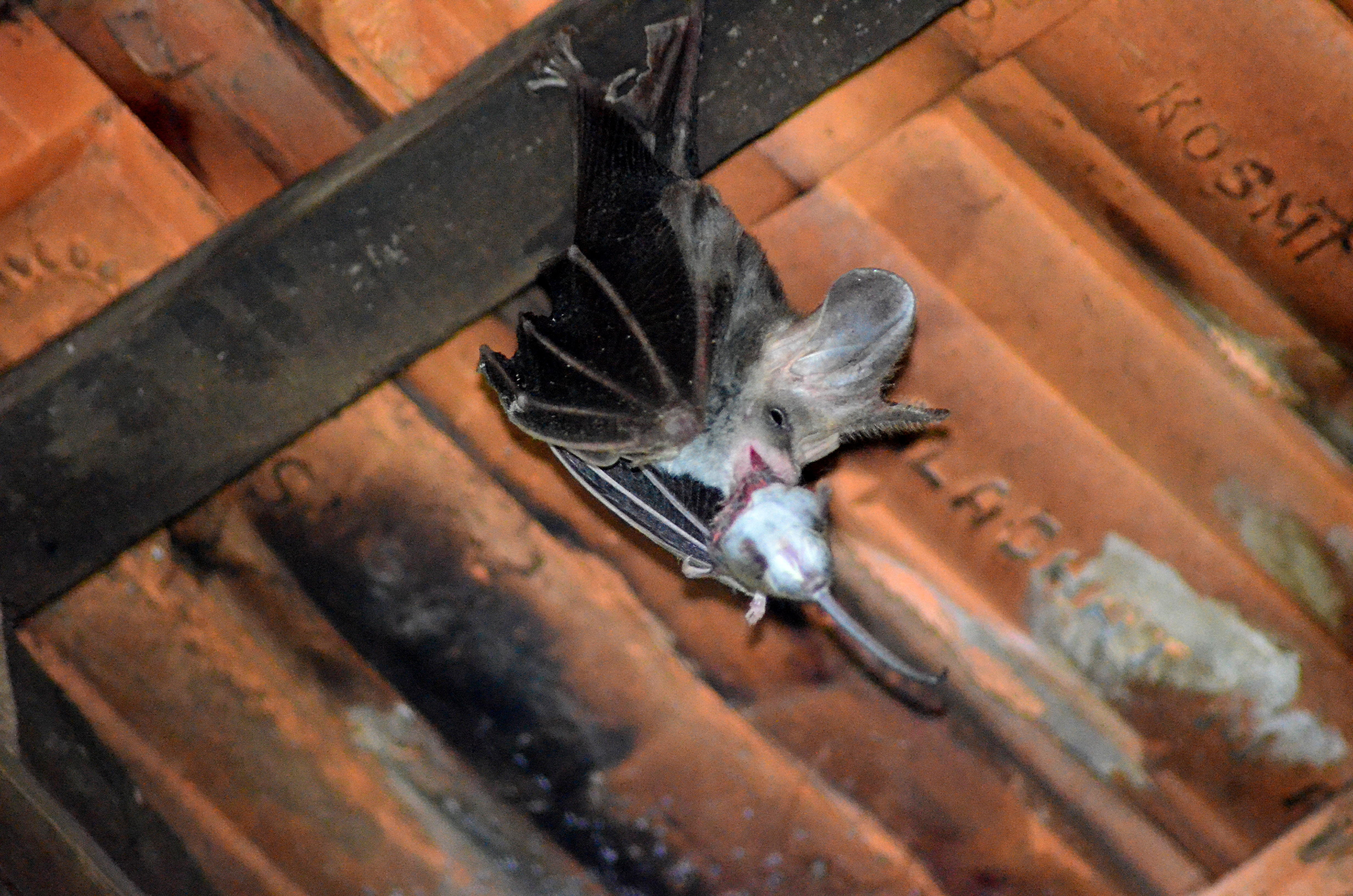
Een lierneusvleermuis (Megaderma lyra) met een buitgemaakt knaagdier.

Een klein deel van de vleermuizen jaagt niet op insecten of andere ongewervelden maar op kleine gewervelde dieren, dit betreft ongeveer 0,5 procent van de soorten. Zij zijn aan te merken als echte roofdieren die jagen op andere zoogdieren of kleine reptielen. De reuzenoorvleermuizen uit de familie Megadermatidae worden relatief groot en jagen op onder andere amfibieën zoals kikkers, kleine vogels zoals brilvogels en honingzuigers en reptielen zoals gekko's. De lierneusvleermuis (Lyroderma lyra) heeft zelfs kleinere vleermuizen uit het geslacht Pipistrellus op het menu staan. Aangezien hagedissen en kikkers niet kunnen vliegen speuren de vleermuizen hun prooi op door naar het geritsel op de bodem te luisteren en vervolgens toe te slaan. Mogelijk wordt tijdens de jacht gebruik gemaakt van de reukzin om prooien op te sporen. Dergelijke grotere voedseldieren worden altijd naar een rustplaats gebracht waar ze worden opgegeten. Het gebit van dergelijke soorten lijkt sterker op het gebit van roofdieren zoals katachtigen dan op de tandconfiguratie van insecten etende vleermuizen.
Er zijn enkele soorten die zich hebben gespecialiseerd in vissen, dergelijke soorten worden piscivoor genoemd. Veel vissen slapen 's nachts en bevinden zich dan vlak onder het wateroppervlak waar het water zuurstofrijker is. Dergelijke visetende soorten gebruiken hun echolocatievermogen om de rustende vissen onder water waar te nemen waarna ze de prooi buitmaken. Een voorbeeld van een dergelijke soort is de visetende vleermuis (Myotis vivesi). Ook de hazenlipvleermuizen uit het geslacht Noctilio vangen wel vis. Met name de grote hazenlipvleermuis plukt net als een zeearend met zijn achterpoten een vis uit het water om deze op een rustplaats op te eten. Deze soort jaagt ook wel op kreeftachtigen of andere waterdieren. De visetende vleermuis  (Myotis vivesi) is nog verder gespecialiseerd op het vangen van vissen en heeft relatief grote achterpoten om prooien uit het water te vangen. Dergelijke viseters hebben een gebit met opmerkelijk spitse tanden die ook voorkomen bij andere visspecialisten zoals dolfijnen. De vorm van de tanden dient om de glibberige prooien beter vast te kunnen houden. Van vissen levende vleermuizen vangen ook wel waterinsecten. Van enkele soorten die in Nederland leven, zoals de meervleermuis en de watervleermuis,  is ook bekend dat ze in staat zijn om kleine waterinsecten zoals muggenlarven met hun achterpoten uit het water te scheppen.

### Bloedeters

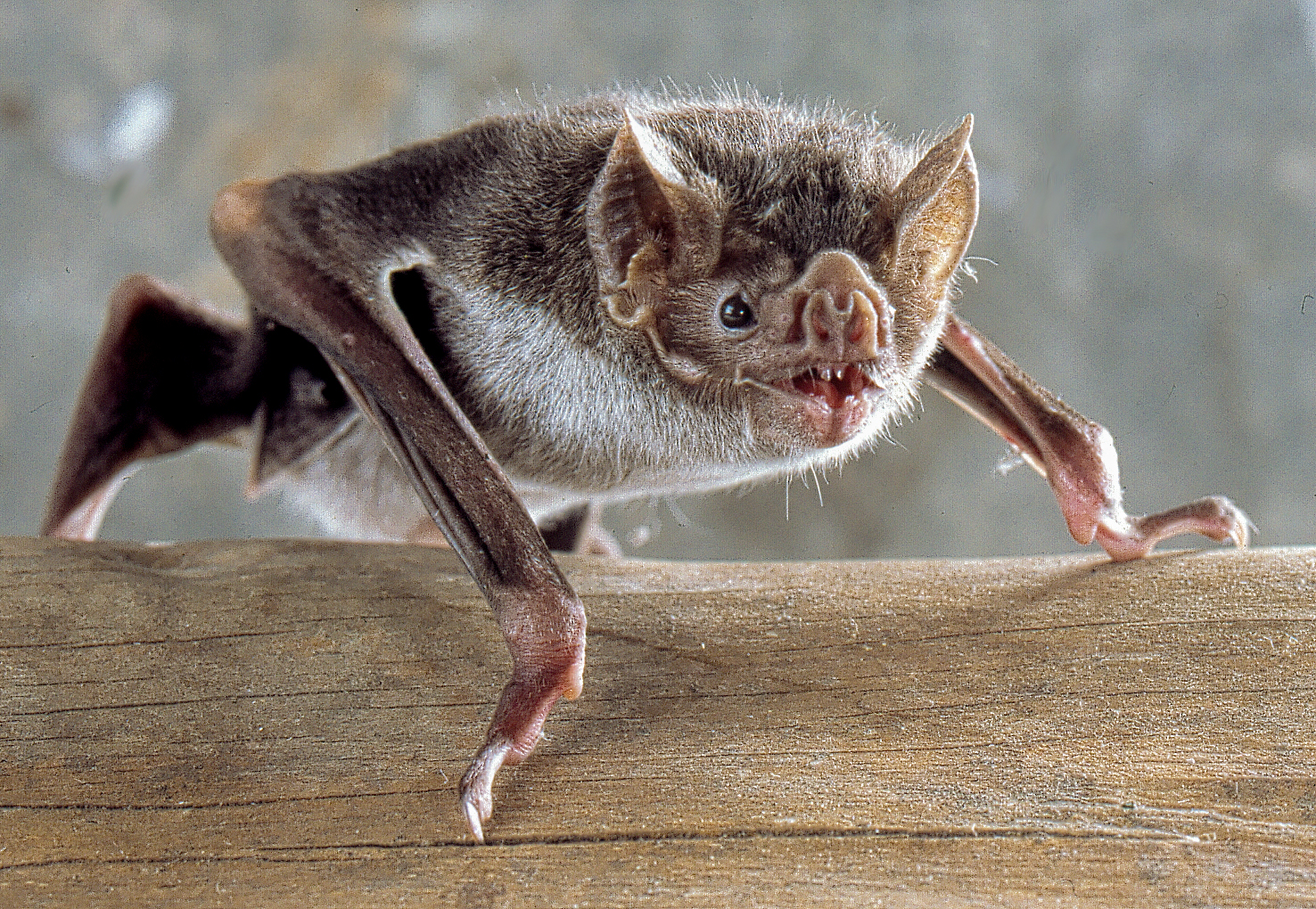
De gewone vampier (Desmodus rotundus) is een van de drie soorten vleermuizen die van bloed leven.

Van de ruim 1400 soorten vleermuizen zijn er drie die uitsluitend leven van bloed, zij worden sanguivoor genoemd. Dit is ongeveer 0,1 procent van alle soorten. Ze zijn echter niet in staat om bloed met de tanden op te zuigen zoals vaak wordt beweerd. Ze maken met de snijtanden een wondje waarna het bloed wordt opgelikt. Hun speeksel bevat het anticoagulant draculine zodat het bloed niet te snel stolt. Twee soorten, de gewone vampier (Desmodus rotundus) en de witvleugelvampier (Diaemus youngi), zijn met name gespecialiseerd in slapend rundvee dat weinig merkt van een bloedmaaltijd. 
De Braziliaanse ruigpootvampier (Diphylla ecaudata) drinkt ook bloed bij zoogdieren, maar is meer gespecialiseerd in vogels. Van deze soort is bekend dat mensen vaker worden aangevallen maar dit met name te danken aan het feit dat mensen steeds verder het regenwoud in trekken. Bovendien worden natuurlijke voedselbronnen zoals rundvee en vogels zeldzamer door habitatvernietiging als gevolg van menselijk toedoen. 
Het gebit van dergelijke soorten bevat slechts twintig tanden, het minst van alle vleermuizen. De tanden zijn echter vlijmscherp en zeer efficiënt om de huid van prooidieren open te snijden. Als een slapend menselijk slachtoffer wordt bezocht merkt deze niets van de onvrijwillige bloeddonatie omdat de vleermuizen vlezige kussentjes onder hun voetzolen bezitten, zodat ze een zachte landing hebben en bovendien wordt de beet zeer snel toegebracht. De vleermuis zuigt zoveel bloed op dat het lichaam opzwelt. Het dier moet vaak enige moeite doen om weer weg te vliegen, omdat het lichaamsgewicht behoorlijk toe is genomen. Een van een bloedmaaltijd voorziene vampiervleermuis kan dan dagenlang zonder voedsel. Van bloeddrinkers is ook bekend dat ze hun bloedmaaltijd delen met soortgenoten van de kolonie door deze weer deels uit te braken.

## Voortbeweging

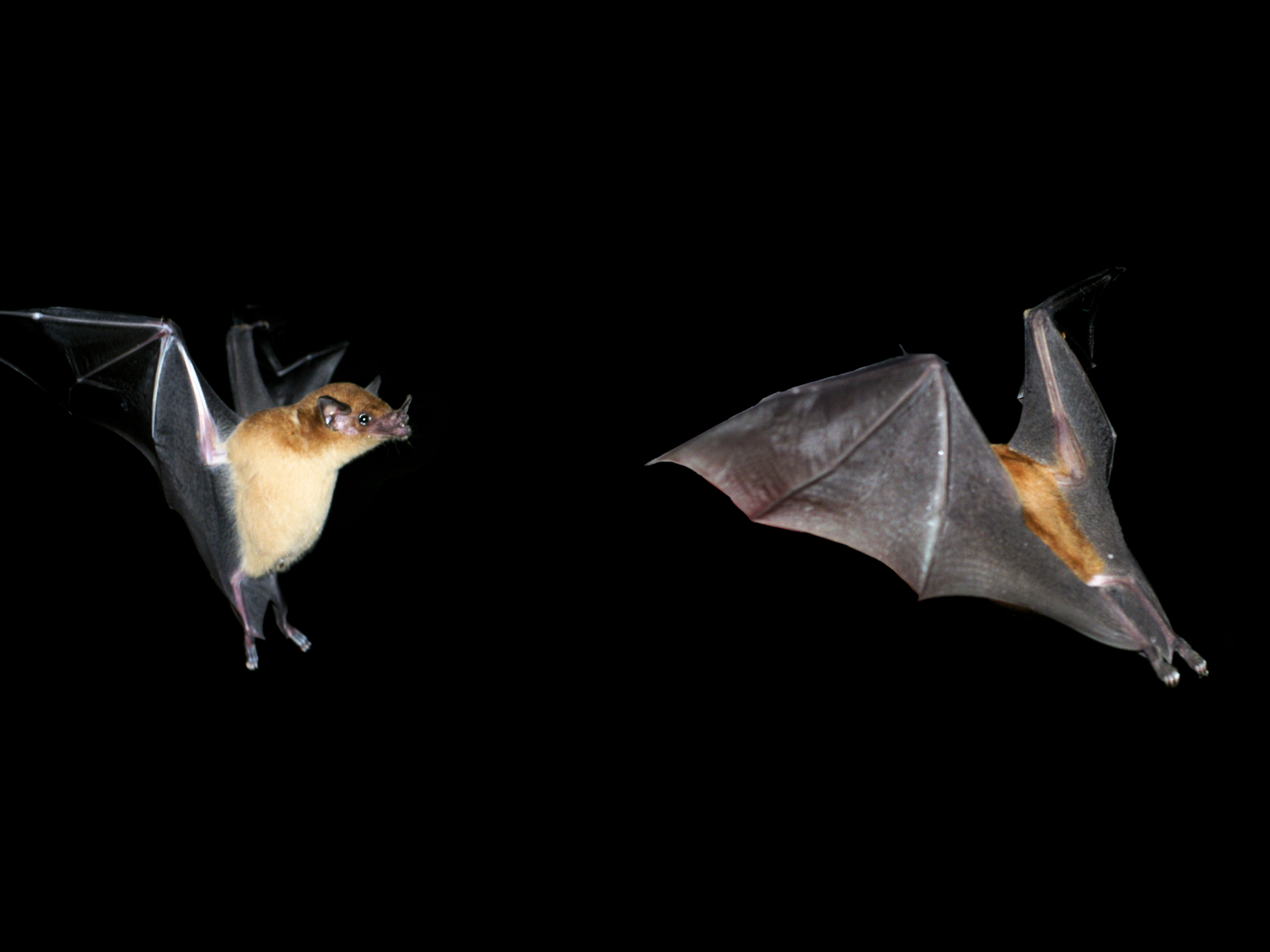
Vleermuizen zijn zeer behendige vliegers die snel kunnen manoeuvreren, afgebeeld zijn twee exemplaren van de soort Lonchophylla robusta uit Costa Rica.

De meeste vleermuizen en met name de kleinere soorten kunnen vrij snel over de bodem lopen waarbij de eeltkussens op de voor- en achterpoten worden gebruikt. Met name de kleinere soorten vleermuizen kunnen zich door hun relatief lage lichaamsgewicht verbazingwekkend snel verplaatsen over de bodem. Bij het lopen worden de achterpoten, die bij het heupgewricht gedraaid zijn, zijwaarts gehouden en ook de opgevouwen vleugels worden naar de zijkanten van het lichaam gespreid. 
Vleermuizen zijn daarnaast ook goede klimmers die zich met de duimen van de voorpoten ankeren aan het verticale oppervlak en met de achterpoten het lichaam omhoog duwen. Veel soorten kunnen ook horizontaal klimmen door de achterpoten een voor een te verplaatsen waarbij de klauwen gebruikt worden om het lichaam te dragen. Met name de grotere soorten zoals de vleerhonden verplaatsen zich op deze manier vaak door de bomen. 
Vleermuizen zijn geen goede zwemmers maar kunnen zich wel redden als ze in het water vallen door kleine sprongetjes te maken. Hierbij maken ze met de vleugels slaande bewegingen op het water om het lichaam al hoppend over het water te bewegen.

### Vliegvermogen

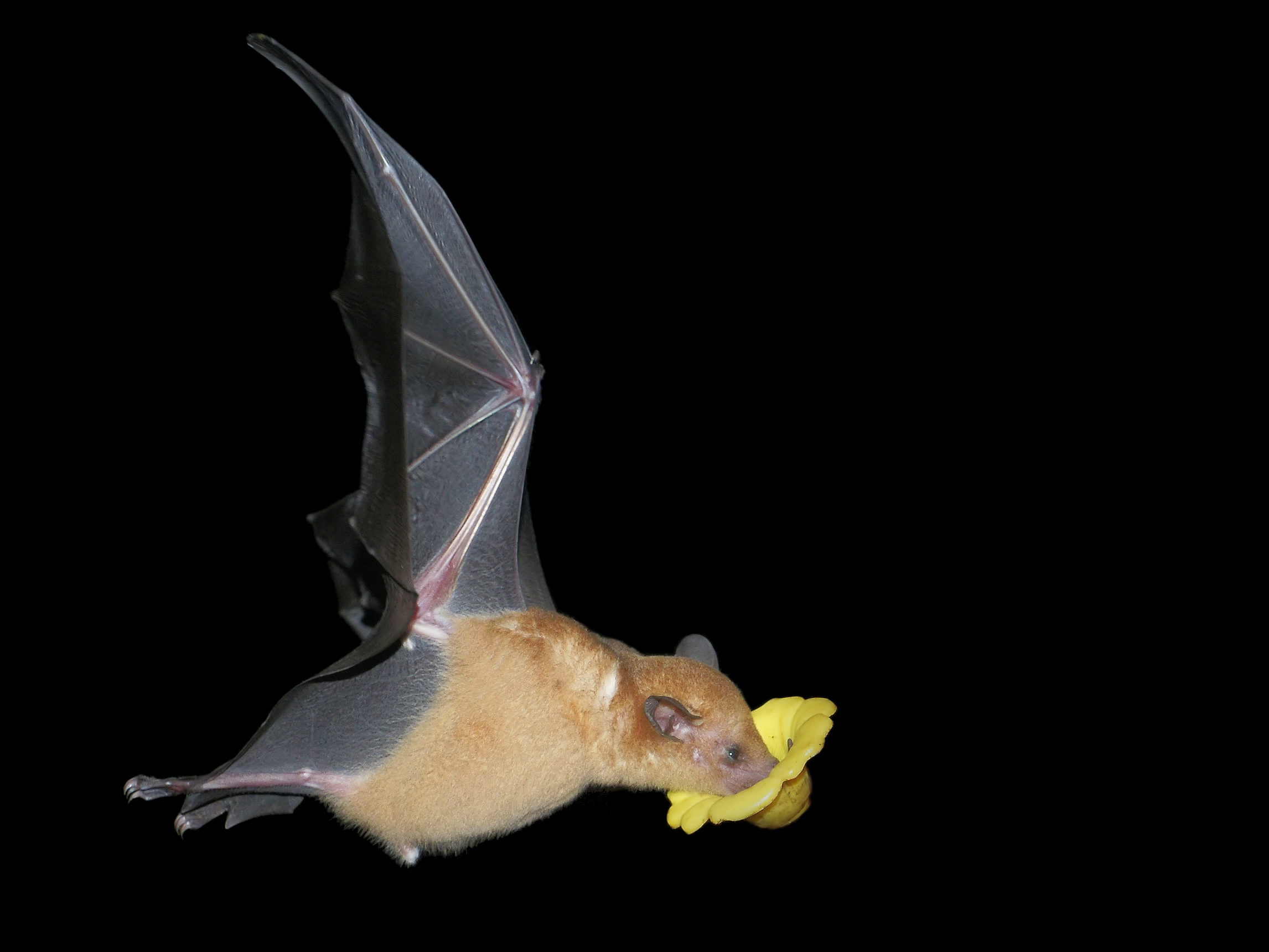
Lonchophylla robusta is in staat tot een snelle wiekelvlucht, net als kolibries. Dit exemplaar is ook nog eens bezig een nep-bloem leeg te snoepen die eigenlijk bedoeld is voor kolibries.

Vleermuizen lijken op het eerste gezicht wat onhandig te fladderen maar de vleugelbewegingen vertonen bij nadere beschouwing een gecompliceerde manier van vliegen, afhankelijk van de levenswijze van de verschillende soorten. Tijdens het vliegen worden draaiende bewegingen gemaakt waarbij de vleugelpunt elliptische banen beschrijft. De vleugels worden voor het vliegen achterwaarts en naar boven gericht waarbij ze naar voor-onder draaien. De frequentie van de vleugelslag hangt sterk samen met de lichaamsgrootte waarbij grotere soorten een aanmerkelijk langzamere vleugelslag hebben. Ook de vorm van de vleugels speelt een rol bij de frequentie, soorten met kortere of bredere vleugels hebben een langzamere vleugelslag dan die met lange, smalle vleugels. 
De breedvleugelige vale vleermuis (Myotis myotis) bereikt een snelheid van ongeveer twintig kilometer per uur. De smalvleugelige soorten rosse vleermuis (Nyctalus noctula) en langvleugelvleermuis (Miniopterus schreibersii) kunnen aanzienlijk sneller vliegen tot vijftig kilometer per uur. De snelste soort is de guanovleermuis (Tadarida brasiliensis), die een snelheid kan bereiken van 160 kilometer per uur. Het zijn met name de kleinere soorten die een zeer grote behendigheid vertonen tijdens de vlucht. De gewone dwergvleermuis (Pipistrellus pipistrellus) bijvoorbeeld is in de praktijk zelfs in een kleine ruimte bijna onmogelijk te vangen met een vlindernet. 
Vleermuizen die ondersteboven hangen beginnen hun vlucht vaak door zich te laten vallen van waaruit een roeivlucht wordt ingezet. Ook kan een hangende vleermuis eerst de vleugels gebruiken om het lichaam in een horizontale positie te brengen waarna het dier zich losmaakt van de bovengrond en de vlucht inzet. Kleinere soorten kunnen vanaf de grond opstijgen door een sprongetje te maken en de vleugels uit te slaan. Bij het landen wordt de vleugelvorm aangepast en het onderlichaam omlaag gehouden waarna de achterpoten zich ankeren aan het landingsoppervlak. 
Tijdens het vliegen worden de verschillende delen van de vlieghuid of het patagium onafhankelijk van elkaar gestuurd om een betere opwaartse kracht te verkrijgen. Het protopatagium en het achterste deel van het plagiopatagium worden omlaag gekromd waardoor de vleugel boller wordt. De vleermuis kan zo ook op lagere snelheden blijven vliegen. Het dactylopatagium dient voornamelijk om de vleugels vooruit te stuwen. Het dactylopatagium is het lichtste deel van de vleugel en kan het gemakkelijkst worden bewogen. Het uropatagium, dat bij sommige soorten ontbreekt, dient als roer om onverwachte bewegingen mogelijk te maken. Hierdoor kunnen vleermuizen sneller uitwijken of plotselinge wendingen maken bij het achtervolgen van insecten. Bij de fruit- en nectaretende soorten ontbreekt een uropatagium vaak omdat het eerder in de weg zou zitten. 
Roeivlucht
De roeivlucht wordt gebruikt om zich langzaam voort te bewegen in de lucht, bijvoorbeeld als de dieren vliegen van de slaapplaats naar het jachtgebied of een vleermuis patrouilleert op zoek naar prooien. Met de vleugels worden hierbij regelmatig op- en neergaande bewegingen gemaakt. 
Glijvlucht
De glijvlucht wordt ingezet als een vleermuis een prooi ontdekt en deze geruisloos probeert te benaderen. De vleugels worden hierbij stil gehouden. 
Landvlucht
Met de landvlucht wordt een langdurige glijvlucht aangeduid die sommige vleermuizen gebruiken om lange tochten te maken, bijvoorbeeld om te migreren. Hierbij wordt gebruik gemaakt van de thermiek. De vleugelslag is hierbij erg traag. 
Wiekelvlucht
De wiekelvlucht of helikoptervlucht wordt gebruikt om roerloos boven een bloem te blijven hangen om ongestoord de nectar op te likken. Deze vorm van vliegen is vergelijkbaar met die van een kolibrie. De vleugels worden hierbij zeer snel heen en weer bewogen.

## Voortplanting en ontwikkeling

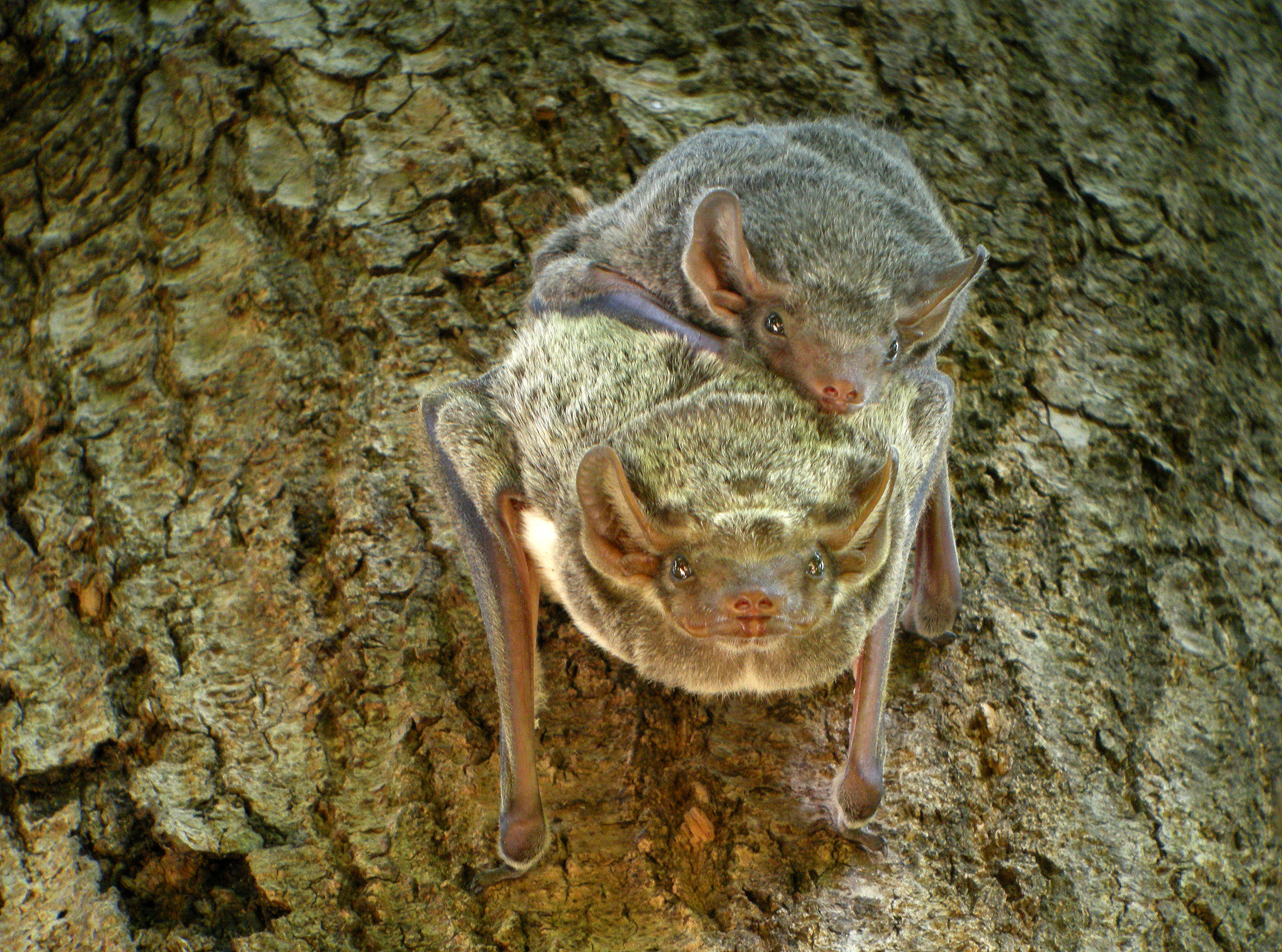
Een vrouwtje van de mauritiusgrafvleermuis (Taphozous mauritianus) draagt haar jong op haar rug.

De paring vindt overdag plaats, hierbij wordt het vrouwtje inwendig bevrucht door het mannetje. De daadwerkelijke bevruchting van de eicel kan uitgesteld worden bij soorten die een winterslaap houden. Bij deze soorten vindt de paring meestal plaats in de herfst waarna het sperma wordt opgeslagen in een speciale klier die het sperma conserveert. Als de lente aanbreekt worden de spermacellen afgegeven en vindt de ovulatie plaats. Hierbij rijpt het ei en komt het in de eileider terecht waar het door de actieve zaadcellen, die ook in een soort rusttoestand zijn geweest, wordt bevrucht. De ontwikkeling van het embryo vindt net als bij andere zoogdieren in de baarmoeder plaats.
Vrouwtjes van de meeste soorten baren slechts een enkel jong maar er zijn uitzonderingen zoals Parastrellus hesperus die er meestal twee baart. Vrouwtjes van soorten uit het geslacht Lasiurus zijn uniek in het feit dat ze meer dan twee jongen ter wereld brengen; zij hebben daartoe als enige groep van vleermuizen vier tepels in plaats van twee. 
Vleermuizen maken nooit een nest of ondergrondse kraamkamer zoals bekend is van andere zoogdieren of de wat betreft de vliegende levenswijze vergelijkbare vogels. Wel komen de vrouwtjes samen in zogenaamde kraamkolonies waar ze hun jongen werpen, grootbrengen en beschermen. Een pasgeboren jong heeft zich maar aan te passen aan deze leefomgeving van het moederdier en is volkomen hulpeloos. Het klampt zich meestal in een reflex vast aan de moeder die het jong al vliegend op haar tochten meeneemt. Bij andere vleermuizen laat de moeder haar jong achter in de kolonie en keert terug om het te voeden. Het jong kan de eerste tijd nog niet vliegen omdat de vleugels nog niet ontwikkeld zijn.
De bijzondere draaiing van de heupen heeft al wel plaats gevonden in het embryonale stadium  en ook de klauwen en duimen zijn reeds goed ontwikkeld en relatief erg groot. Zowel de botten van de armen als die van de handen maken in de eerste fase van de ontwikkeling een allometrische groei door waarbij ze verhoudingsgewijs snel groter worden. De eerste tijd kan nog niet zelfstandig aan de bovengrond hangen. De vrouwtjes van een aantal vleermuizen bezitten zogenaamde aarstepels die boven de geslachtsopening gelegen zijn. Deze dienen niet voor het zogen maar als aanhechtingspunt voor het jong dat zich hieraan vast zuigt. Hierbij is de kop van het jong naar de achterzijde gericht en moet het zich omkeren als het wil zogen aan de borsttepels. 

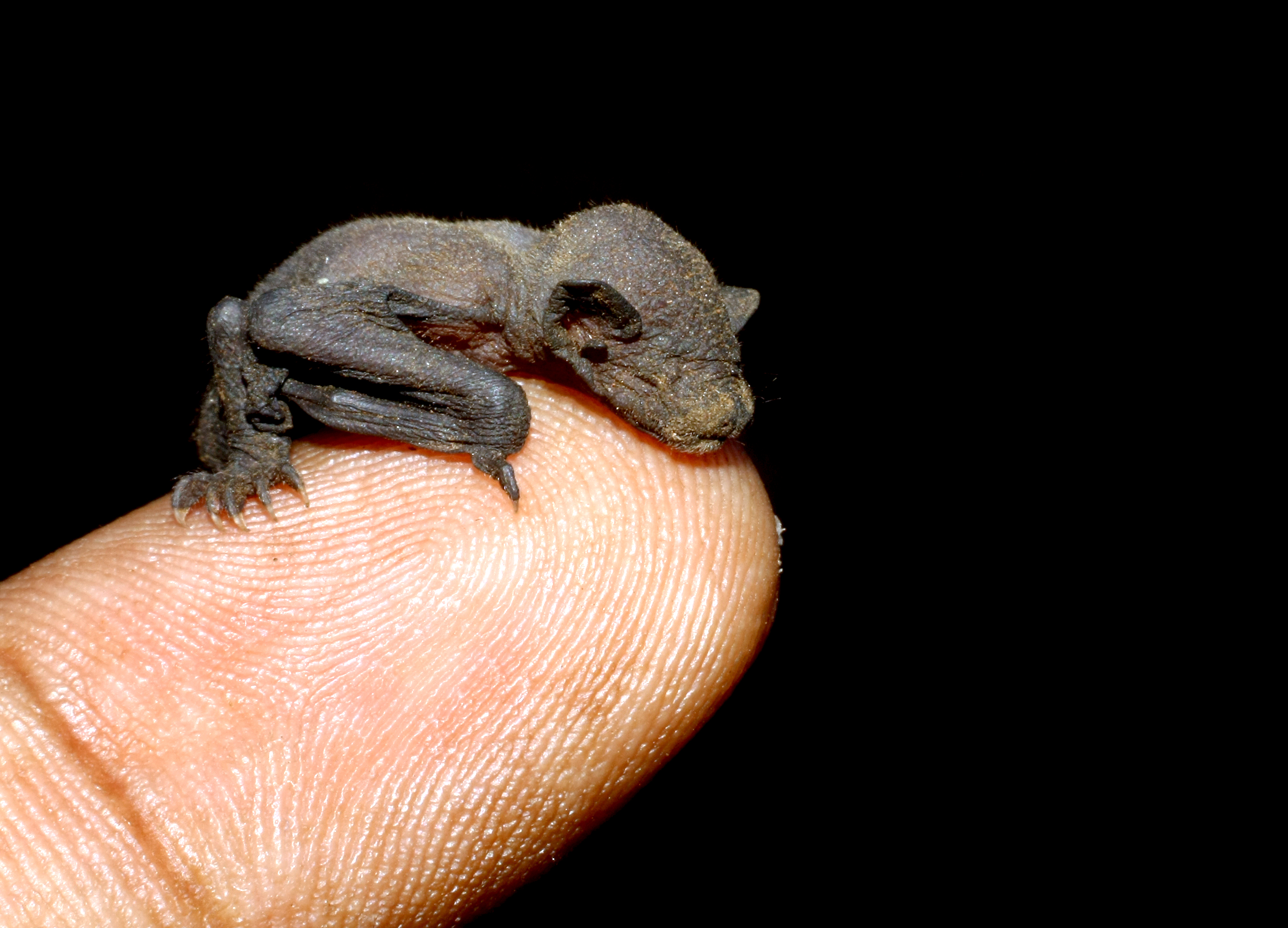
Jonge vleermuizen zijn naakt, hebben nog gesloten ogen en zijn volkomen hulpeloos, afgebeeld is een jong van een onbekende soort.

Jonge vleermuizen zijn nog niet in staat om hun lichaamstemperatuur te handhaven en worden de eerste tijd door het lichaam van de moeder verwarmd. De moeder slaat hierbij haar vleugels om haar jong heen. Na een aantal dagen openen zich de ogen van de jonge vleermuis en begint de vacht te groeien, meestal eerst op de rug en later op de buik. Het jong kan al na korte tijd ondersteboven aan een oppervlak hangen maar kan zich nog niet zelfstandig voeden. De jongen maken piepgeluidjes die dienen als herkenningsgeluiden om de moeder in staat te stellen ze terug te vinden. Ook de lichaamsgeur van 
Bij sommige vleermuizen, zoals de gladneusvleermuizen,  ontwikkelt zich eerst een melkgebit waarbij de tanden wat naar achteren gekromd zijn. Deze tanden dienen om zich beter te hechten aan de melktepels van de moeder en vallen na enkele weken al uit. Bij de hoefijzwerneusvleermuizen ontwikkelt het embryo wel een melkgebit maar de tanden worden al gedegenereerd voor de geboorte.
De jonge vleermuis verlaat de gezamenlijke roestplaats na enkele weken tot maanden om samen met de moeder mee te vliegen op zoek naar voedsel. Hierbij leert het jonge dier de kneepjes van het zoeken naar prooien met behulp van geluid door het ultrasone geluidsspoor van het moederdier te volgen. Als het jong zijn moeder kwijtraakt stoot het luide geluiden uit die door de moeder herkend worden waarna ze het jong weer op sleeptouw neemt.
Na ongeveer 1,5 tot twee maanden is een jonge vleermuis volwassen maar nog niet volledig ontwikkeld. De lichaamsbeharing heeft nog niet dezelfde kleur als de oudere dieren en het lichaamsgewicht  is nog wat lager. Bij de kleinere soorten kan het jong al zelfstandig jagen maar bij de grotere vleermuizen kan het tot vier maanden bij de moeder blijven. Bij deze soorten is het lichaam pas na een jaar volledig ontwikkeld. De kleinere vleermuizen werpen voor het eerst als het vrouwtje minstens een jaar oud is, bij sommige soorten maken ze echter een snellere ontwikkeling door als ze het juveniele stadium eenmaal zijn doorlopen. Bij dergelijke vleermuizen is van zogende vrouwtjes bekend dat ze al drachtig kunnen worden wat er op wijst dat ze meerdere malen per jaar werpen. 
De kleinere soorten kunnen in het wild een leeftijd bereiken van vijf tot tien jaar met maxima tot meer dan twintig jaar. Van de Noord-Aziatische soort Myotis sibiricus is bekend dat in 1962 in totaal  1544 exemplaren werden gevangen en geringd waarvan er minstens 67 al meer dan 20 jaar oud waren. In 2001 werden twee van deze exemplaren opnieuw onderschept en drie jaar later werd een van deze twee alsnog levend aangetroffen. Hierdoor is vast komen te staan dat deze vleermuis, die maximaal acht gram weegt en vijf centimeter lang wordt, in het wild een leeftijd kan bereiken van meer dan 41 jaar. 

## Thermoregulatie

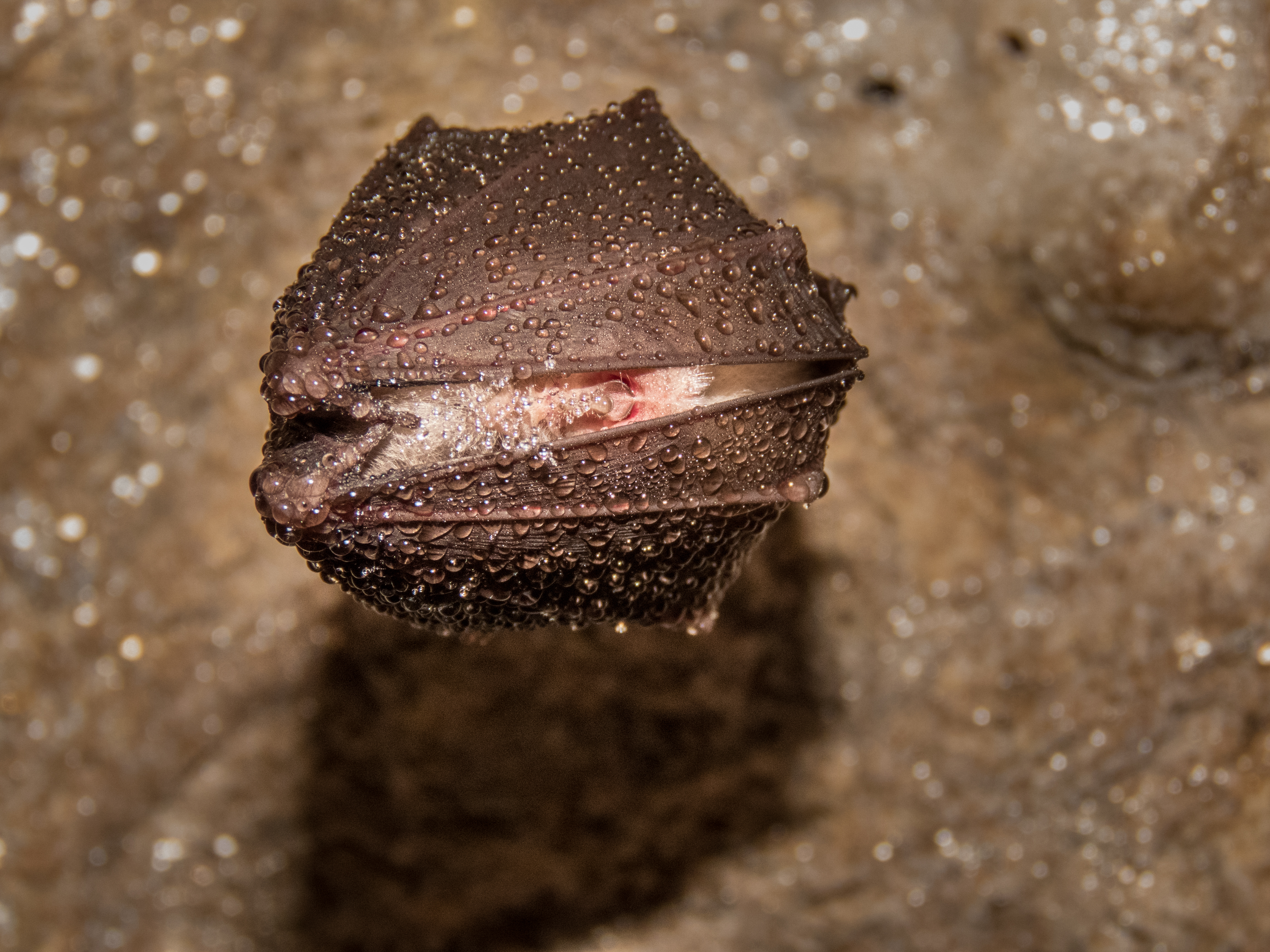
Vleermuizen in winterslaap gebruiken hun vleugels als regenjas, afgebeeld is een soort uit de familie hoefijzerneuzen.

Vleermuizen zijn warmbloedige dieren maar hebben geen constante lichaamstemperatuur zoals het geval is bij veel andere zoogdieren. Vanwege hun snelle stofwisseling kunnen ze hun lichaamstemperatuur verlagen zodat de stofwisseling wordt afgeremd en energie wordt bespaard. 
Vleermuizen die in tropische gebieden leven zoeken vaak de schaduw van begroeiing op om niet oververhit te raken. Ze verblijven dan in een lichamelijke rusttoestand  die lethargie wordt genoemd en zijn zo inactief mogelijk om niet op te warmen. Als in de avond de temperatuur daalt worden ze weer actief om te gaan jagen. Ook kunnen vleermuizen hun lichaam bevochtigen met speeksel waarbij de speekselproductie sterk wordt verhoogd. Hierdoor kan het dier het gehele lichaam nat maken zodat de huid en de vleugels middels verdamping worden afgekoeld. 
Vleermuizen in tropische of gematigde gebieden kunnen slecht tegen koude, de stofwisseling wordt dan sterk verhoogd en het lichaam kan oververhit raken. Veel soorten in koelere gebieden migreren naar warmere streken. Een voorbeeld is de rosse vleermuis die ook in België en Nederland voorkomt. In deze landen migreren de dieren niet maar in oostelijk Europa zoeken ze warmere streken op voor de winter aanvangt en kunnen tot 1600 kilometer ver weg trekken om aan de koude te ontkomen. De dieren vliegen later terug naar dezelfde plek als waar ze voorheen leefden. Dit weet men omdat in veel landen vleermuizen, net als vogels, worden geringd. Veel strikt tropische soorten migreren echter niet en als het in tropische of gematigde streken onverwachts langdurig koud wordt kunnen vleermuizen hier niet tegen en zullen massaal sterven.
Omdat vleermuizen warmbloedig zijn, genereert het lichaam warmte en door het vliegen wordt nog meer lichaamswarmte gegenereerd. Door het grote en dunne vleugeloppervlak, dat voorzien is van een netwerk van fijne adertjes, wordt de warmte gemakkelijk aan de buitenlucht afgegeven. De vlieghuid functioneert als een radiator doordat het de ontstane warmte tijdens het vliegen afgeeft aan de lucht. Als de vleugels zijn samengevouwen wordt de bloedtoevoer gereduceerd maar bij hitte kan de vleermuis al hangend met de vleugels klapperen en zo meer warmte afgeven. De warme lucht rond het lichaam wordt hierbij vervangen door koelere lucht van de omgeving. Bij regen en koude worden de vleugels strak om het lichaam gevouwen. Hierdoor wordt het lichaamsoppervlak verkleind en wordt minder warmte afgegeven. De vleugels dienen als een regenjas waar ook de kop in wordt gestoken zodat het dier lucht inademt die reeds door het lichaam is voorverwarmd.

### Winterslaap
In grote delen van het verspreidingsgebied van de vleermuizen is het voedsel jaarrond beschikbaar en kunnen ze het gehele jaar foerageren. In noordelijke en zuidelijke delen van het areaal echter is het in de wintermaanden te koud voor de ontwikkeling van de voornaamste prooidieren van de vleermuizen; insecten. Deze overwinteren vaak als ei, pop of als imago in de strooisellaag of andere verscholen plaatsen omdat er ook voor de insecten geen voedsel te vinden is. Vleermuizen moeten noodgedwongen een een winterslaap of hibernatie ondergaan tot er weer voldoende voedsel beschikbaar komt. Naast een gebrek aan voedsel is de omgevingstemperatuur te laag om de lichaamstemperatuur te handhaven. Vleermuizen kunnen niet tegen temperaturen die rond of onder het vriespunt liggen. Hun stofwisseling moet dan overuren draaien om het lichaam warm te houden wat ze niet lang overleven.
De winterslaap wordt vaak volbracht in grotten en holle bomen. Menselijke bebouwing zoals bunkers of mijngangen zijn echter ook erg geschikt. Alle soorten in Nederland en België houden een winterslaap, waarbij ze hun metabolisme tot een uiterst laag pitje terugdraaien en hun lichaamstemperatuur maar net boven het vriespunt blijft. Van sommige soorten is bekend dat ze migreren naar een zomerverblijf en andere vleermuizen gebruiken Nederland en België als tussenstop voor hun migratie naar het zuiden.

## Natuurlijke bedreigingen

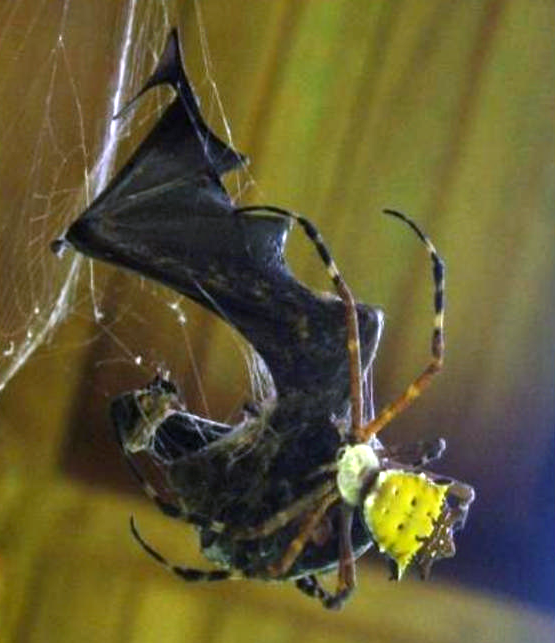
Sommige vleermuizen eten wel eens spinnen, maar sommige spinnen eten wel eens een vleermuis, afgebeeld is de spin Argiope savignyi met een buitgemaakte langneusvleermuis (Rhynchonycteris naso), Costa Rica.

Vleermuizen hebben relatief weinig vijanden, ze kennen echter een groot aantal parasieten die zich sterk hebben gespecialiseerd. Daarnaast worden vleermuizen vooral in delen van Noord-Amerika geteisterd door een recent ontdekte schimmelinfectie genaamd white nose syndrome. 

### Vijanden
Vleermuizen hebben verschillende natuurlijke vijanden zoals rovende zoogdieren, vleesetende vogels zoals roofvogels en uilen en reptielen zoals slangen. Vleermuizen worden in de regel buitgemaakt door opportunistische jagers die het meestal op andere dieren voorzien hebben maar een vleermuis niet versmaden. Onder de vogels zijn er wel enkele soorten bekend die zich hebben gespecialiseerd in vleermuizen, een voorbeeld is de vleermuiswouw (Macheiramphus alcinus). Dit is een van de weinige vogelsoorten die in de schemering jaagt en hierdoor in staat is om de vleermuizen buit te maken.  
Ook van slangen is bekend dat ze regelmatig een vleermuis te pakken krijgen. Populaties van de slangensoort Pseudelaphe flavirufa in de omgeving van de Kantemógrot in Yucatan staan bekend om hun vleermuisetende levenswijze. De slangen jagen al hangend in spleten in de grotten en loeren vanuit een hinderlaag op de dieren. Doordat de slangen zich niet bewegen worden ze door de vleermuizen niet herkend als vijand. De slangen worden echter als toevallige vleermuiseters beschouwd en niet als specialisten omdat de exemplaren in alle andere populaties leven van andere zoogdieren en vogels en maken hier maar zelden vleermuizen buit. Ook van andere dieren zoals meervallen en krokodilachtigen zijn beelden bekend van dieren die een vleermuis vanuit het water belagen maar ook deze vijanden zijn slechts aan te merken als opportunisten. Daarnaast is van spinnen bekend dat ze kleinere vleermuizen kunnen verschalken. Zowel soorten die grote webben maken als spinnen die vanuit een hinderlaag jagen, zoals de vogelspinnen uit het geslacht Avicularia, zijn in staat om een vleermuis te overmeesteren als ze de kans krijgen.

### Parasieten

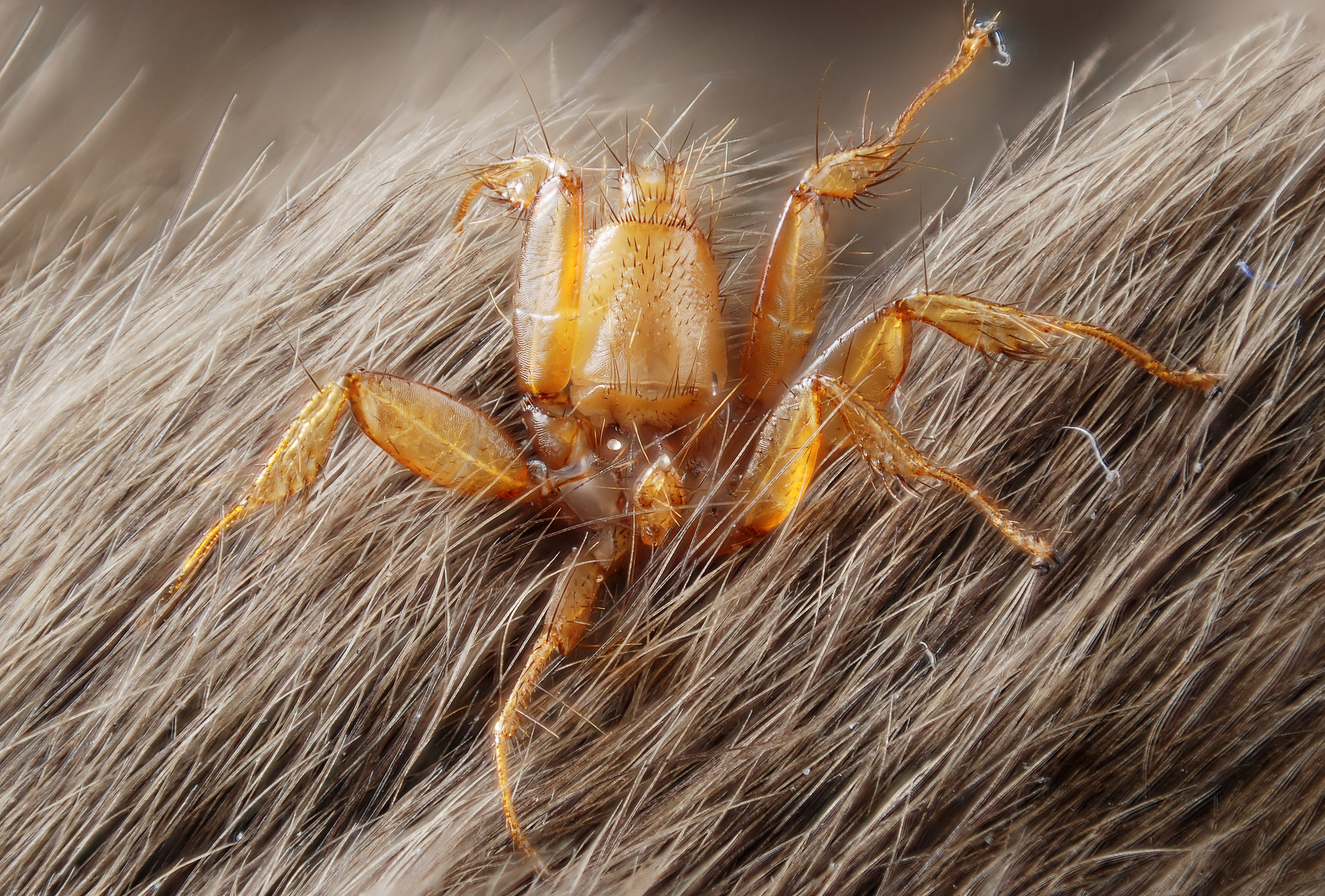
Vliegen uit de familie Nycteribiidae parasiteren op vleermuizen.

Vleermuizen worden met name belaagd door een breed scala aan parasieten, met name insecten zoals vlooien en wantsen. Daarnaast zijn ook verschillende spinachtigen zoals mijten en teken. Als deze ongewervelden manifesteren zich voornamelijk op de huid van de vleermuis en hebben meestal een bloedzuigende levenswijze. 
De insectenfamilies Nycteribiidae en Streblidae hebben zich volledig gespecialiseerd op het leven op vleermuizen en het gehele lichaam is hierop aangepast. Zo hebben de vliegen geen vleugels meer, zijn de ogen volledig gereduceerd en zijn de verlengde poten aan de achterzijde van het borststuk 180 graden gedraaid zodat ze even snel voor- als achteruit kunnen lopen in de vacht van hun gastheer. Alle soorten zijn bloedzuigers die hun gehele leven doorbrengen in de vacht van een vleermuis. Ook de bedwantsen Afrocimex constrictus en Cimex adjunctus zijn aangepast op het bloed zuigen in de huid van vleermuizen, evenals sommige soorten uit de verwante familie Polyctenidae. Ten slotte zijn er verschillende parasitaire oorwormen uit de familie Arixeniidae die uitsluitend leven in de vacht van vleermuizen. Deze soorten hebben geen functionele ogen meer en zijn vleugelloos. Ze leven voornamelijk op enkele Zuid-Aziatische soorten vleermuizen.

### White nose syndrome
In 2007 werden vleermuizen in een grot nabij Albany in de Amerikaanse staat New York aangetroffen die een wit poeder rond hun neus hadden en ernstig ziek bleken te zijn. Speleologen hadden een jaar eerder echter al foto's gemaakt van dieren met dezelfde symptomen zodat de ziekte sinds 2006 aanwezig is in de VS. De ziekte wordt white nose syndrome genoemd (witte neus syndroom) en wordt veroorzaakt door de schimmel Pseudogymnoascus destructans. De symptomen bestaan uit beschimmeling van de neus, oren en vleugels en daarnaast worden de dieren actiever tijdens de winterslaap wat erg slecht voor ze is omdat ze dan verzwakken. Omdat een infectie de vleugels beschadigd kan een vleermuis moeilijker vliegen. Uiteindelijk kan de infectie doordringen tot de organen die daardoor beschadigd raken en de vleermuis zal dan sterven. De sterftegraad kan oplopen tot 90 of zelfs 100%. In de VS en Canada zijn al enkele jaren na de ontdekking miljoenen vleermuizen in veertig staten omgekomen sinds de ziekte werd ontdekt. Sinds 2012 wordt het aantal gedode vleermuizen geschat op 5,7 miljoen.
De impact van de ziekte op vleermuizen is groot en wordt wel vergeleken met colony collapse disorder die bijen massaal doet sterven en de schimmelziekte chytridiomycose, die wereldwijd een ecologische ramp is voor amfibieën.

## Vleermuizen en de mens

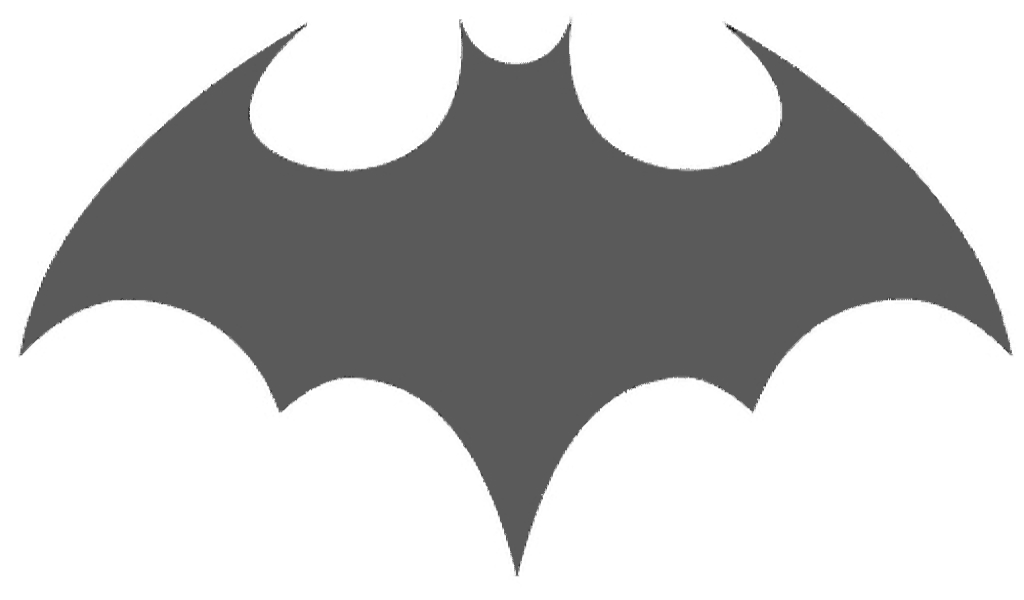
Het logo van de batman-franchise is wellicht het bekendste vleermuis-symbool.

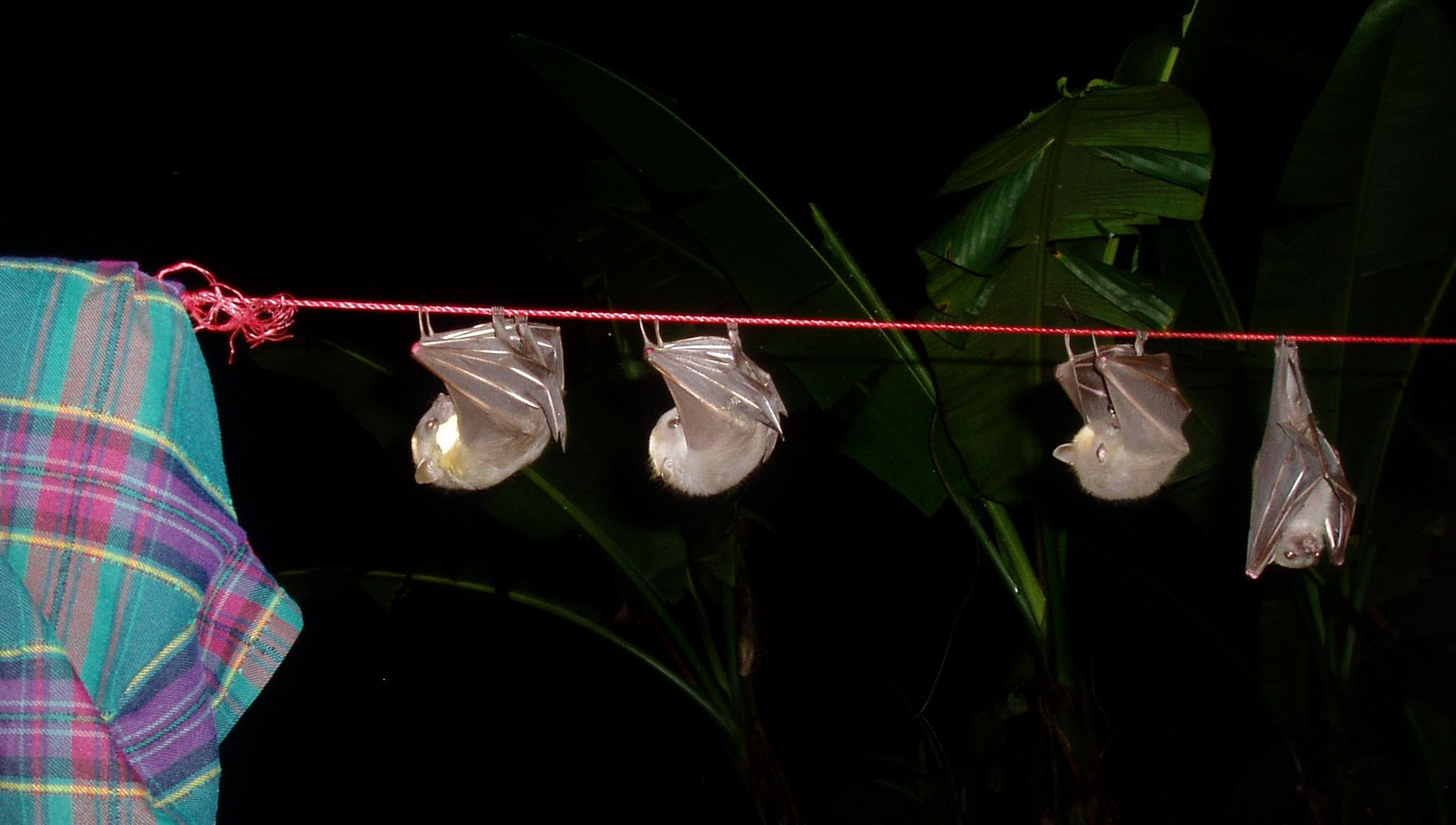
Vleermuizen schuwe menselijke verstedelijking niet, hier exemplaren van Cynopterus brachyotis, hangend aan een waslijn in de Filipijnen.

Omdat vleermuizen tot de zoogdieren behoren, maar desondanks toch kunnen vliegen als vogels, worden ze in veel culturen als onnatuurlijke wezens gezien. Ze worden geassocieerd met duisternis, kwaadwilligheid, hekserij, boze geesten, de duivel en de dood. Sommige mensen vinden vleermuizen angstaanjagend omdat enkele soorten van bloed leven, ze worden hierdoor gezien als vampiers. Een vleermuis zal echter nooit een prooi leegdrinken en dood achterlaten. Ook nemen vleermuizen in de regel geen bloed op van mensen, maar bij andere dieren. 
Er doen verhalen de ronde dat vleermuizen per ongeluk in het haar van mensen vast komen te zitten. Hoewel niet onmogelijk, is dit wel bijzonder onwaarschijnlijk. Zelfs een losse haar is voor vleermuizen al waar te nemen, en is met behulp van echolocatie goed te zien en te ontwijken. In de iconografie is een vleermuis het symbool van de gepersonifieerde nacht. De vleermuis is ook een populair symbool bij bijvoorbeeld spookhuizen, in griezelverhalen en in de gothic-subcultuur. 
Vleermuizen worden vaak gebruikt in logo's, wapenschilden en emblemen. Het insigne van de afdeling Spetsnaz GRU, een onderdeel van de Russische inlichtingendienst, bevat een afbeelding van een vleermuis. Het dier wordt ook gebruikt in wapenschilden van onder andere de Friese plaats Wieuwerd, de Colombiaanse gemeente Santa Fe de Antioquia, de Franse gemeente Louverné en de Spaanse stad Valencia. Het sterke drankmerk Bacardi gebruikt een vleermuis in het bedrijfslogo. Een van de bekendste symbolen van een vleermuis is het batmanlogo dat wereldwijd gepromoot is in de filmfranchise. 
Vleermuizen worden wel gebruikt door cartoonisten om personen in een spotprent neer te zetten als griezelig of gevaarlijk. Dit overkwam onder andere Charles Bradlaugh vanwege zijn weigering op Bijbel te zweren (in 1881) en Charles Stewart Parnell (in 1885) omdat hij als leider van de Irish National League in het streng gelovige Ierland een affaire had met een getrouwde vrouw. Ook verschillende groepen van mensen en denkbeelden zijn neergezet als vleermuizen om ze in een kwaad daglicht te zetten. Voorbeelden waren landheren uit San Fransisco die de bevolking zouden leegzuigen (1882), en de negroïde bevolking van North Carolina die rond 1900 een bedreiging zouden vormen voor de economie.

### Economische voordelen
Vleermuizenkolonies verblijven vaak lange tijd op dezelfde plaats waardoor hun ontlasting zich ophoopt en uiteindelijk grote hoeveelheden uitwerpselen ontstaan. Dit heeft op sommige plaatsen, in de loop van duizenden of zelfs tienduizenden jaren, geresulteerd in een metersdikke laag. Deze natuurlijke afzetting is rijk aan meststoffen en fosfaat en wordt guano genoemd. Vogels produceren eveneens dergelijke afzettingen die met guano worden aangeduid. Guano wordt gebruikt als hoogwaardige meststof in de landbouw. Tijdens de Amerikaanse Burgeroorlog werd er door het leger kaliumnitraat uit vleermuisguano gewonnen om hier buskruit van te maken.

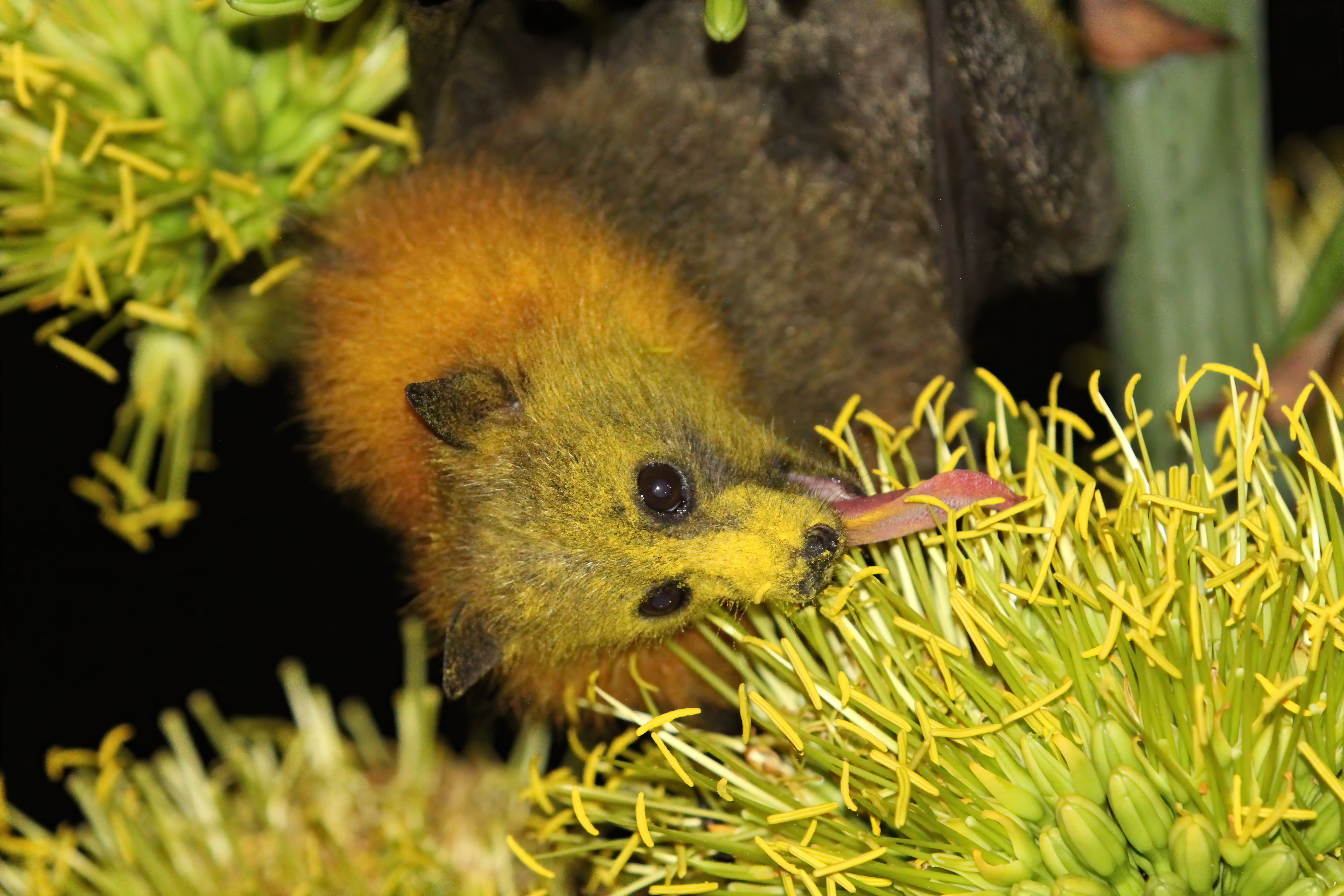
Een grijskopvleerhond (Pteropus poliocephalus) eet stuifmeel uit een bloem maar bestuift hierdoor ook andere bloemen. De kop is dor het stuifmeel helemaal geel geworden.

Vleermuizen bestuiven veel planten door van hun nectar te snoepen en vaak zijn dit planten die ook door insecten en soms vogels kunnen worden bevrucht. Een groot aantal planten echter heeft de bloemen zo ingericht dat alleen vleermuizen in staat zijn om de bloem efficiënt te bestuiven. Dergelijke planten zijn dan ook volledig afhankelijk van vleermuisbestuiving. Deze vorm van symbiose werd al in 1772 beschreven door Jean Baptiste Francois de la Nux die zijn bevindingen meldde aan de gerenommeerde Franse natuuronderzoeker Georges-Louis Leclerc de Buffon. Voorbeelden zijn de doerian (Durio zibethinus) en de Mango, waarvan de laatste ook wel door andere dieren bestoven kan worden. De kapokboom (Ceiba pentandra) wordt geteeld voor de plantenvezels en wordt alleen bestoven door vleermuizen. Ook de plant Agave tequilana wordt bestoven door vleermuizen, deze soort wordt op grote schaal gebruikt voor het maken van tequila.
Vleermuizen hebben een grote impact op de insectenpopulaties en met name die van vlinders en kevers. In de land- en tuinbouw spelen ze een grote rol bij de bestrijding van schadelijke insecten. Bij maïstelers zijn vleermuizen geliefd omdat ze vlinders opruimen die de planten aantasten, zoals de Amerikaanse soort Helicoverpa zea. De larven van de vlinder eten zich een weg door de plant wat schade veroorzaakt en de oogst verminderd. Daarnaast kunnen via de vraatwonden verschillende schimmels binnendringen in het plantenweefsel, zoals Aspergillus flavus en Fusarium graminear. De eerste produceert het giftige aflatoxine en de tweede het waarschijnlijk kankerverwekkende fumonisine.
Vleermuizen voorkomen naar schatting voor miljarden $ dollar aan schade door dergelijke insecten op te eten.
Van vleermuizen in Brazilië is bekend dat ze grote hoeveelheden insecten eten die schade aan gewassen veroorzaken. Ze zijn hierdoor jaarlijks verantwoordelijk voor een besparing van meer dan $390 miljoen. Daarnaast hebben agrariërs minder insecticiden nodig voor het telen van hun gewassen.
De druivenbladroller (Lobesia botrana) is een vlinder waarvan de rupsen onder andere druivenplanten aanvreten. In Frankrijk worden druiven op grote schaal geteeld en wordt de vlinder door tien verschillende soorten vleermuizen onder controle gehouden. Ook in Chili, een ander groot wijnland, worden schadelijke insecten door vleermuizen gegeten zodat de wijnboeren naar schatting tussen 190 en 250 miljoen euro besparen per jaar.
De Suzuki-fruitvlieg kwam oorspronkelijk voor in Azië, maar heeft ook Noord-Amerika en Europa bereikt en is een zeer destructieve soort voor de fruitteelt. Deze fruitvlieg is erg klein, maar staat desondanks op het menu van onder andere de gewone dwergvleermuis.
Vleermuizen dragen bij aan de bestrijding van een aantal infectieziekten die gevaarlijk zijn voor mensen en dieren. Ziektes zoals malaria en knokkelkoorts worden door muggen verspreid onder mensen en dieren. Door de grote hoeveelheden muggen die worden gegeten hebben vleermuizen ook een positieve invloed op het tegengaan van dergelijke vectorziekten.

### Verspreiders van ziekten
Vleermuizen worden echter ook gezien als belangrijke verspreiders van infectieziektes. Ze kunnen drager zijn van vele soorten zoönosen, zoals parasieten en bacteriën maar voornamelijk virussen. De meeste parasieten en bacteriën die bij vleermuizen worden gevonden komen ook bij andere zoogdieren voor. Vleermuizen worden vooral gezien als een belangrijk reservoir voor virussen. Dankzij hun zeer sterke immuunsysteem worden gezonde vleermuizen zelf niet ziek van dergelijke infecties, maar ze kunnen ze wel verspreiden naar de mens. Dit gebeurt meestal niet door direct contact maar door tussengastheren. Een bekende tussengastheer is de mug maar ook verschillende zoogdieren en vogels kunnen deze rol vervullen. 

#### Rabiës
De bekendste virussen die onder vleermuizen voorkomen zijn de lyssavirussen die hondsdolheid veroorzaken. Het klassieke rabiësvirus komt in Nederland sinds 1988 niet meer voor. Er zijn echter meer lyssavirussen die gevonden worden bij vleermuizen zoals het Duvenhagevirus. In Europa komt onder vleermuizen het lyssavirus European Bat Lyssavirus (EBLV) voor dat ook in Nederland is vastgesteld. Er zijn twee typen, type I komt voor bij de laatvlieger (Eptesicus serotinus) en type II komt voor bij de meervleermuis (Myotis dasycneme). Bij de laatvlieger bleek 22% van de dode en zieke dieren die werden aangeboden bij het Rijksinstituut voor Volksgezondheid en Milieu besmet te zijn met EBLV. Bij meervleermuizen is dit percentage veel lager, namelijk vier procent. Deze percentages liggen bij gezonde dieren waarschijnlijk aanzienlijk lager. In landen buiten Nederland is EBLV ook wel gevonden bij de watervleermuis (Myotis daubentonii) en de franjestaart (Myotis nattereri). Deze vleermuizen komen weliswaar ook in Nederland voor maar zijn hier nog niet positief getest op een besmetting met het virus.
Infecties van EBLV bij de mens zijn uiterst zeldzaam, wereldwijd zijn slechts zes gevallen bekend. Er bestaat geen medicatie tegen EBLV en een besmetting heeft altijd een fatale afloop. In Nederland is nog nooit een infectie van dit virus bij de mens beschreven. Desondanks wordt het virus strikt gemonitord door het RIVM en zijn vleermuisbeten die voorgelegd worden aan huisartsen altijd meldingsplichtig.

#### Coronavirussen
Daarnaast komen bij vleermuizen verschillende coronavirussen voor, zoals het SARS-virus en het MERS-virus. Al in 2013 werd door de Rijksoverheid melding gemaakt van een nieuw type coronavirus wat later het MERS-virus bleek te zijn. Na lang en intensief onderzoek bleek dat SARS via door vleermuizen besmette civetkatten bij de mens terecht was gekomen en dat MERS kamelen als tussengastheer heeft voordat het mensen infecteert.

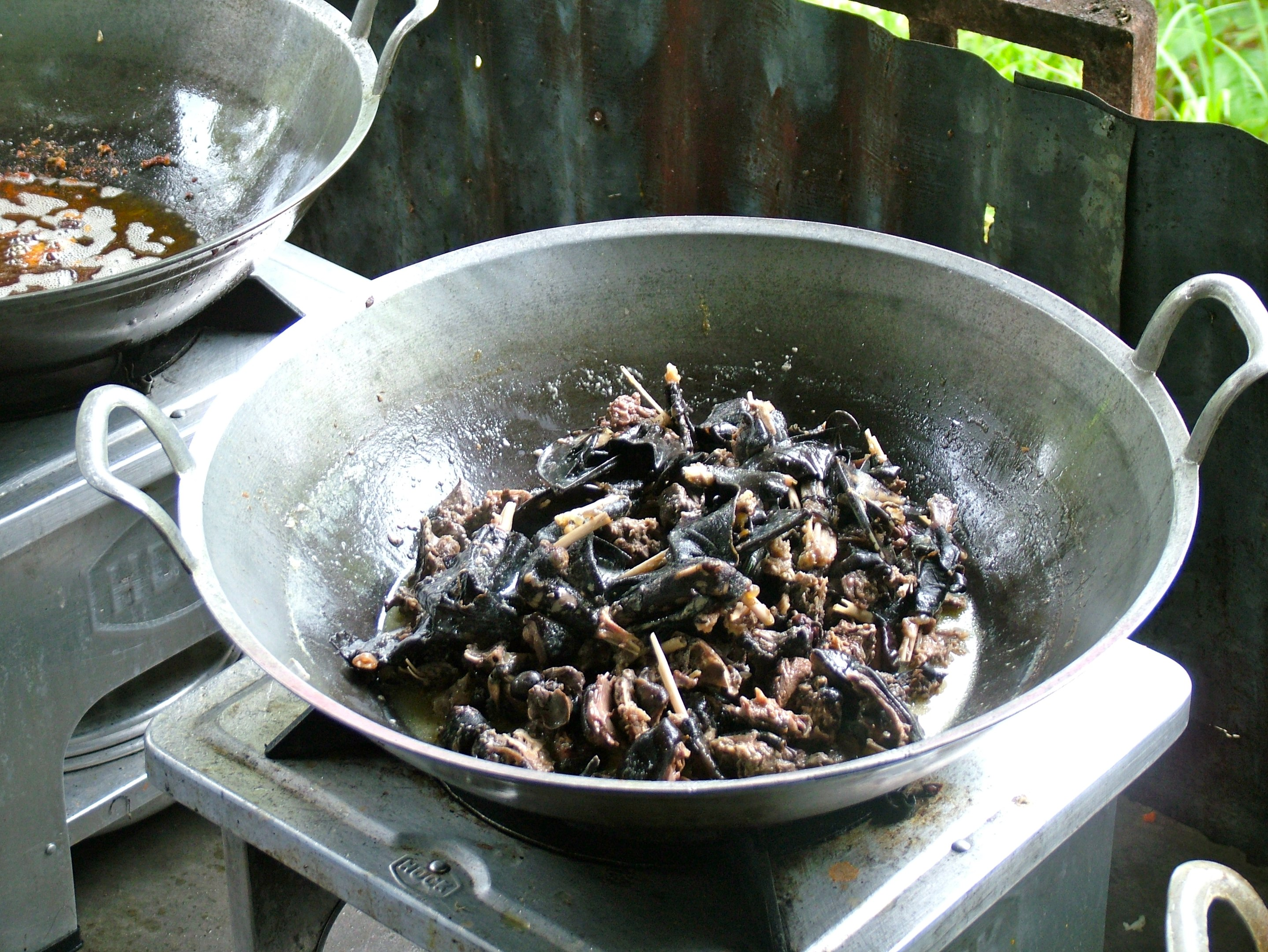
Het eten van vleermuizen kan ziekten als Ebola overdragen. Bereiding van gebakken vleermuis (paniki) in Sulawesi.

Aan het begin van de COVID-19pandemie in 2020 werden vleermuizen in eerste instantie aangewezen als mogelijke besmettingshaard en ontstond de theorie dat dit virus oorspronkelijk vleermuizen als verspreidingshaard moet hebben gehad. Later werd vastgesteld dat vleermuizen weliswaar coronavirussen met zich mee dragen maar dat vervolgens een ander dier als tussengastheer moet hebben opgetreden.
In 2025, vijf jaar na de corona-uitbraak van 2020, berichtten onderzoekers uit Wuhan, de Chinese stad waar het coronavirus voor het eerst werd herkend, dat ze een nieuwe coronavariant hadden ontdekt bij vleermuizen die ook menselijke cellen kan infecteren.

#### Overige virussen
Andere virussen die vleermuizen bij zich dragen zijn het tiomanvirus, dat in fruitetende soorten wordt gevonden. Het kan mogelijk naar de mens worden verspreid door het eten van fruit dat door de vleermuis is aangevreten. Van het Japanse encefalitis virus wordt vermoed dat het virus door vleermuizen via muggen naar mensen wordt verspreidt. Dit virus veroorzaakt hersenvliesontsteking en besmet ongeveer 40.000 mensen per jaar waarvan een kwart het niet overleefd.
Het hendravirus wordt doorgegeven aan paarden die vervolgens mensen kunnen besmetten. Dit heeft geleid tot uitbraken in Australië. Het nipahvirus infecteert varkens die op hun beurt mensen kunnen besmetten. Beide virussen veroorzaken longontstekingen bij de mens.
De beruchtste virussen die door vleermuizen worden verspreid zijn het marburg- en het ebolavirus. Deze virussen veroorzaken bloedstollingsproblemen en zijn zeer dodelijk. Ze worden voornamelijk overgedragen van vleermuis op mens als de dieren worden gedood en opgegeten. Ook het bezoeken van grotten met grote vleermuispopulaties kunnen een risico kunnen vormen. 
Vampiervleermuizen zijn de enige soorten die direct ziektes overbrengen omdat ze mensen en dieren actief opzoeken en bijten. Naast hondsdolheid kan hierbij ook MERS worden overgebracht.

## Bedreigingen en bescherming

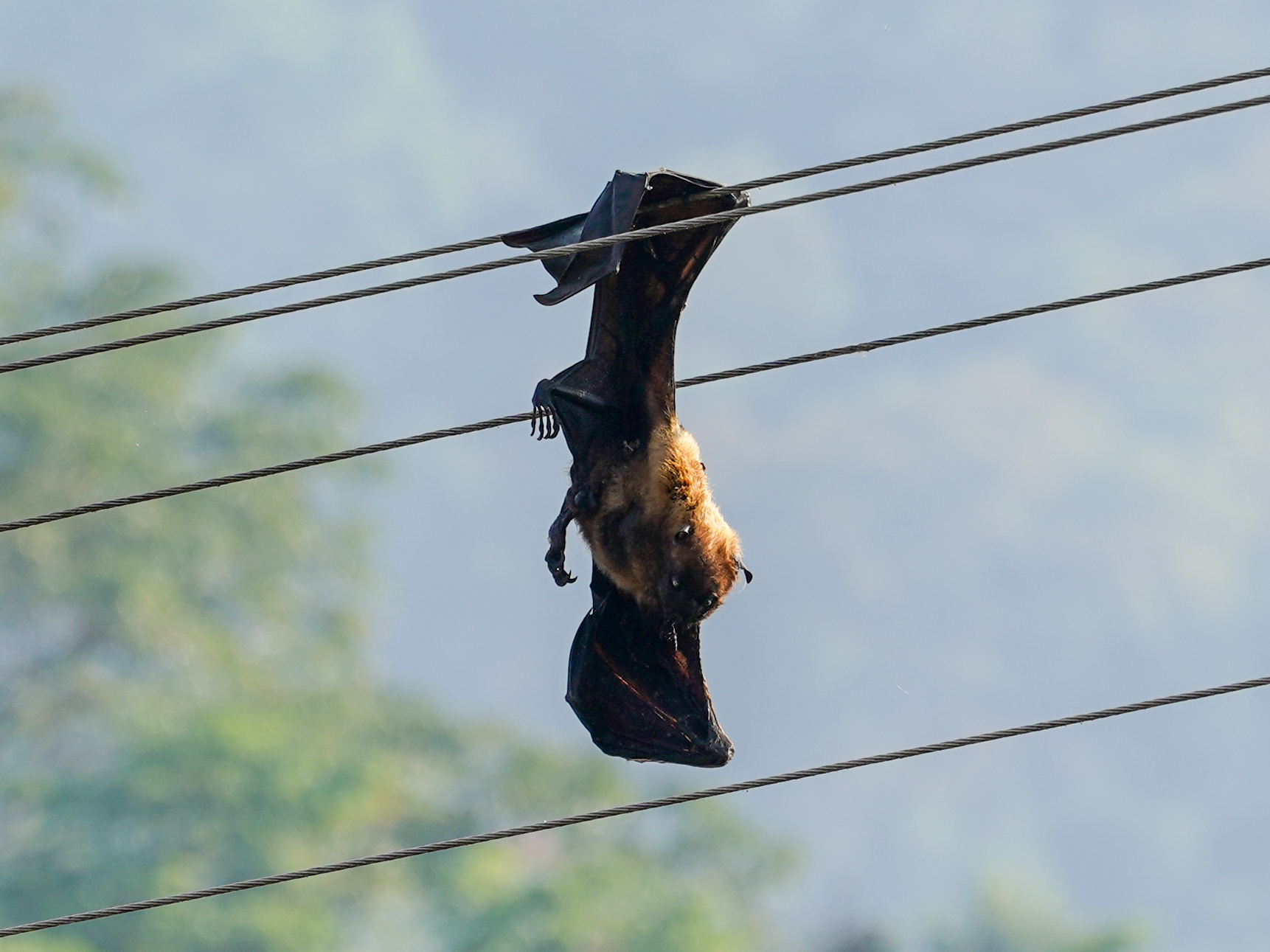
Een vliegende vos (Pteropus medius) is in India slachtoffer geworden van een hoogspanningskabel.

Vleermuizen zijn door hun gewoonte om in groepen te rusten kwetsbaar voor natuurrampen. Bij een aardbeving, waarbij grotten kunnen instorten, of bij zware overstromingen, stormen of bosbranden kan een hele kolonie worden verwoest. Ook planten vleermuizen zich traag voort. Sommige soorten zijn pas na enige jaren geslachtsrijp, en een worp bestaat vaak uit niet meer dan één jong. Dit in tegenstelling tot veel andere kleine zoogdieren die minstens eens per jaar een heel nest grootbrengen. 
Vleermuizen hebben weinig te lijden door directe schade van de mens. Omdat ze 's nachts vliegen worden ze zelden aangereden door het verkeer, in tegenstelling tot bijvoorbeeld vogels. Wel komen ze af en toe in aanraking met hoogspanningskabels waar ze proberen te rusten. Ook vallen slachtoffers door vuurtorens en windmolens, in Noord-Amerika wordt het aantal fatale botsingen van vleermuizen met dergelijke objecten geschat op tienduizenden tot honderdduizenden per jaar.
Vleermuizen worden voornamelijk bedreigd door de vernietiging van hun leefgebied. De belangrijkste factoren bestaan uit het kappen van bossen en het afgraven van geschikte biotopen voor zand- of kalkwinning en de mijnbouw. Soorten die in oude gebouwen of vervallen gebouwen een thuis vinden worden niet zelden geconfronteerd met het slopen dan wel renoveren van dergelijke gebouwen. Vleermuizen leven bijvoorbeeld graag in spouwmuren van woningen maar deze worden tegenwoordig vaak geïsoleerd om de woning te verduurzamen.
In een aantal landen worden vleermuizen wel gevangen en bereid voor menselijke consumptie. De schaal waarop dit gebeurt is echter niet te vergelijken met de aantallen van andere diergroepen die als bushmeat worden beschouwd en massaal worden gedood, zoals schildpadden, vogels en apen.

### Bescherming

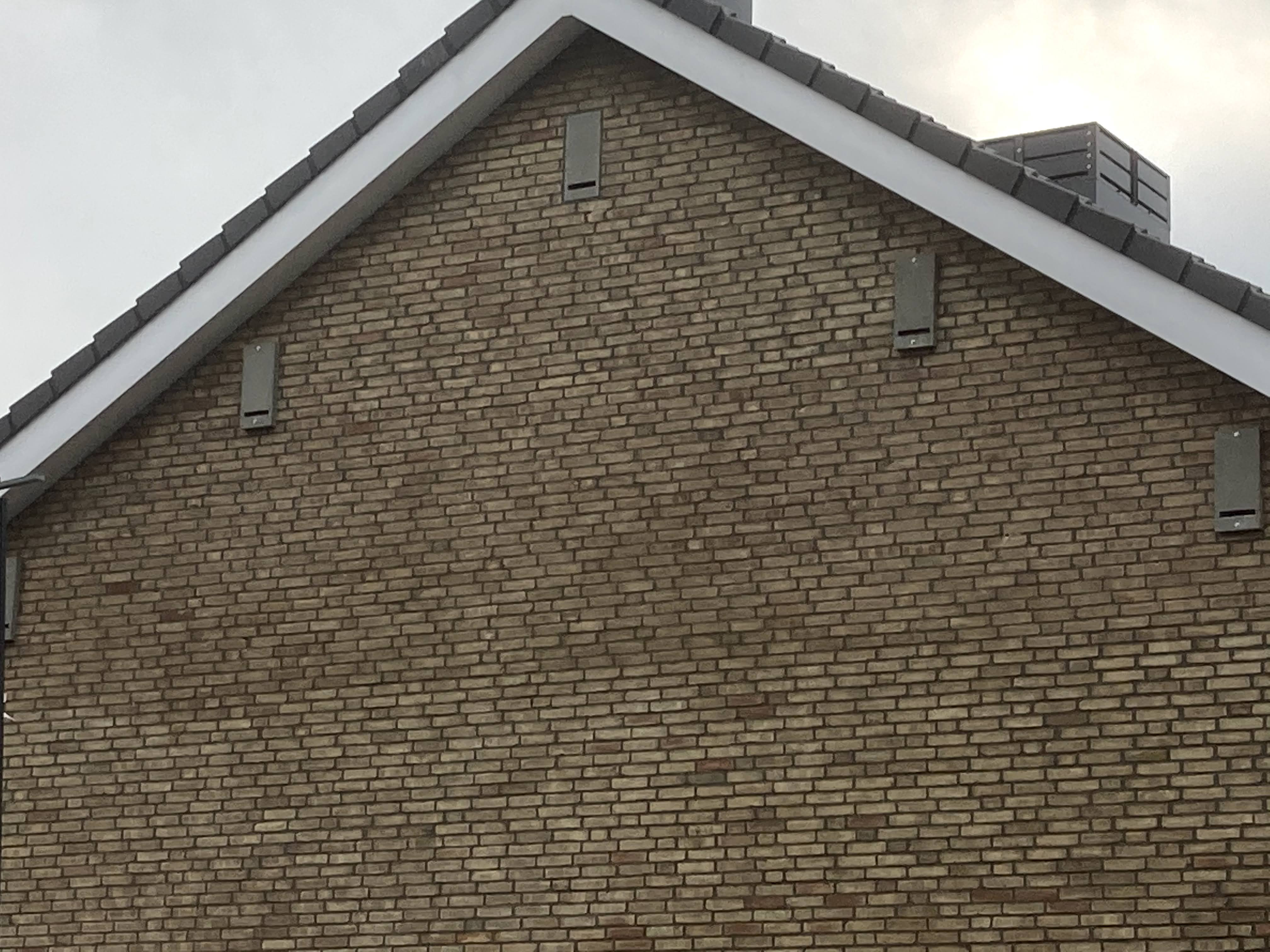
Vleermuiskasten bieden onderdak aan verschillende soorten, deze zijn gemonteerd aan een gevel in Drachten.

In het grootste deel van de wereld worden vleermuizen anno 2024 niet beschermd. Zo mogen ze worden gevangen voor consumptie of in het geval van de vruchteneters worden gedood omdat ze de oogst opeten. Alleen in Europa en in delen van Noord-Amerika worden veel soorten beschermd door wetgeving die iedere verstoring van de vleermuis verbied. In Europa vallen vleermuizen onder de Europese Habitatrichtlijn. 
Door de beschadiging van hun habitat (habitatverlies) is vleermuisbescherming nodig. Goede roestplaatsen overdag (holle bomen) en goede overwinteringsplaatsen, met zeer weinig verstoring, veiligheid voor roofdieren en de mens en een temperatuur die 's winters niet onder het vriespunt zakt, zijn schaars. In cultuur gebrachte landschappen worden vaak armer aan insecten. Veel vleermuizen hebben om zich te oriënteren 'corridors' nodig van heggen of bomenrijen om zich over grotere afstanden te kunnen verplaatsen. Ze begeven zich niet graag ver van een peilbaar echobaken. In de Europese Unie zijn alle soorten bij wet beschermd. België en Nederland sloten zich in 1991 aan bij het EUROBATS-verdrag (Agreement on the Conservation of Populations of European Bats). In Nederland worden alle soorten beschermd onder de Vogelrichtlijn en Habitatrichtlijn. 
In Nederland werd tot 2024 de Wet natuurbescherming (Wnb) gebruikt, tegenwoordig is de Omgevingswet van toepassing. Niet alleen de vleermuizen zelf, maar ook hun leefgebied, aanvliegroutes en foerageergebied mogen niet worden verstoord. Bij ieder bouwproject waarbij de leefomgeving mogelijk wordt verstoord is een ontheffing vereist. Deze kan worden verkregen door een gedegen ecologisch onderzoek te laten uitvoeren. Dergelijk onderzoek moet voldoen aan het 'Vleermuisprotocol 2021'.

### Spouwmuurisolatie
De strikte bescherming van vleermuizen vormt een probleem bij isoleren van huizen waarbij het dichtstoppen van spouwmuren met vulmateriaal een zeer efficiënte manier is om huizen beter te isoleren en zo te verduurzamen. Vleermuizen gebruiken spouwmuren vaak als roestplaats en hierdoor dient eerst te worden aangetoond dat een spouwmuur niet gebruikt wordt door vleermuizen. Lange tijd werd een dergelijk onderzoek uitgevoerd door met een endoscoop in de spouw te kijken maar de Raad van State besliste in 2023 dat een dergelijk onderzoek onvoldoende was en dat alleen een ecologisch onderzoek uitsluitsel kon bieden. Dergelijke onderzoeken zijn echter relatief duur en nemen lange tijd in beslag. 
Enkele Nederlandse ingenieursbureaus ontwikkelden samen met branchegerelateerde bedrijven een methode om vast te stellen of er vleermuizen aanwezig zijn in een gebouw of object middels e-DNA (environmental DNA of 'omgevings-DNA').  Door monsters te nemen van kieren en naden in gebouwen die door vleermuizen als in- en uitgangen zouden kunnen worden gebruikt wordt DNA verzameld. Een bijkomend voordeel van e-DNA bemonstering is dat op termijn ook een goed inzicht verkregen kan worden over het verspreidingsgebied van de verschillende soorten vleermuizen in Nederland.

### IUCN-status

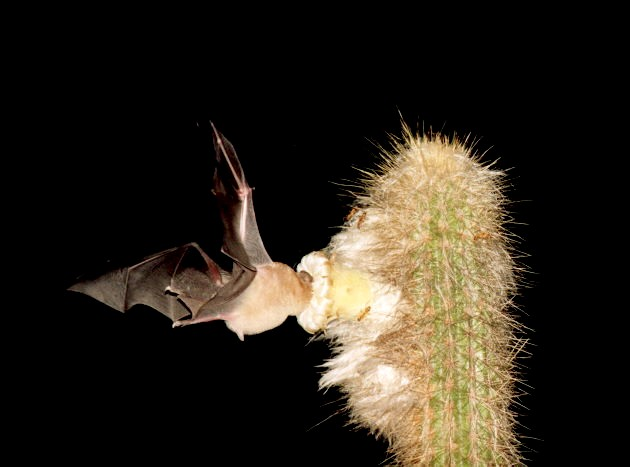
Een kleine langtongvleermuis (Glossophaga soricina) likt nectar uit de cactus Pilosocereus chrysostele. Deze cactus kan alleen worden bestoven door vleermuizen. De kleine langtongvleermuis wordt beschouwd als niet bedreigd.

Van de 1430 soorten vleermuizen zijn er 1335 (93,4 procent) door de IUCN beoordeeld en is een beschermingsstatus toegewezen. Hiervan wordt het grootste deel (774 soorten of 58%) beschouwd als algemeen voorkomend; zij hebben de beschermingsstatus 'veilig' (Least Concern of LC) gekregen. Van 236	soorten (18 %) is niet bekend hoe bedreigd ze zijn en zij hebben de status 'onzeker' (Data Deficient of DD) gekregen. Verder worden 110 soorten (8 %) gezien als 'kwetsbaar' (Vulnerable of VU), 86 soorten (6,5 %) staat te boek als 'bedreigd' (Endangered of EN) en zeven procent van de vleermuizen is aan te merken als 'gevoelig' (Near Threatened of NT, 95 soorten). Van 25 soorten (bijna twee procent) is bekend dat ze ernstig worden bedreigd (Critically Endangered of CR). Negen vleermuizen (0,8 %) van de recent beschreven vleermuizen wordt beschouwd als uitgestorven.
Een van de sterkst bedreigde soorten is de seychellenkokerstaartvleermuis (Coleura seychellensis), waarvan in het wild minder dan 100 exemplaren voorkomen. Door de internationale natuurbeschermingsorganisatie IUCN is aan deze soort de beschermingsstatus 'ernstig bedreigd' toegewezen (Critically Endangered of CR).

#### Uitgestorven soorten
De uitgestorven soorten vleermuizen zijn meestal niet recentelijk verdwenen maar zijn sinds hun ontdekking van vaak meer dan een eeuw geleden niet meer gezien. De vleermuis Nyctophilus howensis bijvoorbeeld is gevonden op Lord Howe-eiland in New South Wales, Australië in 1972. De soort werd beschreven op basis van een schedel die als subfossiel werd beschouwd. Later bleek dat de schedel toebehoorde aan een exemplaar dat al 50 tot 100 jaar eerder was gestorven.
Pteropus pilosus leefde op Palau en werd voor het laatste gezien in 1874  Pteropus coxi was endemisch in Samoa en is niet meer gevonden sinds 1841. Pteropus subniger leefde op de bij Madagaskar behorende eilanden Mauritius en Réunion en is waarschijnlijk uitgestorven tussen 1864 en 1873 Van Pipistrellus sturdeei uit Japan is alleen het holotype bekend dat in de negentiende eeuw werd verzameld en is sindsdien niet in het wild gezien. Pteropus allenorum was endemisch op Samoa en werd voor het laatst gezien in 1856. Pteropus brunneus ten slotte is afkomstig van de Percy Isles, Queensland, Australië. Van deze soort is alleen een holotype bekend en het is niet eens zeker van welk eiland deze afkomstig is. De vleermuis is niet meer gevonden sinds 1874.
De in Guam levende Pteropus tokudae is wel meer recentelijk verdwenen; deze vleermuis is sinds 1968 nooit meer gezien. De enige vleermuissoort die in de 21e eeuw is uitgestorven is Pipistrellus murrayi. Deze soort kwam algemeen voor op Christmaseiland tot in 2006 bleek dat de populaties met meer dan negentig procent waren afgenomen. Op 27 augustus 2009 werd voor het laatst een exemplaar van deze vleermuis waargenomen.

## Lijst van families van vleermuizen
Onderstaand zijn alle families weergegeven met het verspreidingsgebied, het soortenaantal en een voorbeeldsoort. 
| Onderorde Pteropodiformes of Yinpterochiroptera (6 families, 420 soorten)    | Onderorde Pteropodiformes of Yinpterochiroptera (6 families, 420 soorten) | Onderorde Pteropodiformes of Yinpterochiroptera (6 families, 420 soorten) | Onderorde Pteropodiformes of Yinpterochiroptera (6 families, 420 soorten)                           | Onderorde Pteropodiformes of Yinpterochiroptera (6 families, 420 soorten)                                              | Onderorde Pteropodiformes of Yinpterochiroptera (6 families, 420 soorten) | Onderorde Pteropodiformes of Yinpterochiroptera (6 families, 420 soorten) |
| Naam                                                                         | Soorten                                                                   | Voedsel                                                                   | Verspreidingsgebied                                                                                 | Beschrijving | Voorbeeldsoort                                                            | Afbeelding                                                                |
| ---------------------------------------------------------------------------- | ------------------------------------------------------------------------- | ------------------------------------------------------------------------- | --------------------------------------------------------------------------------------------------- | --- | ------------------------------------------------------------------------- | ------------------------------------------------------------------------- |
| Craseonycteridae Hill, 1974                                                  | 1                                                                         | Insecten                                                                  | Azië; Thailand en Myanmar                                                                           | Dit is de kleinste vleermuis ter wereld en wordt maximaal 3,3 cm lang en twee gram zwaar.                              | Thaise varkensneusvleermuis (Craseonycteris thonglongyai)                 |                                                                           |
| Bladneusvleermuizen van de Oude Wereld ― Hipposideridae Lydekker, 1891       | 92                                                                        | Overwegend insecten                                                       | Afrika, Zuid-Azië, Australië, Nieuw-Guinea en de Salomonseilanden                                   | Het neusblad is hoefijzervormig, er is geen zadel in het midden van het neusblad.                                      | Schneiders rondbladneus (Hipposideros speoris)                            |                                                                           |
| Reuzenoorvleermuizen ― Megadermatidae H. Allen, 1864                         | 6                                                                         | Insecten en gewervelden                                                   | Afrika, Zuid- & Zuidoost-Azië en Australië                                                          | Grotbewoners die ook wel voorkomen in gebouwen.                                                                        | Afrikaanse geelvleugelvleermuis (Lavia frons)                             |                                                                           |
| Vleerhonden ― Pteropodidae Gray, 1821                                        | 202                                                                       | Fruit, nectar, stuifmeel                                                  | Afrika, Azië en Australië                                                                           | Grote soorten die vooral van fruit leven en schade kunnen aanrichten aan plantages.                                    | Zwarte vleerhond (Pteropus niger)                                         |                                                                           |
| Hoefijzerneuzen ― Rhinolophidae Gray, 1825                                   | 114                                                                       | Insecten                                                                  | Europa, Afrika, zuidelijk Azië, delen van Australië                                                 | Kleine soorten die soms een wangzak bezitten om prooien te verzamelen.                                                 | Mehely's hoefijzerneus (Rhinolophus mehelyi)                              |                                                                           |
| Klapneusvleermuizen ― Rhinopomatidae Bonaparte, 1838                         | 6                                                                         | Insecten                                                                  | Noord-Afrika Zuid-Azië                                                                              | Woestijnbewoners die leven in rotsspleten en grotten.                                                                  | Kleine klapneusvleermuis (Rhinopoma hardwickii)                           |                                                                           |
| Onderorde Vespertilioniformes of Yangochiroptera (12 families, 1010 soorten) |                                                                           |                                                                           | | |                                                                           |                                                                           |
| Naam                                                                         | Soorten                                                                   | Voedsel                                                                   | Verspreidingsgebied                                                                                 | Beschrijving | Voorbeeldsoort                                                            | Afbeelding                                                                |
| Schedestaartvleermuizen ― Emballonuridae Gervais, 1856                       | 55                                                                        | Insecten                                                                  | Afrika, Zuid- en Zuidoost-Azië, Latijns-Amerika, Australië, eilanden in de Indische en Grote Oceaan | Er zijn zowel kleine als grote soorten die goed ontwikkelde geurklieren hebben en snel kunnen vliegen.                 | Egyptische grafvleermuis (Taphozous perforatus)                           |                                                                           |
| Furievleermuizen ― Furipteridae Gray, 1866                                   | 2                                                                         | Insecten                                                                  | Midden- en Zuid-Amerika                                                                             | Kleine soorten met gereduceerde duimen, grijze tot bruine lichaamskleur.                                               | Kortduimvleermuis (Furipterus horrens)                                    |                                                                           |
| Bulvleermuizen ― Molossidae Gervais, 1856                                    | 135                                                                       | Insecten                                                                  | Wereldwijd                                                                                          | De soorten hebben een korte, brede snuit, met brede, vlezige lippen en korte, brede oren.                              | Angola-vrijstaartvleermuis (Mops condylurus)                              |                                                                           |
| Plooilipvleermuizen ― Mormoopidae Saussure, 1860                             | 18                                                                        | Insecten                                                                  | Noord-, Midden- en Zuid-Amerika                                                                     | Klein tot middelgrote soorten met en grijze tot bruine vacht.                                                          | Snorbaardvleermuis (Pteronotus personatus)                                |                                                                           |
| Nieuw-Zeelandse vleermuizen ― Mystacinidae Dobson, 1875                      | 2                                                                         | Omnivoor                                                                  | Nieuw-Zeeland                                                                                       | De soorten uit deze familie zijn waarschijnlijk uitgestorven.                                                          | Nieuw-Zeelandse vleermuis (Mystacina tuberculata)                         |                                                                           |
| Zuigschijfvleermuizen ― Myzopodidae Milne-Edwards & A. Grandidier, 1878      | 2                                                                         | Insecten                                                                  | Madagaskar                                                                                          | Alle soorten hebben zuignap-achtige structuren aan de poten waarmee ze aan de ondergrond kunnen plakken.               | Zuigschijfvleermuis (Myzopoda aurita)                                     |                                                                           |
| Trechteroorvleermuizen ― Natalidae Gray, 1866                                | 11                                                                        | Insecten                                                                  | Caribisch gebied, Midden-Amerika, noordelijk Zuid-Amerika                                           | Kleine vleermuizen met grote oren en lange vleugels.                                                                   | Mexicaanse trechteroorvleermuis (Natalus stramineus)                      |                                                                           |
| Hazenlipvleermuizen ― Noctilionidae Linnaeus,1766                            | 2                                                                         | Vissen, insecten                                                          | Midden- en Zuid-Amerika                                                                             | Grote soorten die over het water vliegen om te jagen op waterdieren.                                                   | Kleine hazenlipvleermuis (Noctilio albiventris)                           |                                                                           |
| Spleetneusvleermuizen ― Nycteridae G. Cuvier & E. Geoffroy, 1795             | 14                                                                        | Insecten en gewervelden                                                   | Afrika, Zuidwest- en Zuidoost-Azië                                                                  | Deze soorten hebben grote oren en brede vleugels. De staart is lang en eindigt in een T- of Y-vormige, kraakbenen top. | Thebaanse spleetneusvleermuis (Nycteris thebaica)                         |                                                                           |
| Bladneusvleermuizen van de Nieuwe Wereld ― Phyllostomidae Gray, 1825         | 230                                                                       | Insecten, vruchten                                                        | Noord- en Zuid-Amerika                                                                              | Een grote familie die zowel insectenetende als fruitetende soorten kent.                                               | Waterhousebladneusvleermuis (Macrotus waterhousi)                         |                                                                           |
| Hechtschijfvleermuizen ― Thyropteridae Spix, 1823                            | 5                                                                         | Insecten                                                                  | Midden- en Zuid-Amerika                                                                             | De soorten komen voor in vochtige, altijdgroene wouden en hechten zich vast met de kop naar boven.                     | Hondurashechtschijfvleermuis (Thyroptera discifera)                       |                                                                           |
| Gladneuzen ― Vespertilionidae Gray, 1821                                     | 533                                                                       | Insecten                                                                  | Wereldwijd                                                                                          | Vrij kleine soorten die geen neusblad bezitten en daaraan de naam danken.                                              | Grootoorvleermuis (Plecotus auritus)                                      |                                                                           |